# Enzyklopädie

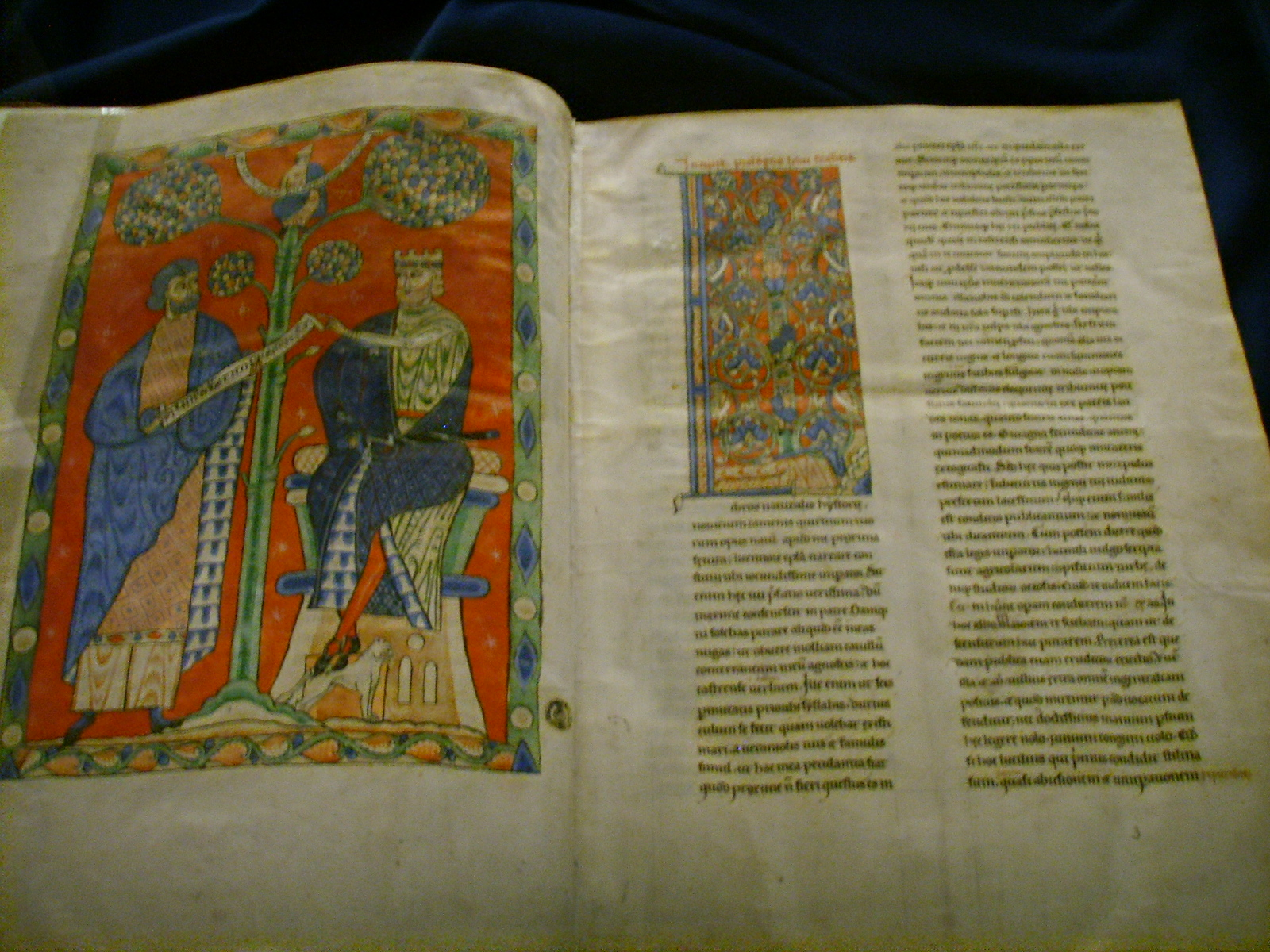
Die Naturalis historia des älteren Plinius in einer reich illustrierten Ausgabe des 13. Jahrhunderts

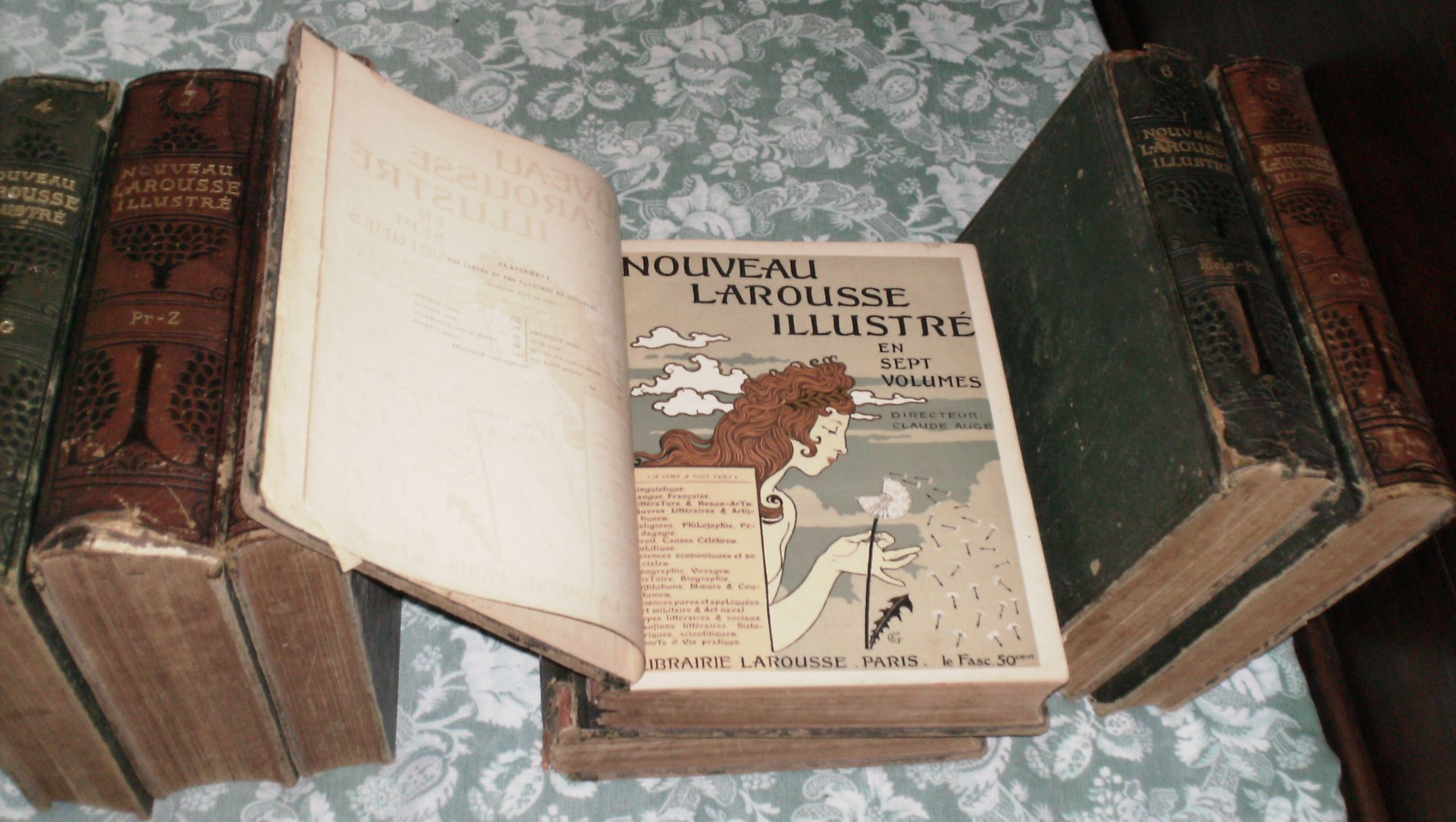
Nouveau Larousse illustré, 1897–1904

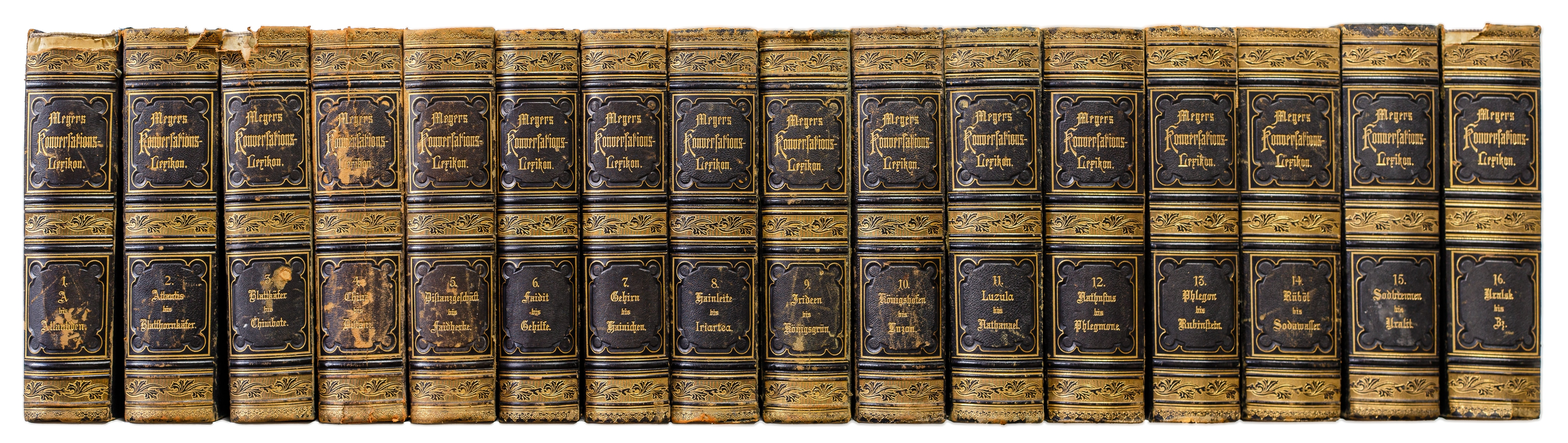
Meyers Konversations-Lexikon, 4. Auflage, Bände 1–16 (1885–1890)

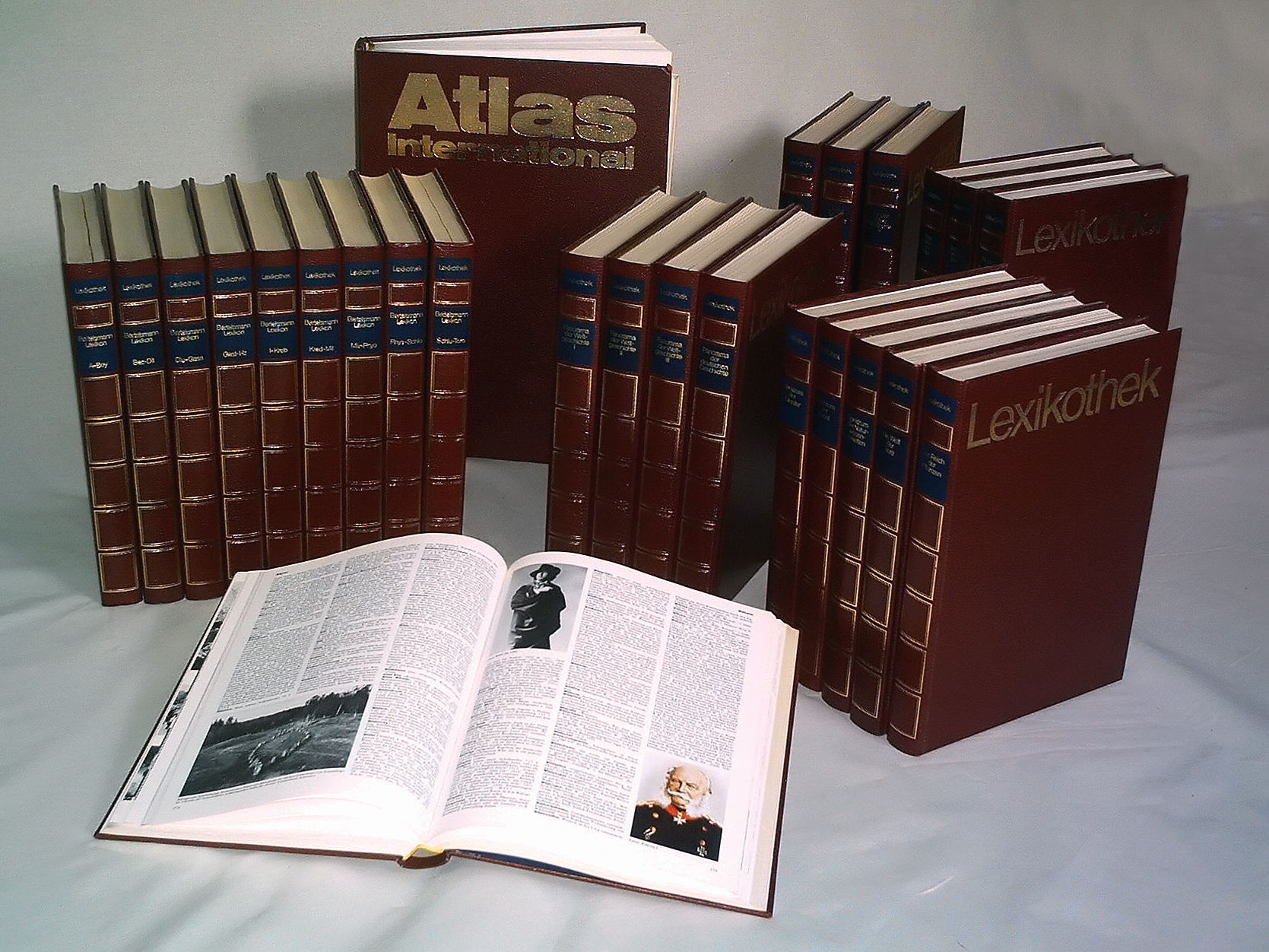
Bertelsmann Lexikothek in 26 Bänden, in der Auflage von 1983

Eine Enzyklopädie (ⓘ) (aus französisch Encyclopédie, von altgriechisch ἐγκύκλιος παιδεία „enkýklios paideía“) ist ein besonders umfangreiches Nachschlagewerk. Der Begriff Enzyklopädie soll auf Ausführlichkeit oder eine große Themenbreite hinweisen. Es wird eine Zusammenfassung des gesamten Wissens angestrebt. Die Enzyklopädie ist demzufolge eine überblickende Anordnung des Wissens einer bestimmten Zeit und eines bestimmten kulturellen Raumes, einschließlich ihrer Zusammenhänge durch Stichwortverweise. Daneben werden als Fachenzyklopädien solche Werke bezeichnet, die nur ein einzelnes Fach- oder Sachgebiet behandeln.
Die Bedeutung des Begriffes Enzyklopädie ist fließend; Enzyklopädien standen zwischen Lehrbüchern einerseits und Wörterbüchern andererseits. Als älteste vollständig erhaltene Enzyklopädie gilt die Naturalis historia aus dem ersten nachchristlichen Jahrhundert. Vor allem die große französische Encyclopédie (1751–1780) hat die Bezeichnung „Enzyklopädie“ für ein Sachwörterbuch durchgesetzt. Aufgrund der alphabetischen Anordnung werden Enzyklopädien oft als Lexika bezeichnet.
Die heutige Form des Nachschlagewerkes hat sich vor allem seit dem 18. Jahrhundert entwickelt; dabei handelt es sich um ein umfangreiches Sachwörterbuch über alle Themen für eine breite Leserschaft. Im 19. Jahrhundert kam der typische neutral-sachliche Stil hinzu. Die Enzyklopädien wurden klarer strukturiert und beinhalteten neue Texte, keine bloßen Übernahmen älterer (fremder) Werke. Eines der bekanntesten Beispiele im deutschen Sprachraum war lange Zeit die Brockhaus Enzyklopädie (ab 1808), im englischen die Encyclopaedia Britannica (ab 1768).
Seit den 1980er-Jahren werden Enzyklopädien ferner in digitaler Form angeboten, auf CD-ROM und im Internet. Teilweise sind es Fortführungen älterer Werke, teilweise neue Projekte. Ein besonderer Erfolg war die 1993 erstmals auf CD-ROM herausgegebene Microsoft Encarta. Die 2001 gegründete Wikipedia entwickelte sich zur größten Internet-Enzyklopädie.

## Begriff

### Begriffsherkunft
Der Begriff leitet sich über das Französische Encyclopédie von altgriechisch ἐγκύκλιος παιδεία (enkýklios paideía) ab, ein Begriff, der im Rahmen der Paideia die Allgemeinbildung oder nicht spezialisierte Grundbildung eines freien Griechen bezeichnete.

### Definitionen

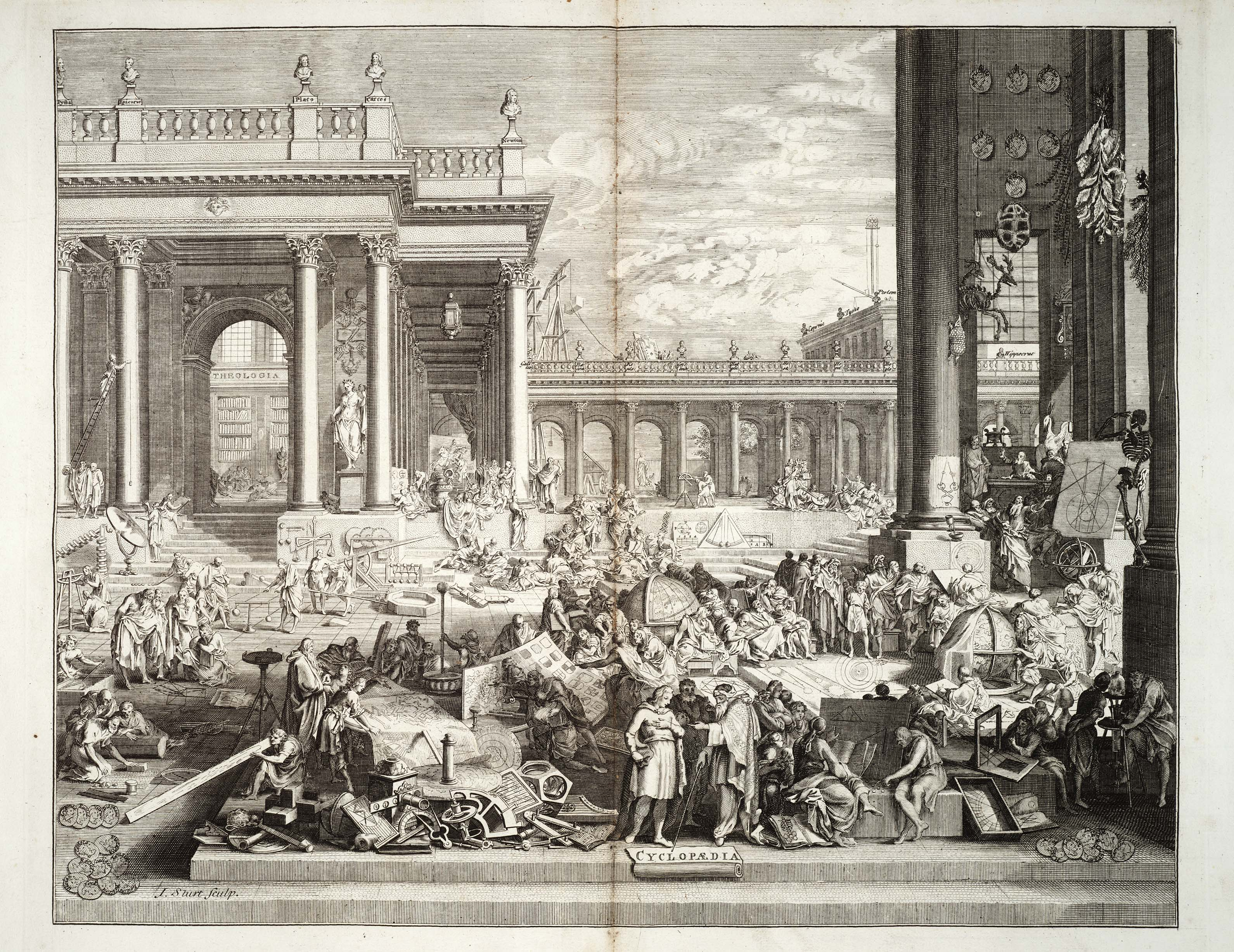
Frontispiz der Cyclopaedia von 1728 mit Hinweisen auf den Inhalt

Die Althistorikerin Aude Doody nannte die Enzyklopädie eine Gattung, die man nur schwer definieren könne. Enzyklopädismus sei das Streben nach universellem Wissen oder auch die Summe des allgemeinen Wissens (einer bestimmten Kultur). Konkret sei die Enzyklopädie ein Buch, „das entweder die gesamte Garnitur des allgemeinen Wissens oder ein erschöpfendes Spektrum an Material über einen spezialistischen Gegenstand versammelt und ordnet.“ Die Enzyklopädie beanspruche, einfachen Zugang zu Informationen über alles zu verschaffen, das der Einzelne über seine Welt wissen muss.
Für das Selbstverständnis von Enzyklopädien werden oftmals die Vorworte der Werke ausgewertet. Im 18. und vor allem 19. Jahrhundert betonten sie, dass sie Wissen zusammenfassen, und zwar nicht für Fachleute, sondern für ein breiteres Publikum. Im Vorwort des Brockhaus etwa heißt es 1809:

„Der Zweck eines solchen Wörterbuchs kann auf keinen Fall der sein, vollständige Kenntnisse zu gewähren; es wird vielmehr dieses Werk – welches eine Art von Schlüssel sein soll, um sich den Eingang in gebildete Zirkel und in den Sinn guter Schriftsteller zu öffnen – aus den wichtigsten Kenntnissen, der Geographie, Geschichte, Mythologie, Philosophie, Naturlehre, den schönen Künsten und andern Wissenschaften, bloß diejenigen Kenntnisse enthalten, welche ein jeder als gebildeter Mensch wissen muß, wenn er an einer guten Conversation Theil nehmen oder ein Buch lesen will […]“

Der Bibliothekswissenschaftler und Enzyklopädie-Experte Robert Collison schrieb 1998 für die Encyclopaedia Britannica einleitend im entsprechenden Macropaedia-Artikel:

„Heutzutage denken die meisten Leute bei einer Enzyklopädie an einen vielbändigen Abriss allen verfügbaren Wissens, komplett mit Landkarten und einem detaillierten Index, sowohl mit zahlreichen Anhängen wie Bibliografien, Illustrationen, Listen von Abkürzungen und fremden Ausdrücken, Ortsverzeichnissen usw.“

### Entwicklung zum modernen Begriff
Der moderne Begriff „Enzyklopädie“ setzt sich aus zwei griechischen Wörtern zusammen: ἐγκύκλιος enkýklios, im Kreis herumgehend, auch: umfassend, allgemein, sowie παιδεία paideía, Erziehung oder Unterricht. Das daraus zusammengesetzte ἐγκύκλιος παιδεία verwies auf die „chorische Erziehung“, meinte also ursprünglich die musische Ausbildung junger freigeborener Griechen im Kreis des Theaterchores. Eine verbindliche Auflistung der vermittelten Fächer gab es bei den Griechen nicht. Moderne Forscher ziehen es vor, den griechischen Ausdruck als allgemeine Erziehung zu übersetzen, im Sinne einer grundlegenden Bildung.
Der Römer Quintilian (35 bis ca. 96 nach Christus) griff den griechischen Ausdruck auf und übersetzte ihn. Bevor Jungen zu Rednern ausgebildet würden, sollten sie den Bildungsweg (den orbis ille doctrinae, wörtlich: Kreis der Lehre) durchlaufen. Auch Vitruv bezeichnete mit ἐγκύκλιος παιδεία eine Vorbildung für die bei ihm angestrebte Spezialisierung zum Architekten. Dementsprechend variierten die genannten Fächer. Quintilian erwähnt für Redner beispielsweise die Bereiche Geometrie und Musik.
Unklar bleibt, was Plinius gemeint hat, als er die τῆς ἐγκυκλίου παιδείας (tês enkýkliou paideías) im Vorwort zu seiner Naturalis historia (Naturgeschichte, ca. 77 n. Chr.) erwähnte. Das liegt nicht nur an der Unbestimmtheit der möglichen Fächer, sondern auch an Undeutlichkeiten der Textstelle. Die ἐγκύκλιος παιδεία wurde schließlich zu einer Sammelbezeichnung für die sich im Römischen Reich ausbildenden (sieben) freien Künste, die artes liberales.

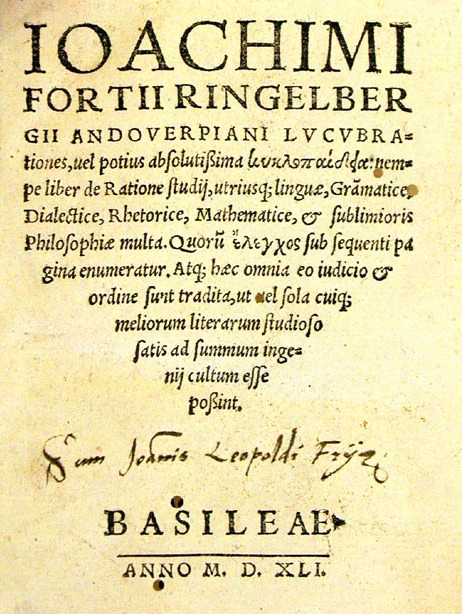
Basler Ausgabe von Joachim Sterck van Ringelberghs Lucubrationes, vel potius absolutissima κυκλοπαίδεια …, 1541

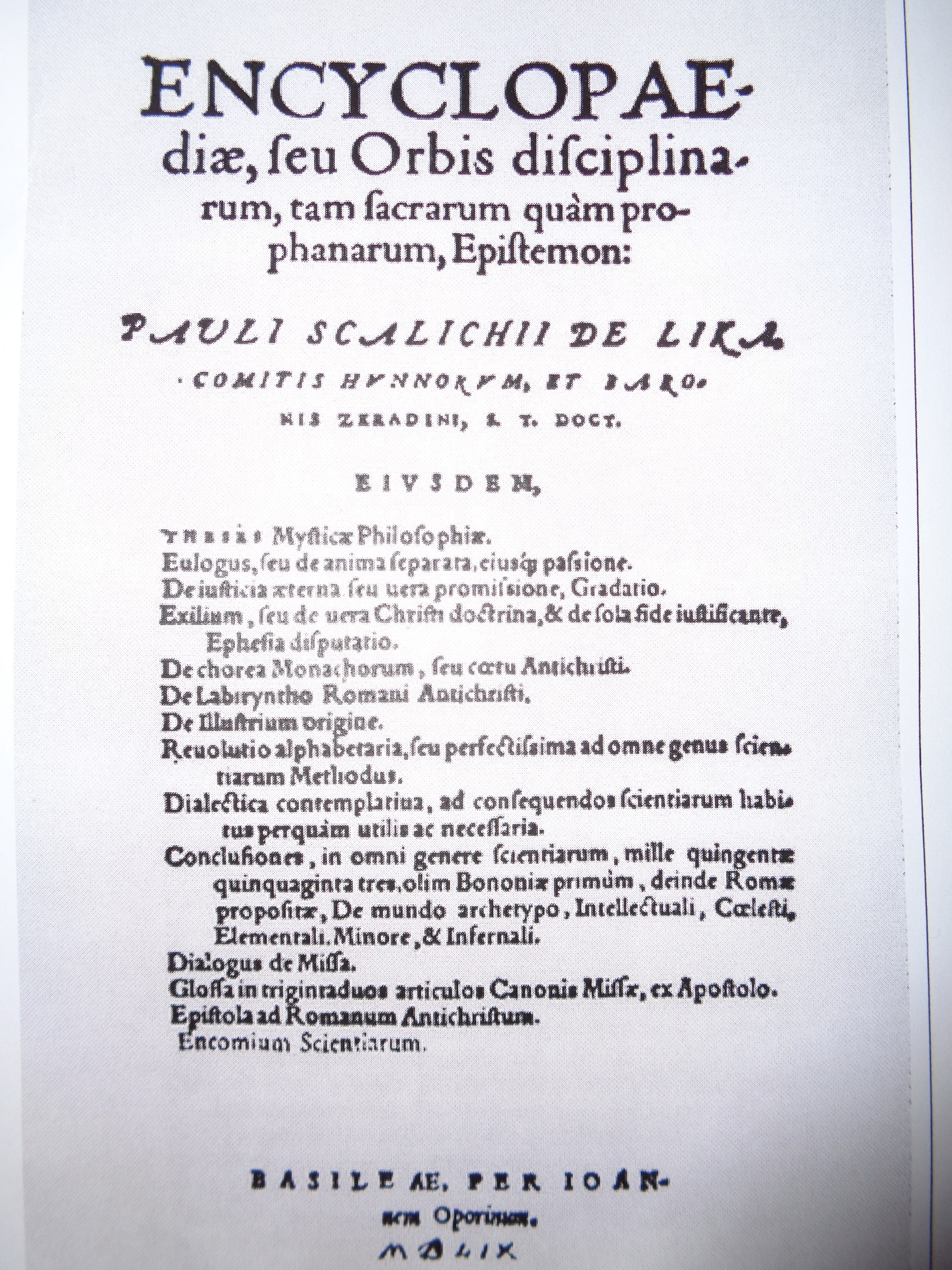
Titelseite der Paul Scalichs „Encyclopaedia …“, veröffentlicht 1559 in Basel

Das Wort Enzyklopädie geht auf eine fehlerhafte Rückübersetzung der Stelle bei Quintilian zurück. Dieses tas Encyclopaedias in Plinius-Ausgaben seit 1497 setzte dann den Ausdruck durch. Es wurde als griechische Übersetzung von orbis doctrinae angesehen. In Nationalsprachen erschien der Ausdruck dann in den 1530er-Jahren. In der Mitte des 16. Jahrhunderts konnte man das Wort ohne weitere Erklärung in Buchtiteln für Werke verwenden, „in denen die Gesamtheit der Wissenschaften nach einer bestimmten Ordnung dargestellt wird“, so Ulrich Dierse. Die Betonung lag dabei nicht auf Gesamtheit, sondern auf Ordnung.
Guillaume Budé verwendete die lateinische Neuschöpfung 1508 im Sinne einer allesumfassenden Wissenschaft oder Gelehrtheit. Wohl zum ersten Mal in einem Buchtitel erschien das Wort 1538. Damals veröffentlichte der südniederländische Pädagoge Joachim Sterck van Ringelbergh: Lucubrationes, vel potius absolutissima κυκλοπαίδεια, nempe liber de ratione studii („Nachtarbeiten, oder vielmehr vollständigste κυκλοπαίδεια [kyklopaideia], also ein Buch über die Methode des Lernens“). Als Haupttitel eines Buches tauchte es zuerst 1559 auf: Encyclopaediae, seu orbis disciplinarum (Encyclopaedia, oder der Kreis der Fächer) des Kroaten Pavao Skalić.
Die englische Cyclopaedia von 1728 war ein alphabetisch geordnetes Nachschlagewerk, ein dictionary of the arts and sciences. Der Durchbruch des Namens Enzyklopädie kam erst mit der großen französischen Encyclopédie (1751 und Folgejahre). Nach dem Vorbild dieses Werkes etablierte sich der Begriff für ein allgemeines Sachwörterbuch.
Daneben wurde das Wort auch für die Erkenntnis von der Einheit des Wissens verwendet; in diesem Sinne beschrieb der Philosoph Christian Appel seinen 1784 an der Universität Mainz eingerichteten „Lehrstuhl für allgemeine Enzyklopädie“. In der Erziehung gehe man von einfachen sinnlichen Eindrücken und Erfahrungen aus, dann komme man über einen Abstraktionsprozess zu zusammenhängenden wissenschaftlichen Weisheiten. Diese seien aber verstreut, daher brauche man eine Zusammenfassung. So solle die Enzyklopädie nicht am Anfang des Universitätsstudiums stehen, sondern am Ende, als Krönung. Für die Erforschung der Enzyklopädien wiederum hat sich der Begriff Enzyklopädik eingebürgert.

### Andere Bezeichnungen

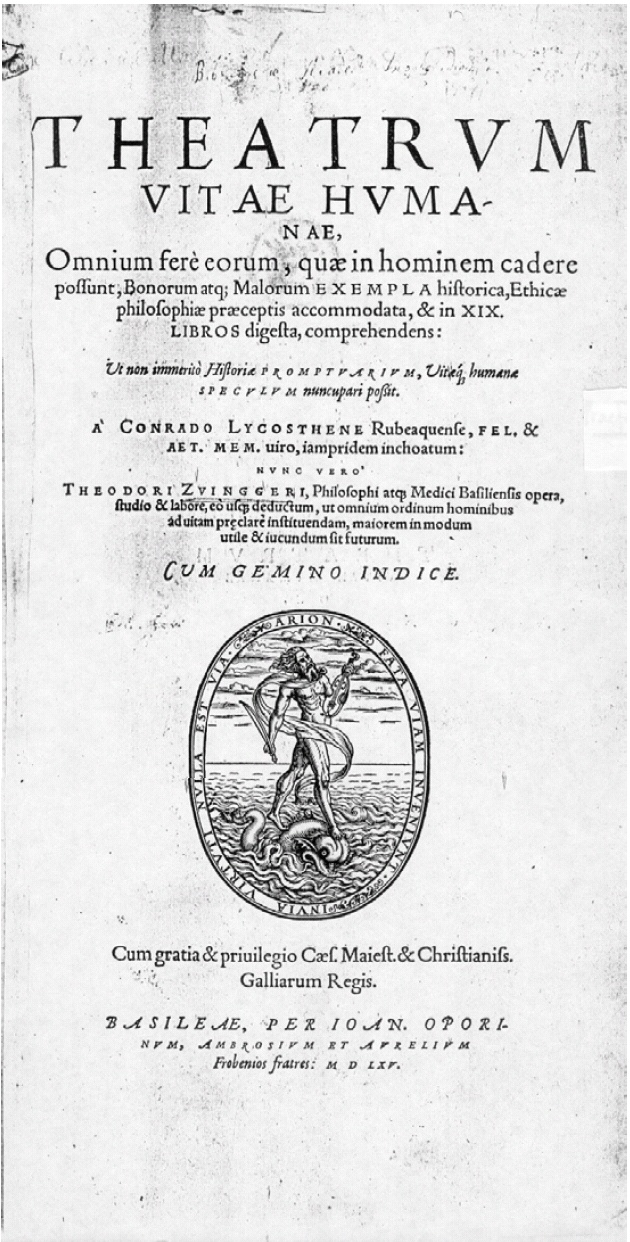
Theatrum Vitae Humanae, „Schauplatz des menschlichen Lebens“, 1565

Während bei den Römern die Titel von Nachschlage- und Lehrwerken meistens eher nüchtern waren, überwogen seit der Spätantike bis in die Frühe Neuzeit Metaphern:
- Vergleiche mit der Natur, mit Gärten, Blumen und Nahrung waren besonders häufig. Der Autor war beispielsweise ein Blumenpflücker oder eine fleißige Biene, die das Wissen wie Blütenstaub sammelt. Die Werke hießen dann Florilegia (Blumensammlung), Liber Floridus (Blühendes Buch) oder Hortus Deliciarum (Garten der Kostbarkeiten).[17][18]
- Beliebt waren auch Verweise auf das Licht, das den Leser erleuchten soll: Elucidarium, Lucidarius.[18]
- Die Bücher waren Kostbarkeiten: Tresor (Schatz),[18] Gemma gemmarum (Schmuckstück der Schmuckstücke), Schatzkammer mechanischer Künste (Agostino Ramelli),[17] Margarita (Perle).
- Theatrum, Schauplatz, wie in Theatrum Anatomicum verwies auf den Darstellungscharakter.[19]
- Bibliotheca war ein Hinweis darauf, dass das Werk aus älteren Büchern zusammengestellt war.[17]
- Man sah das Werk als Spiegel der Welt: Speculum, imago mundi.[18]
- Auf Wasserquellen bezog sich der Livre de Sidrac, la fontaine de toutes sciences, und auf die Allegorie des Stadtbaus der Livre de la Cité des Dames.[18]
- Historia war in der Naturkunde wegen Plinius geläufig und bedeutete ursprünglich das geordnete Wissen.[19] Ansonsten war Historia normalerweise eine chronologische Abhandlung, in die man geografisches und biografisches Wissen einflocht.
- Ars magna (Große Kunst) ist bei Ramon Llull und Athanasius Kircher der Anspruch, eine hervorragende Leistung zu präsentieren.[20]

Alphabetisch angeordnete Enzyklopädien hießen oder heißen Dictionarium, Wörterbuch oder Lexikon. Weitere Bezeichnungen lauten: Enzyklopädisches Wörterbuch, Sachwörterbuch, Realwörterbuch, dazu Reallexikon und Realenzyklopädie, Konversationslexikon, Universallexikon usw.
Im Englischen und Französischen war dictionary beziehungsweise dictionnaire weit verbreitet, oft in der Zusammenfassung dictionary of the arts and sciences beziehungsweise dictionnaire des arts et des sciences. Im Deutschen spiegelt sich das im Titel der Allgemeinen Encyclopädie der Wissenschaften und Künste von Ersch-Gruber (1818–1889) wider. Als Künste sind gängigerweise die mechanischen und handwerklichen Künste zu verstehen, und der Begriff der Wissenschaft sollte nicht zu eng aufgefasst werden, so wurde die Theologie damals noch selbstverständlich zur Wissenschaft gezählt. Real oder Realia steht für Sachen im Gegensatz zu Begriffen oder Wörtern, ein Realwörterbuch ist also ein Sachwörterbuch und kein Sprachwörterbuch.

## Geschichte
Literarische Gattung und Begriff laufen in der Geschichte der Enzyklopädie nicht parallel zueinander. Darum lässt sich darüber streiten, ob es vor der Neuzeit überhaupt Enzyklopädien gegeben hat. Zumindest waren sich die antiken und mittelalterlichen Autoren einer solchen literarischen Gattung nicht bewusst. Es herrscht weite Übereinstimmung, beispielsweise die Naturalis historia aus dem Alten Rom als Enzyklopädie anzusehen. Dabei besteht allerdings die Gefahr einer anachronistischen Sichtweise, nämlich ein antikes Werk mit modernen Augen zu sehen und es unangemessen zu interpretieren, warnt Aude Doody.
Die Historiker sind sich nicht darüber einig, welches Werk als die erste Enzyklopädie anzusehen ist. Das liegt einerseits daran, dass viele Werke verloren gegangen sind und nur noch aus kurzen Beschreibungen oder Bruchstücken bekannt sind. Andererseits gibt es keine verbindliche Definition einer Enzyklopädie, manche Historiker berücksichtigen auch einen enzyklopädischen Ansatz im Sinne eines Strebens nach Umfassendheit.
Folgende Einträge befassen sich mit der regional unterschiedlichen Geschichte von Enzyklopädien:
- Geschichte und Entwicklung der Enzyklopädie (in Europa und Amerika)
- Enzyklopädien aus dem chinesischen Kulturkreis
- Enzyklopädien aus dem islamischen Kulturkreis

### Altertum

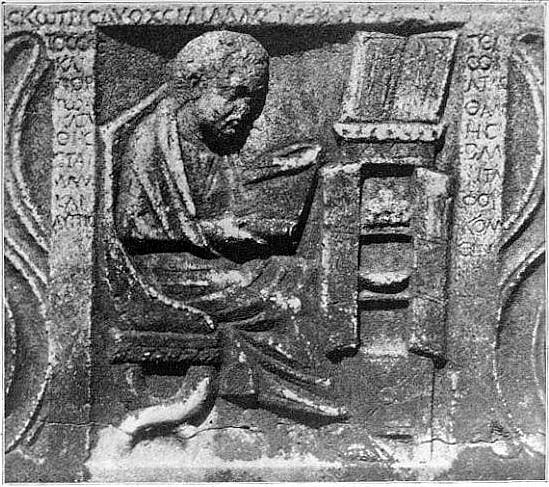
Römer liest eine Schriftrolle, Spätantike

im Chinesischen Altertum entstand bereits während der Westlichen Zhou-Dynastie (11. Jahrhundert bis 771 v. Chr.), aus der auch der ältere Teil des I Ging stammt, ein enzyklopädisches Werk. Da das Original ist nicht erhalten ist, erlaubten lediglich Zitate, aus später erscheinenen Enzyklopädien, die Datierung. Diese Phase ist für ihre Philosophen und Dichter bekannt, zu denen unter anderem Konfuzius, Mengzi, Mozi (Mot-tsu), Laozi, Tao Qian und der Militärstratege Sunzi zählen.
Als ein geistiger Vater europäischer Enzyklopädien wird der griechische Philosoph Platon (428/427-348/347 v. Chr.) genannt. Er hat zwar selbst keine Enzyklopädie verfasst, aber mit seiner Akademie zu Athen verschrieb er sich dazu, die ganze Bildung jedem intelligenten jungen Mann zur Verfügung zu stellen. Von einem enzyklopädischen Werk von Platons Neffen Speusippos (gestorben 338 v. Chr.) sind nur noch Fragmente erhalten. Einen enzyklopädischen Ansatz, im Sinne von umfassend, hat man auch Aristoteles nachgesagt.
Die Griechen sind für ihre intellektuellen Erkundungen und ihre philosophische Originalität bekannt. Sie haben ihr Wissen aber nicht in einem einzelnen Werk zusammengefasst. So gelten die Römer als die eigentlichen Erfinder der Enzyklopädie. In der Römischen Republik gab es bereits die Briefserie Praecepta ad filium (etwa 183 v. Chr.), mit der Cato der Ältere seinen Sohn unterwies.
Vor allem entstand die Enzyklopädie in der Kaiserzeit, da sie den weiten Horizont solcher Menschen brauchte, die ein Weltreich beherrschten. Die erste der eigentlichen Enzyklopädien waren die nicht erhaltenen Disciplinarum libri IX von Marcus Terentius Varro († 27 v. Chr.). Die zweite Enzyklopädie waren die Artes des Arztes Aulus Cornelius Celsus (gestorben um 50 n. Chr.). Varro war der Erste, der die allgemeinbildenden Fächer zusammengefasst hat, aus denen später die freien Künste wurden. Zusätzlich zu jenen Fächern, die dann im Mittelalter zum Kanon wurden, nahm er Medizin und Architektur auf. Die Hebdomades vel de imaginibus sind siebenhundert Kurzbiografien großer Griechen und Römer; davon sind nur vereinzelte Bruchstücke überliefert, ebenso wie von den Discliplinarum libri. Varro hatte großen Einfluss auf Autoren der ausgehenden Antike.
Von überragender Bedeutung jedoch war die Naturalis historia des Politikers und Naturforschers Plinius. Der Verwalter Plinius war es gewohnt, die Welt in Einheiten und Untereinheiten eingeteilt zu sehen. Sein Werk wurde um das Jahr 77 n. Chr. geschrieben und gilt nun als einzige Enzyklopädie des Altertums, die vollständig erhalten ist. Im Mittelalter fand man sie in fast jeder anspruchsvollen Bibliothek. Das Besondere an ihr war die beanspruchte und immer wieder thematisierte Universalität. Sie diente Plinius auch als Erklärung dafür, dass er vieles nur sehr kurz beschreiben konnte.
Ein anderer römischer Enzyklopädist mit weitreichendem Einfluss war Martianus Capella aus Nordafrika. Er verfasste zwischen 410 und 429 n. Chr. eine Enzyklopädie, die oft Liber de nuptiis Mercurii et Philologiae („Die Hochzeit der Philologie mit Merkur“) genannt wird und zum Teil in Versen geschrieben wurde. Die sieben Brautjungfern entsprachen den Kapiteln des Werks und diese wiederum den sieben freien Künsten.

### Spätantike und frühes Mittelalter

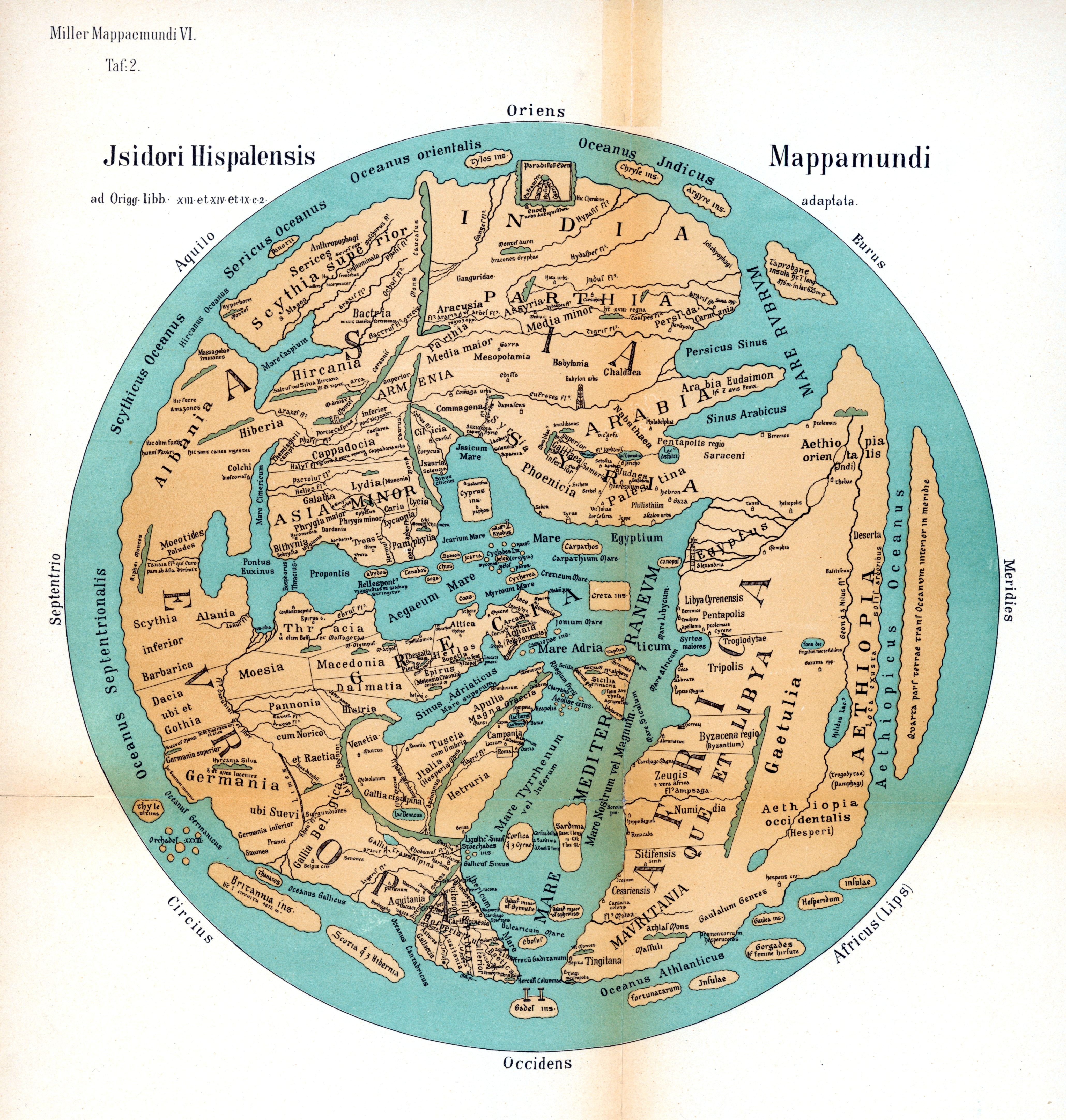
Konrad Millers Rekonstruktion der Welt (1898) nach den Angaben in Isidors Etymologiae aus dem 7. Jahrhundert

Nach dem Untergang des Weströmischen Reiches bewahrte der Politiker Cassiodor mit seiner Kompilation Institutiones divinarum et saecularium litterarum (543–555 n. Chr.) Teile des antiken Wissens. Dazu hatte er sich in ein von ihm selbst gegründetes Kloster im Süden Italiens zurückgezogen. Während Cassiodor noch Weltliches und Geistliches voneinander trennte, integrierte zwei Generationen später Bischof Isidor von Sevilla die christliche Lehre in die antike Gelehrsamkeit.
Isidors Enzyklopädie Etymologiae (um 620) wollte die Welt dadurch deuten, dass er Begriffe samt Wortherkunft erklärte. Durch das Erkennen des wahren Sinn eines Wortes wurde der Leser im Glauben unterwiesen. Isidor gab allerdings zu, dass manche Wörter willkürlich gewählt sind. Die Forschung hat viele Vorlagen Isidors ermittelt. Seine eigene Leistung bestand darin, daraus ausgewählt sowie eine klare, gut angeordnete Darstellung in einfachem Latein abgeliefert zu haben. Brüche im Text lassen vermuten, dass Isidor sein Werk nicht vollendet hat.
Rabanus Maurus, der 847 zum Mainzer Erzbischof geweiht wurde, stellte ein Werk De universo zusammen, das großteils Isidors Text übernahm. Rabanus begann jedes seiner 22 Kapitel mit einer geeigneten Textstelle Isidors und ließ vieles weg, das ihm für das Verständnis der Heiligen Schrift unnötig erschien. Dazu gehörten für ihn insbesondere die freien Künste. Viele spätere Werke des Mittelalters folgten außerdem seinem Beispiel, mit Gott und den Engeln zu beginnen.

### Hoch- und Spätmittelalter

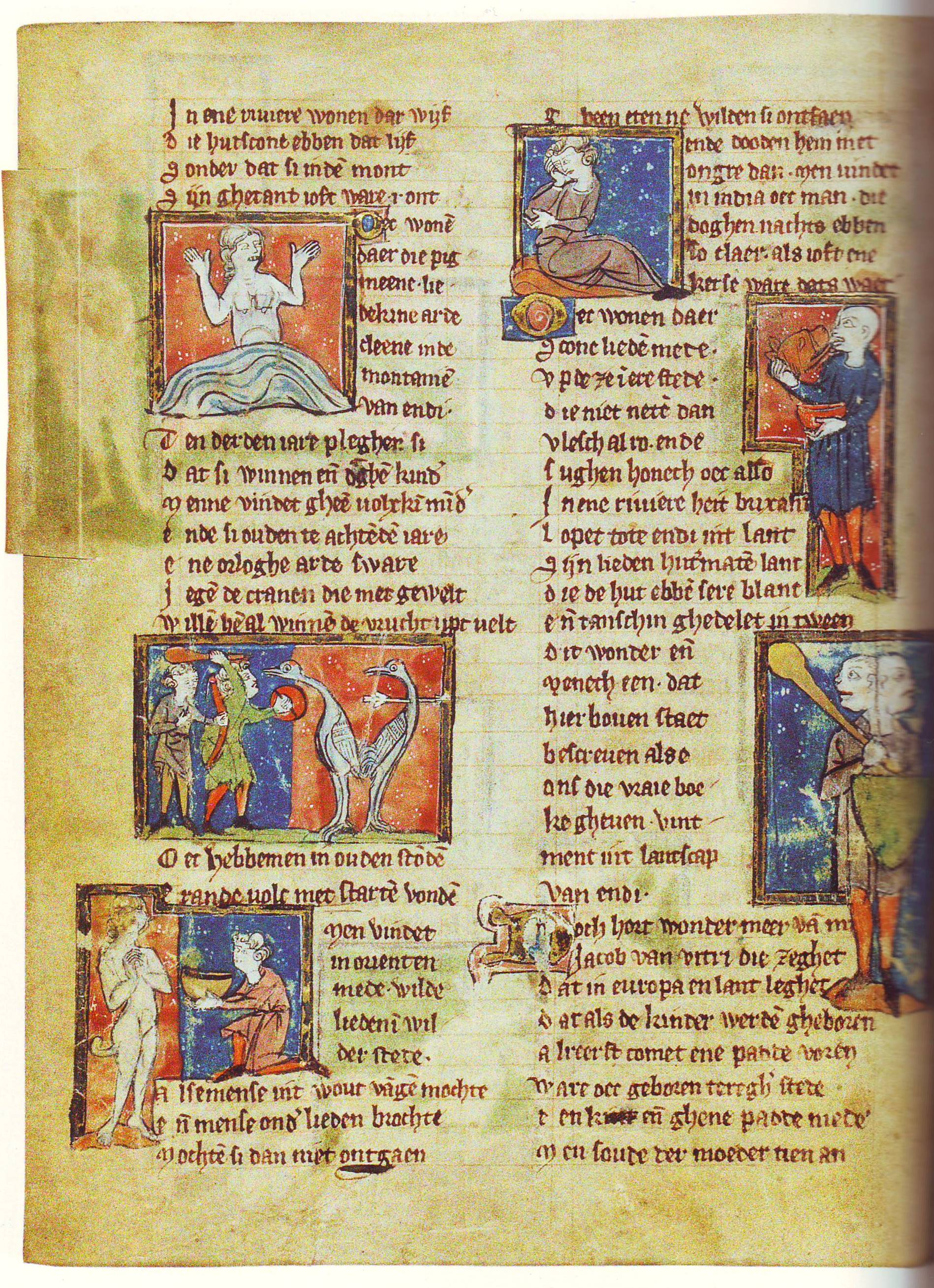
Fremde Völkerschaften in Der naturen bloeme, 13. Jahrhundert

Auf den antiken und frühmittelalterlichen Enzyklopädien bauten die Werke des europäischen Hochmittelalters auf (um 1050 bis 1250). Um 1230 stellte Arnoldus Saxo die lateinische Enzyklopädie De finibus rerum naturalium zusammen. Das größte enzyklopädische Werk aus der Mitte des 13. Jahrhunderts war das Speculum maius des Vincent von Beauvais mit fast zehntausend Kapiteln in achtzig Büchern. Es deckte nahezu alle Themen ab: im ersten Teil, Speculum naturale, Gott und die Schöpfung, einschließlich der Naturgeschichte; im Speculum doctrinale das praktische moralische Handeln sowie das scholastische Erbe; im Speculum historiale die Geschichte der Menschen von der Schöpfung bis ins dreizehnte Jahrhundert. Ein vierter Teil, Speculum morale, wurde nach Vincents Tod hinzugefügt und basierte vor allem auf Thomas von Aquins Werken.
Der Südniederländer Jacob van Maerlant verteilte sein enzyklopädisches Wissen auf mehrere Werke: Im Alexanderroman Alexanders Geesten (um 1260) band er tausend Verse ein, die einen gereimten Weltatlas ausmachen. In Der naturen bloeme (um 1270) behandelte er die Natur, und im Spiegel historiael (um 1285) die Weltgeschichte. Er war der erste europäische Enzyklopädist, der in einer (nichtromanischen) Volkssprache geschrieben hat. Seine Werke sind vor allem Bearbeitungen lateinischer Vorlagen, wie De natura rerum von Thomas von Cantimpré und Speculum historiale von Vincent von Beauvais, doch lässt er viele Details weg, wählt aus, fügt Inhalte von anderen Autoren hinzu und schöpft zu einem geringen Teil auch aus eigenem Wissen von der Welt. Er moralisierte und glaubte zum Beispiel an die Zauberkraft von Edelsteinen. Dennoch steht Maerlant für eine vergleichsweise moderne, kritisch-forschende Naturauffassung im Geiste des Albertus Magnus. Zu den mittelalterlichen Vorläufern heutiger Enzyklopädien zählt auch das im 13. Jahrhundert entstandene Werk De proprietatibus rerum von Bartholomaeus Anglicus.
Im Spätmittelalter und in der Renaissance (ca. 1300–1600) zog teilweise bereits eine Darstellung ein, die wissenschaftlicher auftrat und weniger auf dem Christentum beruhte. So befreite sich das anonyme Compendium philosophicae (um 1300) von den Legenden, wie sie seit Plinius durch die Enzyklopädien wanderten; der spanische Humanist Juan Luis Vives baute in De disciplinis seine Argumente auf der Natur, nicht auf religiöser Autorität auf. Vives wollte nicht über die Natur spekulieren, sondern die Natur beobachten, um für sich und seine Mitmenschen etwas Praktisches zu lernen. Trotz dieser Ansätze bevölkerten bis ins 18. Jahrhundert Wundertiere und Monster die Enzyklopädien, wo sie unproblematisch der Natur zugerechnet wurden.

### Außereuropäische Kulturen
Mehr noch als die westlichen waren die chinesischen Enzyklopädien Zusammenstellungen bedeutender Literatur. Im Laufe der Jahrhunderte wurden sie eher weitergeführt als erneuert. Oft vor allem für die Ausbildung von Beamten bestimmt, folgten sie normalerweise einer traditionellen Anordnung. Die erste bekannte chinesische Enzyklopädie war der „Kaiserspiegel“ Huang-lan, der etwa 220 nach Christus auf Befehl des Kaisers erstellt wurde. Aus diesem Werk ist nichts überliefert.

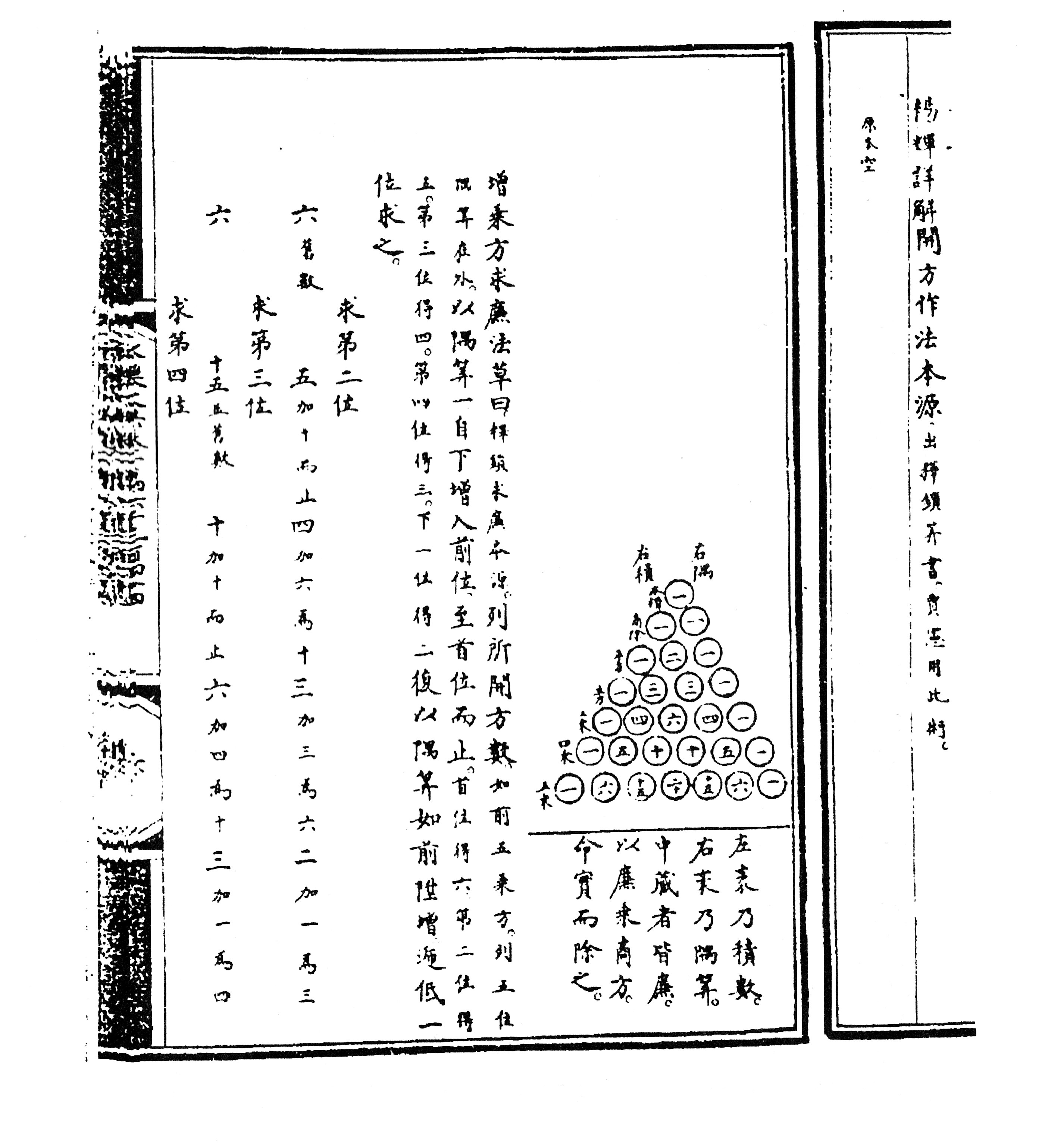
Seite aus der erhaltenen Kopie der chinesischen Yongle Dadian, 15. Jahrhundert

Das T’ung-tien, etwa 801 fertiggestellt, behandelt Staatskunst und Wirtschaft und wurde mit Ergänzungsbänden bis ins 20. Jahrhundert weitergeführt. Eine der wichtigsten Enzyklopädien, Yü-hai, wurde etwa 1267 zusammengestellt und erschien 1738 in 240 gedruckten Bänden. Als erste moderne chinesische Enzyklopädie gilt die Tz’u-yüan (1915), sie gab die Richtung für spätere Werke vor.
Der persische Gelehrte und Staatsmann Muhammad ibn Ahmad al-Chwārizmi stellte 975–997 einen arabischen „Schlüssel zu den Wissenschaften“ zusammen, Mafātīḥ al-ʿulūm. Er war zweifellos mit den Grundzügen der griechischen Geisteswelt bekannt und bezog sich teilweise auf Werke des Philo, Nikomachos oder Euklid. Seine Enzyklopädie teilt sich in einen „einheimischen“, arabischen Teil, darunter das Meiste, das heute als Geisteswissenschaften angesehen wird, und einen „fremden“.
Die Brüder der Reinheit in Basra (heutiger Irak), eine Gruppe von neuplatonischen Philosophen, die der Ismāʿīlīya nahestanden, waren vor allem 980–999 aktiv und arbeiteten gemeinsam an einer Enzyklopädie. Ihre Kompilation wird Rasāʾil Iḫwān aṣ-Ṣafāʾ („Sendschreiben der Brüder der Reinheit“) genannt. Auch sie kannten die griechischen Gelehrten und hatten ausgesprochene Vorlieben. Umgekehrt gibt es kaum Anzeichen dafür, dass die westlichen Enzyklopädie-Autoren die arabisch-islamischen Quellen gekannt hätten. Die chinesischen Enzyklopädien wiederum waren sowohl vom christlichen als auch vom islamischen Kulturkreis getrennt.

### Frühe Neuzeit

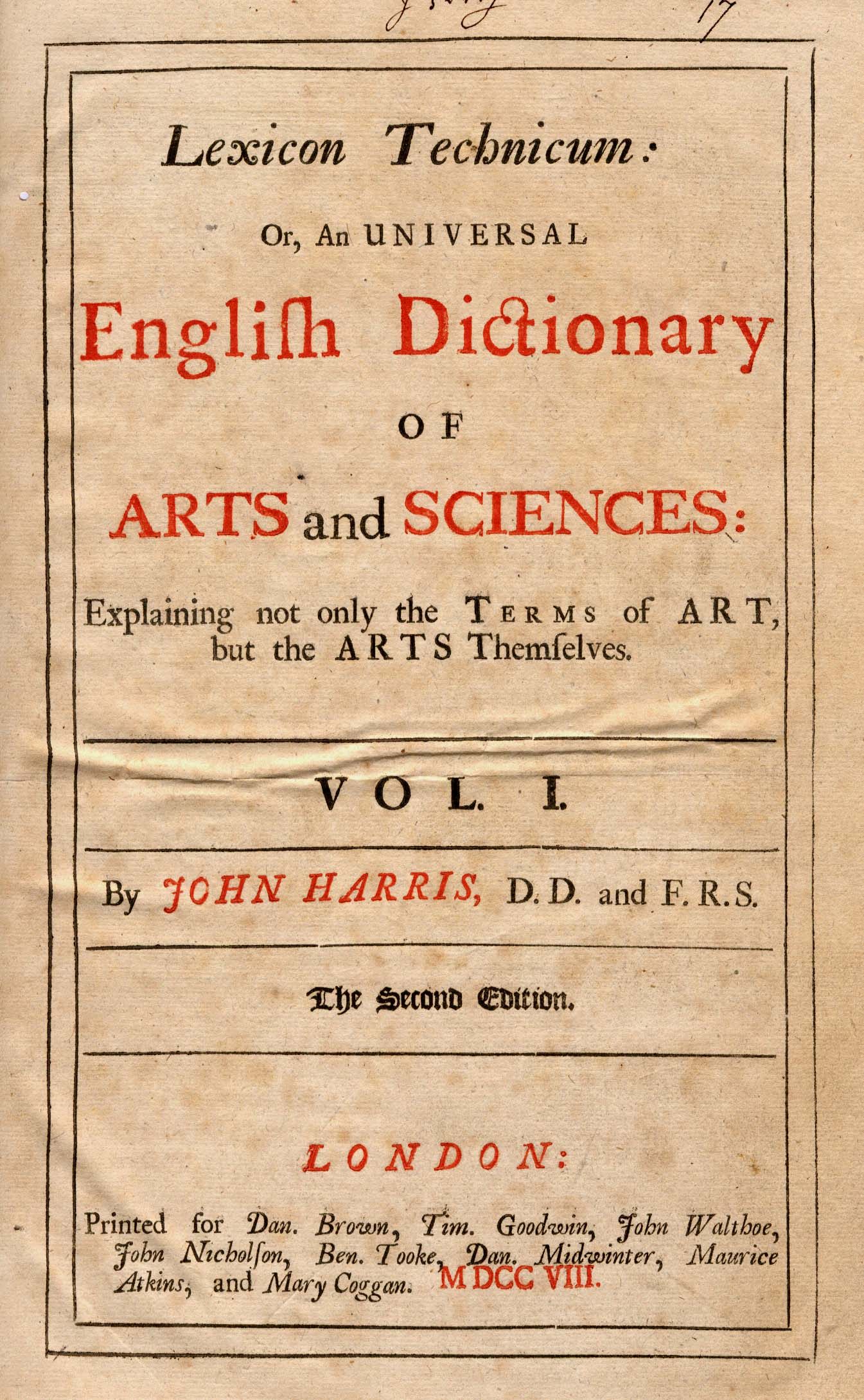
Dem Titelblatt zufolge beschreibt das Lexicon technicum (1704) nicht nur die Begriffe der Künste, gemeint sind die Handwerkskünste, sondern die Künste selbst.

Margarita Philosophica von Gregor Reisch (1503) war eine weit verbreitete allgemeine Enzyklopädie, ein Lehrbuch für die sieben freien Künste. Sie war die erste Enzyklopädie, die nicht in Handschriften, sondern sofort gedruckt erschien. Ebenso wie die Encyclopaedia von Johannes Aventinus (1517) und die Encyclopaedia Cursus Philosophici von Johann Heinrich Alsted (1630) folgte sie einer systematischen Ordnung.
Das Grand dictionaire historique (1674) von Louis Moréri war das erste große, nationalsprachliche, alphabetische Nachschlagewerk für die Themenbereiche Geschichte, Biografie und Erdkunde. In seiner Tradition steht das eigentümliche Dictionnaire historique et critique (1696/1697) von Pierre Bayle, das Moréris Werk ursprünglich korrigieren und ergänzen sollte. Zu eher knappen Artikeln lieferte Bayle einen überaus ausführlichen und kritischen Apparat von Anmerkungen. Da Bayle in erster Linie diejenigen Gegenstände behandelte, die ihn persönlich interessierten, ist sein Werk als ein Ego-Dokument, eine intellektuelle Autobiografie anzusehen. Es war eher neben, nicht anstelle einer allgemein gehaltenen Enzyklopädie zu verwenden.
Denkt man bei Enzyklopädien heutzutage vor allem an biografisches und historiografisches Wissen und weniger an naturwissenschaftliches, so war dies um 1700 umgekehrt. Damals entstanden die dictionnaires des arts et des sciences, Wörterbücher der (mechanischen, handwerklichen) Künste und der Wissenschaften. Biografische und historiografische Informationen fehlten großteils. Als Wörterbücher brachen sie, im Unterschied zu den meisten früheren Werken, mit der thematischen Anordnung. Mit Antoine Furetières Dictionnaire universel des arts et sciences (1690) begann diese neue Richtung in der Geschichte der Enzyklopädie. Vergleichbar waren das Lexicon technicum (1704) von John Harris und dann die Cyclopaedia (1728) von Ephraim Chambers.
Doch schon in direkter Nachfolge dieser erfolgreichen Werke kam es zu einem weiteren Schritt, der Überbrückung des Gegensatzes von naturwissenschaftlich-philosophischem und biografisch-historischem Nachschlagewerk. Hier ist nicht zuletzt das eben in diesem Sinne benannte Universal-Lexicon (1732–1754) von Johann Heinrich Zedler hervorzuheben. Das in 64 Bänden herausgegebene Großwerk der Goethezeit war die erste Enzyklopädie mit Biografien noch lebender Personen.

### Zeitalter der Aufklärung

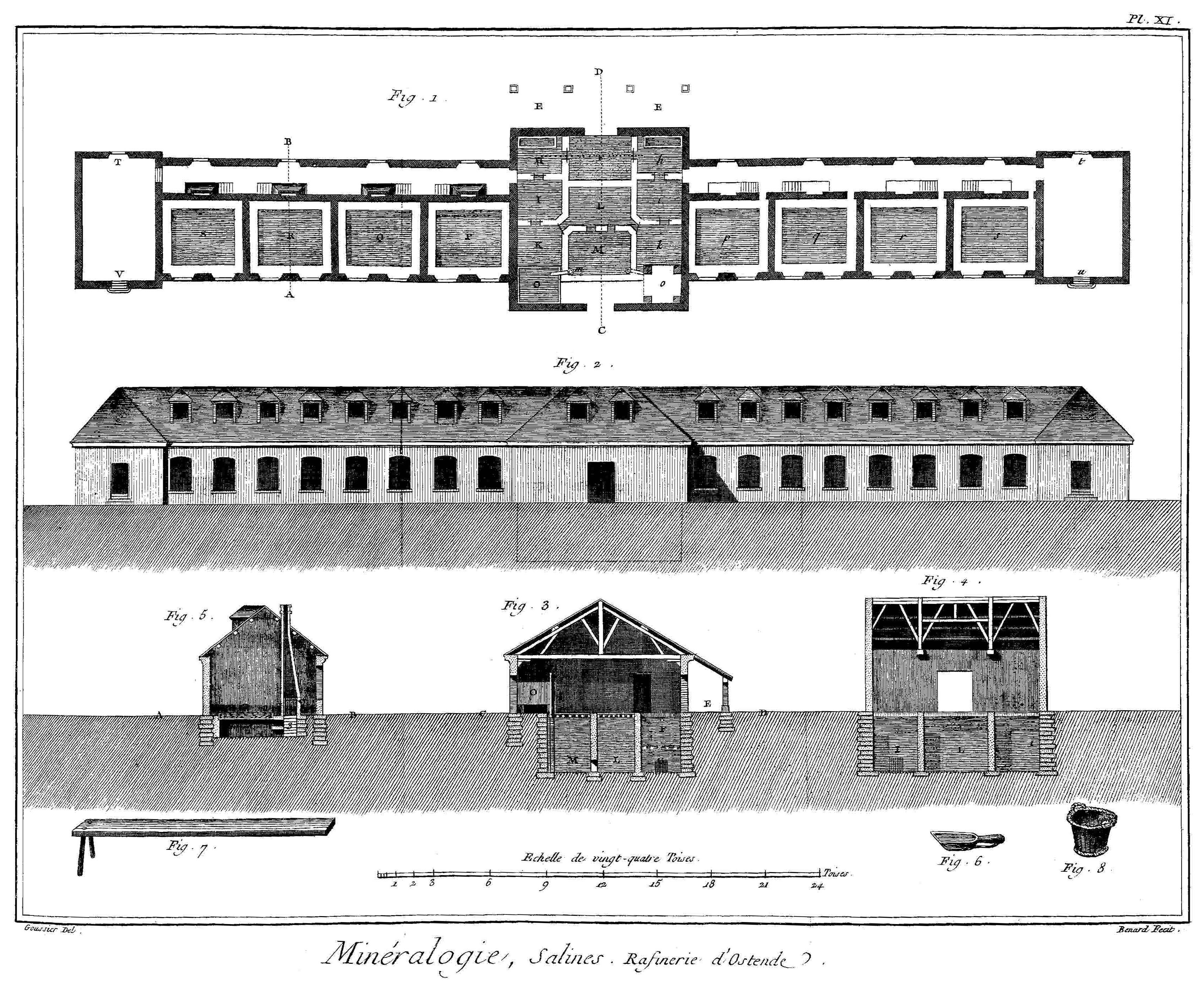
Abbildung einer Saline aus der Encyclopédie, 1768

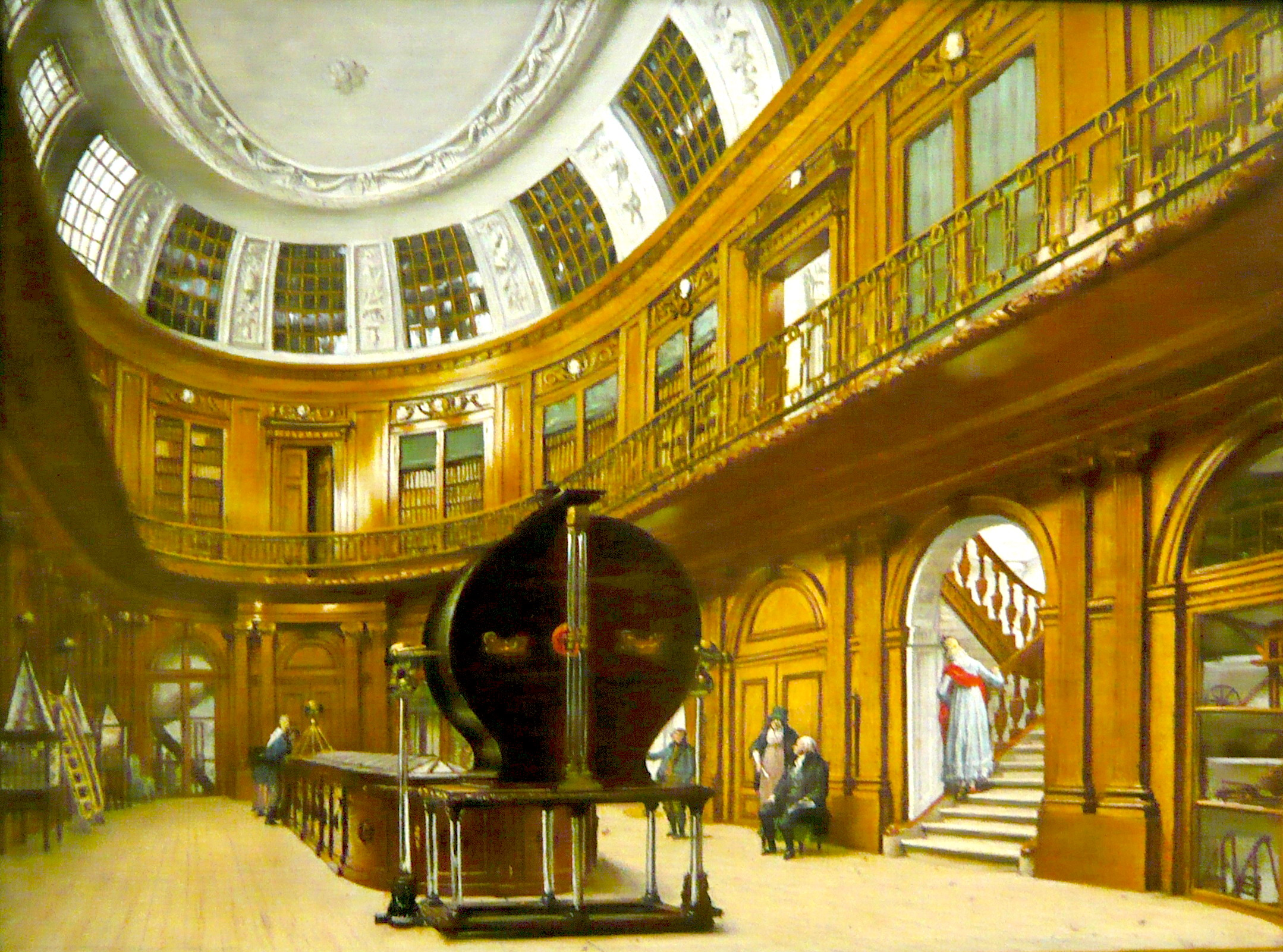
Ovaler Saal des Teylers Museum, erbaut 1784; die obere Galerie beherbergt vor allem Enzyklopädien

Die mit Abstand berühmteste Enzyklopädie der Geschichte ist die große französische Encyclopédie (1751–1772, Ergänzungsbände bis 1780). Sie führte zwar kaum eigentliche Neuerungen ein, wurde aber gerühmt wegen ihres Umfanges, der thematischen Breite, der systematischen Unterbauung, der vielen Abbildungen, nämlich zweitausendfünfhundert, während die Konkurrenten allenfalls einige hundert Abbildungen aufwiesen. Dennoch war sie weniger erfolgreich und einflussreich als oft angenommen, denn allein schon wegen ihrer schieren Größe erreichte sie relativ wenige Leser, verglichen etwa mit der weitverbreiteten und mehrfach wiederaufgelegten Cyclopaedia.
Vor allem gilt sie mit ihrer kritischen und weltlichen Einstellung als Schmuckstück der Aufklärung, der gesamteuropäischen Bildungsoffensive. Angriffe von Seiten der Kirche und Schwierigkeiten mit der Zensur überschatteten ihre Entstehung ebenso wie spätere Streitigkeiten zwischen den Herausgebern Denis Diderot und Jean-Baptiste le Rond d’Alembert. Diderot und viele seiner Mitautoren brachten an verschiedenen Stellen in der Enzyklopädie Kritik gegen bestimmte Vorstellungen in der herrschenden Gesellschaft an. Das Werk war als solches das Ergebnis der Leistung vieler Enzyklopädisten und konnte wohl aber letztlich nur dank des Einsatzes von Louis de Jaucourt endgültig fertiggestellt werden, letzterer stellte sogar auf eigene Kosten Sekretäre ein. In den letzten zehn Bänden, die er großteils selbst geschrieben hat, gibt es weniger polemische Fundstellen als in den ersten sieben, was sie für den heutigen Leser weniger interessant machen könnte.
Im englischsprachigen Raum blühte die Encyclopaedia Britannica, zunächst in Schottland herausgegeben, ab dem 20. Jahrhundert in den USA. Die erste Auflage (1768–1771) bestand aus drei Bänden und war in Qualität und Erfolg eher bescheiden. Die Qualitätsverbesserung der zweiten Auflage trug zum Erfolg der dritten bei, die bereits 18 Bände umfasste. Wenn die Encyclopaedia Britannica die Zeiten überdauerte, während die große französische Encyclopédie ihren letzten, bescheidenen und umgeformten Nachfolger 1832 hatte, lag dies am Mut der Herausgeber, Neuerungen zuzulassen. Außerdem war die politische Entwicklung in Großbritannien ruhiger als in Frankreich, das unter den Folgen der Revolution von 1789 zu leiden hatte.

### 19.Jahrhundert

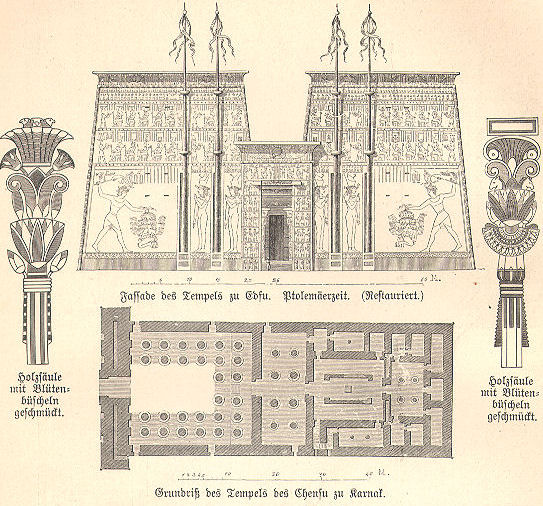
Tempel von Edfu, Zeichnung aus Pierers Konversationslexikon, 1891

Um 1800 trat ein neuer erfolgreicher Typus der Enzyklopädien auf. Entstanden war er aus dem Konversationslexikon, das zunächst Renatus Gotthelf Löbel mitgestaltet hatte. 1808 wurde sein unvollendetes Werk, 1796 begonnen, von Friedrich Arnold Brockhaus aufgekauft. Es behandelte zeitgenössische Themen über Politik und Gesellschaft, um eine gebildete Unterhaltung in einer sozial durchaus gemischten Gruppe zu ermöglichen. Mit den Auflagen von 1824 und 1827 ging der Verlag F. A. Brockhaus dazu über, zeitlosere Themen aus der Geschichte, später auch aus Technik und Naturwissenschaft zu bevorzugen, da die stete Erneuerung der Bände mit aktuellen Themen zu teuer wurde.
Im Brockhaus waren die Themen auf viele kurze Artikel aufgeteilt, wodurch das Lexikon schnell über einen Begriff informieren konnte. Ähnlich machte es auch die Britannica, die anfänglich noch teilweise aus langen Artikeln bestanden hatte. Während der Brockhaus von den Geisteswissenschaften her kam und die Naturwissenschaften später integrierte, war es bei der Britannica umgekehrt.
In jenem Jahrhundert wurde das Schulwesen in den europäischen Ländern erheblich ausgeweitet. Zusammen mit drucktechnischen Verbesserungen führte dies dazu, dass immer mehr Menschen lesen konnten. Gab es um 1800 im deutschsprachigen Raum 470 Verlagsbuchhandlungen, so waren es hundert Jahre später im Deutschen Reich 9360. Entsprechend wurden Enzyklopädien nicht mehr in Auflagen zu mehreren Tausend, sondern zu mehreren Zehntausend oder gar Hunderttausend gedruckt. Von 1860 bis 1900 bemühten die Enzyklopädien sich um eine gleichmäßigere Behandlung und um Standardisierung. Die Wertschätzung für statistisches Material war groß.
In Deutschland teilten sich vor allem der Brockhaus, der Meyer, der Pierer und für das katholische Publikum der Herder den Markt. Brockhaus und Meyer hatten je ein Drittel Marktanteil. Daneben gab es Ende des 19. Jahrhunderts etwa fünfzig weitere Verlage, die Enzyklopädien anboten. Manche Enzyklopädien schlossen mit ihrem Namen bewusst an einen berühmten Vorläufer an, so die Chambers’ Encyclopaedia der Brüder Chambers, die nur dem Namen nach an die Cyclopaedia von Ephraim Chambers erinnerte.

### 20.Jahrhundert

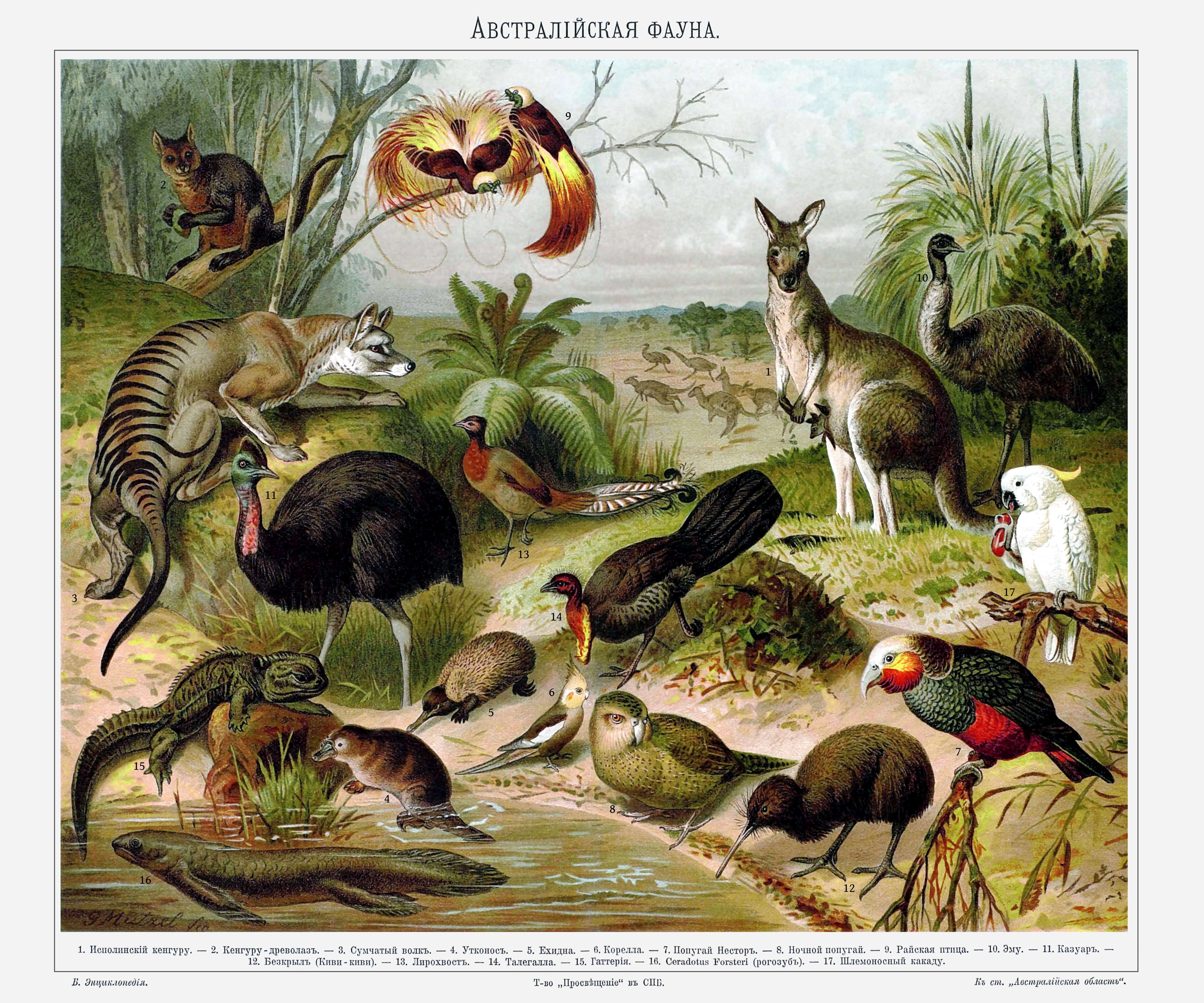
Tierwelt Australiens in einer typischen Bildtafel, russische Enzyklopädie vom Anfang des 20. Jahrhunderts

Um 1900 verfügten die meisten westlichen Länder über wenigstens eine umfangreiche und neuere Enzyklopädie. Manche konnten eine Tradition von fünfzig oder gar hundert Jahren vorweisen. Fachleute behandelten in der Sprache des betreffenden Landes viele Themen. Die Beiträge waren in alphabetischer Reihenfolge und schlossen Biografien lebender Personen mit ein, ebenso Bebilderungen, Landkarten, Querverweise, Indizes und Literaturlisten am Ende längerer Artikel. Wich eine Enzyklopädie von diesem Konzept ab, überlebte sie nicht lange. Doch auch die übrigen kamen nur über ein oder zwei Auflagen hinaus, wenn fähige Herausgeber dahinter standen. Ferner konnten Revolutionen und Weltkriege gute Enzyklopädien zu Fall bringen.
Der Erste Weltkrieg unterbrach die Entwicklung teilweise; und unter anderem in Deutschland erschwerte die Inflation zunächst die Wiederaufnahme. Bei Meyer etwa führte dies zu der Entscheidung, den Großen Meyer von 20 auf zwölf Bände zu verkleinern, wodurch ein neuer, mittelgroßer Enzyklopädie-Typ entstand. In den 1920er-Jahren wandten die Großenzyklopädien sich an ein deutlich breiteres Publikum als vor dem Krieg und legten noch mehr Wert auf die sachliche Darstellung. Das Layout war moderner, es gab mehr Abbildungen; beim Brockhaus (ab 1928) wurden farbige Bilder per Hand eingeklebt. Die Werbung wurde erheblich ausgeweitet, in Kundenzeitschriften und Informationsbroschüren stellte Brockhaus nicht nur das Produkt, sondern auch Idee und Beteiligte vor; Marktanalysen wurden eingeführt.
Eine Herausforderung eigener Art waren die totalitären Regimes. Beispielsweise im nationalsozialistischen Deutschland (1933–1945) wurde der Angestelltenbereich des Brockhaus-Verlags gleichgeschaltet, inhaltlich musste man Zugeständnisse an die parteiamtliche Prüfungskommission machen. So nahm der 1933 neu aufgelegte Kleine Brockhaus aktualisierte Biografien zu Hitler, Göring und anderen NS-Größen auf, ebenso neue politische Begriffe. Die Parteiideologen waren damit nicht zufrieden, aber der Verlag verwies auf das internationale Ansehen des Brockhaus, das auch aus wirtschaftlichen Gründen nicht gefährdet werden dürfe. Wesentlich weniger zurückhaltend war das Bibliographische Institut. Seine Vorstandsmitglieder schlossen sich rasch der NSDAP an, 1939 bewarb man den Meyer als einziges parteiamtlich empfohlenes Großlexikon.
In den Jahrzehnten nach dem Zweiten Weltkrieg boomten Enzyklopädien und ihre Verlage. Im deutschsprachigen Raum führte das dazu, dass die beiden bedeutendsten Enzyklopädie-Verlage, F. A. Brockhaus und Bibliographisches Institut (Meyer), eine starke Konkurrenz von Seiten anderer Verlage erlebten. Vor allem Großverlage erschlossen mit populären Nachschlagewerken eine breitere Leserschaft und einen erheblichen Marktanteil bei den kleinen und mittelgroßen Enzyklopädien. Piper brachte 1972 ein Jugendlexikon heraus, Bertelsmann kam mit der zehnbändigen Lexikothek (1972, mit thematischen Zusatzbänden), Droemer-Knaur zwei Jahre später ebenfalls mit einem zehnbändigen Werk. Die Einzelhandelsketten Kaufhof und Tchibo boten einbändige Lexika an. Brockhaus und Bibliographisches Institut fusionierten 1984; im Jahre 1988 kam Langenscheidt als Mehrheitsaktionär hinzu, womit einem großzügigen Angebot von Robert Maxwell begegnet wurde.

### Elektronische Enzyklopädien
Bereits in der ersten Hälfte des 20. Jahrhunderts gab es Ideen zu einer neuartigen Form der Enzyklopädie. Der Science-Fiction-Autor H. G. Wells träumte um 1938 beispielsweise von einer World Encyclopaedia, die keine hastig geschriebenen Artikel anbieten solle, sondern sorgfältig zusammengestellte Auszüge, die beständig von Experten überprüft werden. Wells glaubte an den damals neuen Mikrofilm als billiges und universelles Medium.

„Diese Welt-Enzyklopädie wäre der geistige Hintergrund jedes intelligenten Menschen auf der Welt. Sie wäre lebendig und würde wachsen und sich beständig verändern, anhand von Revision, Erweiterung und Ersetzung durch die originären Denker überall in der Welt. Jede Universität und Forschungseinrichtung sollte sie speisen. Jeder frische Geist sollte in Kontakt mit ihrer dauerhaften redaktionellen Organisation gebracht werden. Und auf der anderen Seite wären ihre Inhalte die übliche Quelle für die Lehraufgaben von Schule und Hochschule, für die Verifizierung von Fakten und die Prüfung von Aussagen – überall auf der Welt.“

Dreißig Jahre später kommentierte der Enzyklopädie-Experte Robert Collison, dass die perfekte Enzyklopädie sich wohl nie in der von Wells vorgestellten Form verwirklichen lasse. Es gebe diese perfekte Enzyklopädie bereits in der unperfekten Form der großen Bibliotheken, mit Millionen von Büchern, durch Indizes und Kataloge erschlossen. Eine Schar von Bibliothekaren und Bibliografen stellten das alles Einzelpersonen oder Gruppen der Öffentlichkeit zur Verfügung. Täglich lieferten Autoren und Herausgeber neue Bücher und Artikel.

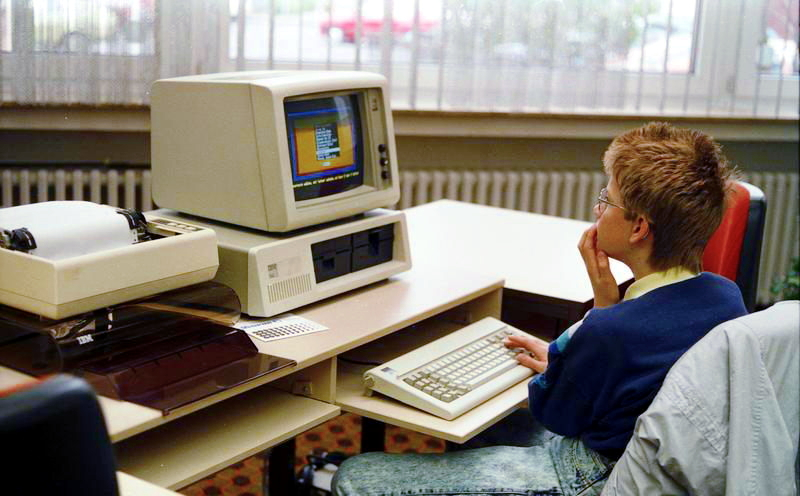
Computer im Jahre 1988

In den 1980er-Jahren kamen die PCs in die Privathaushalte. Doch die elektronische beziehungsweise digitale Herausforderung wurde von den Enzyklopädie-Verlagen lange Zeit nicht erkannt. Im Vorwort der 26-bändigen niederländischen Winkler Prins von 1990 heißt es, die Redaktion habe die eventuelle Anwendung neuer, elektronischer Medien untersucht. Doch für das Hintergrundwissen, wie diese Enzyklopädie es anbiete, sei und bleibe die klassische Buchform das handlichste Medium.
1985 wollte die Software-Firma Microsoft eine Enzyklopädie auf CD-ROM herausbringen. Der gewünschte Partner, Encyclopaedia Britannica, schlug eine Zusammenarbeit jedoch aus. Damals hatten nur vier bis fünf Prozent der US-Haushalte einen Computer, außerdem fürchtete der Britannica-Verlag um das aufgebaute intellektuelle Image der eigenen Enzyklopädie.
In den 1990er-Jahren kam dann der große Durchbruch der elektronischen Enzyklopädien. Der Brockhaus sah 2005/2006 jedoch auch einen rückläufigen Trend: Enzyklopädien würden wieder gedruckt werden. Er verwies auf sich selbst sowie auf die französische Encyclopædia Universalis (2002) und die Encyclopaedia Britannica (2002/2003). Es sei von einer dauerhaften doppelgleisigen Entwicklung mit elektronischen und Printenzyklopädien auszugehen.

#### CD-ROM-Enzyklopädien

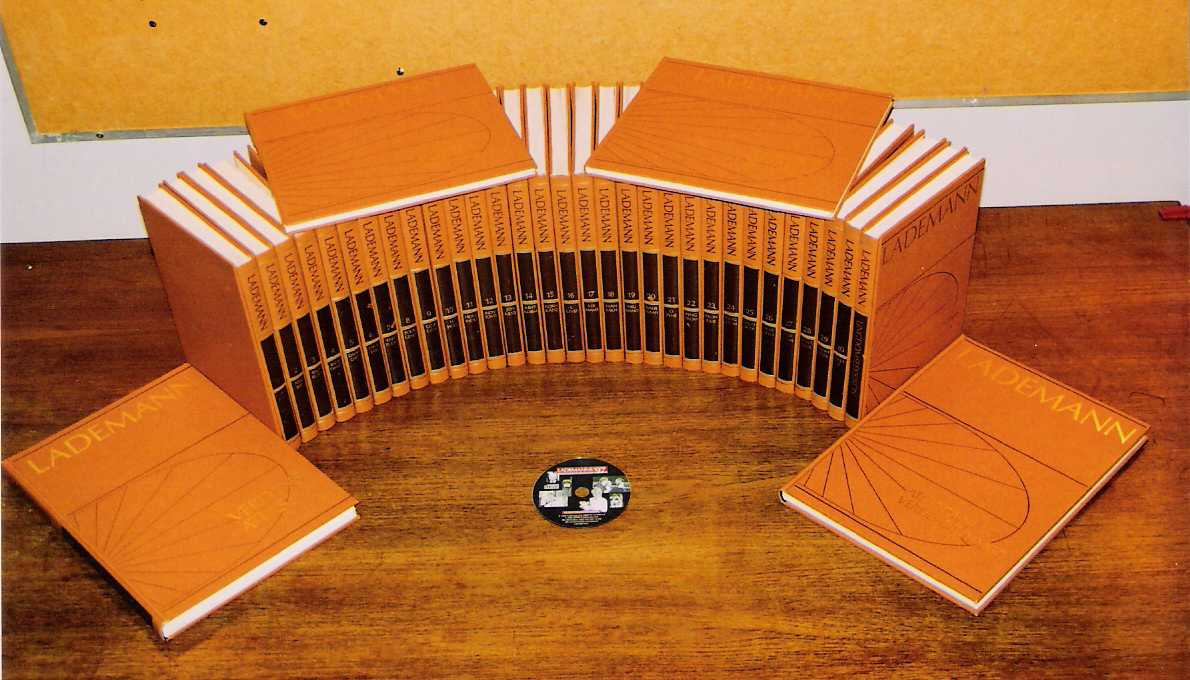
Dänisches Lademanns leksikon gedruckt und (Mitte) als CD-ROM

Brockhaus auf DVD, 2007

1985 erschien bereits eine reine Text-Enzyklopädie auf CD-ROM, Academic American Encyclopedia von Grolier, auf der Basis des Betriebssystems DOS. Dann brachte im April 1989 der Britannica-Verlag eine CD-ROM-Enzyklopädie heraus, allerdings nicht das Flaggschiff unter eigenem Namen. Man veröffentlichte vielmehr eine Multimedia-Version der erworbenen Compton’s Encyclopaedia.
Microsoft seinerseits hatte 1989 die auslaufende Funk and Wagnalls Standard Reference Encyclopedia aufgekauft, die billig in Supermärkten angeboten worden war. Mit einem sehr kleinen Mitarbeiterstab wurden die Texte aufgefrischt und erweitert, auch mit Bildern und Audio-Dateien versehen. 1993 kamen sie dann als Microsoft Encarta heraus. Die Kunden erhielten sie zusammen mit dem Computer-Betriebssystem Windows, sonst kostete sie hundert Dollar. Damals besaßen schon zwanzig Prozent der US-Haushalte einen Computer.
Ein Jahr später folgte Britannica mit einer CD-ROM-Version der Encyclopaedia Britannica. Man erhielt sie als Zugabe zur Druckversion oder aber für stattliche 1200 Dollar. Bis 1996 senkte Britannica den Preis auf zweihundert Dollar, doch da beherrschte die Microsoft Encarta den Markt für digitale Enzyklopädien bereits. Britannica war von dem Ansehen seiner Enzyklopädie so überzeugt gewesen, dass es den neuartigen Konkurrenten nicht ernst genommen hatte. Von 1990 bis 1996 sanken die Einkünfte aus der Encyclopaedia Britannica von 650 Millionen auf nur noch 325 Millionen Dollar jährlich. Der Eigentümer verkaufte sie 1996 für 135 Millionen an einen Schweizer Investor.

#### Internet-Enzyklopädien

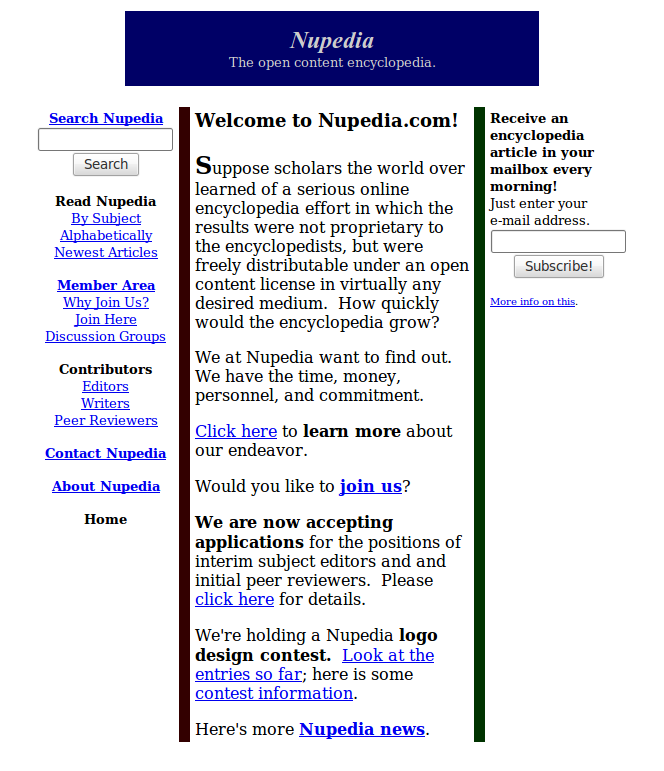
Hauptseite der Nupedia, der unmittelbaren Vorläuferin der Wikipedia, 4. März 2000

Schon 1983 erschien mit der Academic American Encyclopedia die erste Enzyklopädie, die sich online präsentierte und ihren Inhalt über kommerzielle Datennetze wie CompuServe anbot. Als das Internet einen eigentlichen Massenmarkt erschloss, waren die ersten Online-Enzyklopädien 1995 die Academic American Encyclopedia sowie die Encyclopaedia Britannica.
Jene Enzyklopädien waren nur gegen Bezahlung aufrufbar. Normalerweise zahlte der Kunde ein Jahresabonnement für den Zugang. Daneben kam es zu Vorschlägen für Online-Enzyklopädien auf der Grundlage Freien Wissens: Die Inhalte sollten unter gewissen Bedingungen wie der Herkunftsnennung frei und kostenlos bearbeitbar und weiterverbreitbar sein. Dieser Gedanke tauchte zwar noch nicht ausdrücklich in Rick Gates’ Aufruf zu einer Internet Encyclopedia von 1993 auf, wohl aber in Richard Stallmans Ankündigung (1999) einer Free Universal Encyclopaedia im Rahmen des GNU-Software-Projektes.
Als der Internet-Unternehmer Jimmy Wales und sein Angestellter Larry Sanger im Jahre 2000 die Nupedia online stellten, war das Echo gering. Nennenswerten Andrang erhielt eine „freie“ Internet-Enzyklopädie erst, als Wales und Sanger das Wiki-Prinzip einführten. Bei einer solchen Website kann der Leser selbst unmittelbar Veränderungen anbringen. Der 15. Januar 2001 gilt als der Geburtstag der Wikipedia, die seitdem zur mit Abstand größten Enzyklopädie angewachsen ist. Sie wird überwiegend von ehrenamtlichen Autoren geschrieben, die Kosten für den Server-Betrieb werden durch Spenden an die Betreiber-Stiftung gedeckt, die gemeinnützige Wikimedia Foundation.
Anfänglichen Zweifeln an der Zuverlässigkeit der Wikipedia wurde von mehreren Studien begegnet, dass die Fehlerrate vergleichbar mit der in traditionellen Enzyklopädien sei. Kritischer sind Vergleiche mit Fachenzyklopädien und Fachliteratur. Qualität hat aber nicht nur mit sachlicher Korrektheit zu tun, wie der Historiker Roy Rosenzweig 2006 anführte, sondern auch mit gutem Stil und Prägnanz. Hier lasse die Wikipedia noch oft zu wünschen übrig.
Außer der Wikipedia existieren weitere Online-Enzyklopädien, teils auf anderen Grundlagen beruhend. So verlangt Citizendium (seit 2006) beispielsweise die namentliche Registrierung der Autoren, die ausgewiesene Fachleute für ihr Thema sein sollen. Google Knol (2008–2011) überschreitet die Grenzen einer Enzyklopädie und gibt den Autoren größte Freiheit, inhaltlich und bezüglich der Eigentümerschaft ihrer Texte. Wissen.de (seit 2000) hat ein breites Angebot auch von nicht unbedingt enzyklopädischen Inhalten, mit Quizfragen und viel Multimedia.

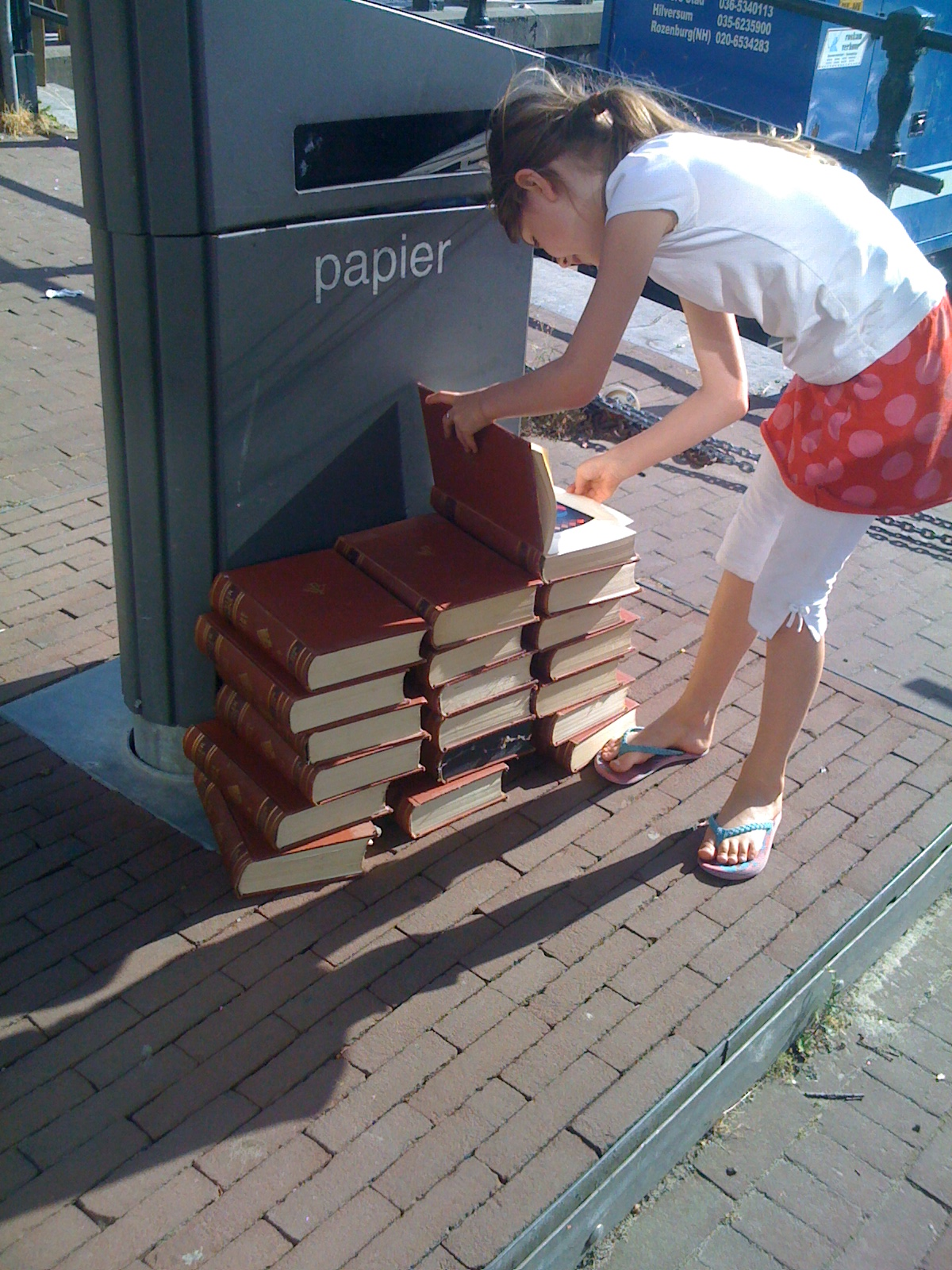
Bände der niederländischsprachigen Winkler Prins werden entsorgt, Amsterdam 2010

Dadurch ist die Nachfrage nach Printenzyklopädien und kostenpflichtigen elektronischen Enzyklopädien stark zurückgegangen. 2009 gab die Microsoft Encarta auf, die Britannica Online bemüht sich, mit Anzeigen zu überleben. Dabei hat sie sich teilweise der Wikipedia angepasst, denn sie ist kostenlos zugänglich und ruft die Leser zu Verbesserungen auf, die allerdings von Angestellten kontrolliert werden. Der Brockhaus wurde 2009 von der Bertelsmann-Tochter Wissen Media übernommen; das Bundeskartellamt hatte trotz der marktbeherrschenden Position von Bertelsmann die Übernahme genehmigt, da der Lexikonmarkt zu einem Bagatellmarkt geschrumpft sei.

## Fachenzyklopädien

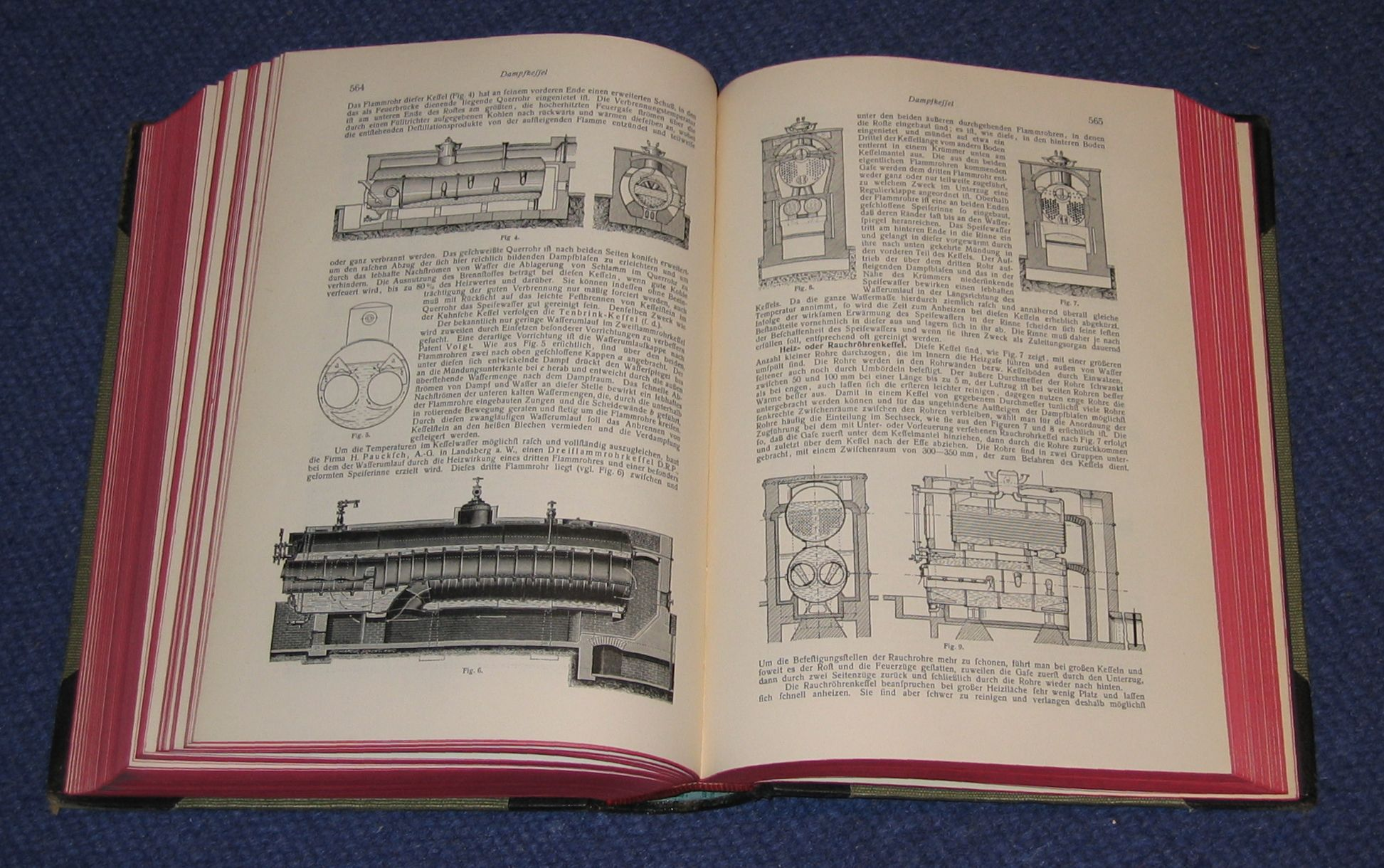
Aufgeschlagener Band des Lexikons der gesamten Technik von Otto Lueger, 1904

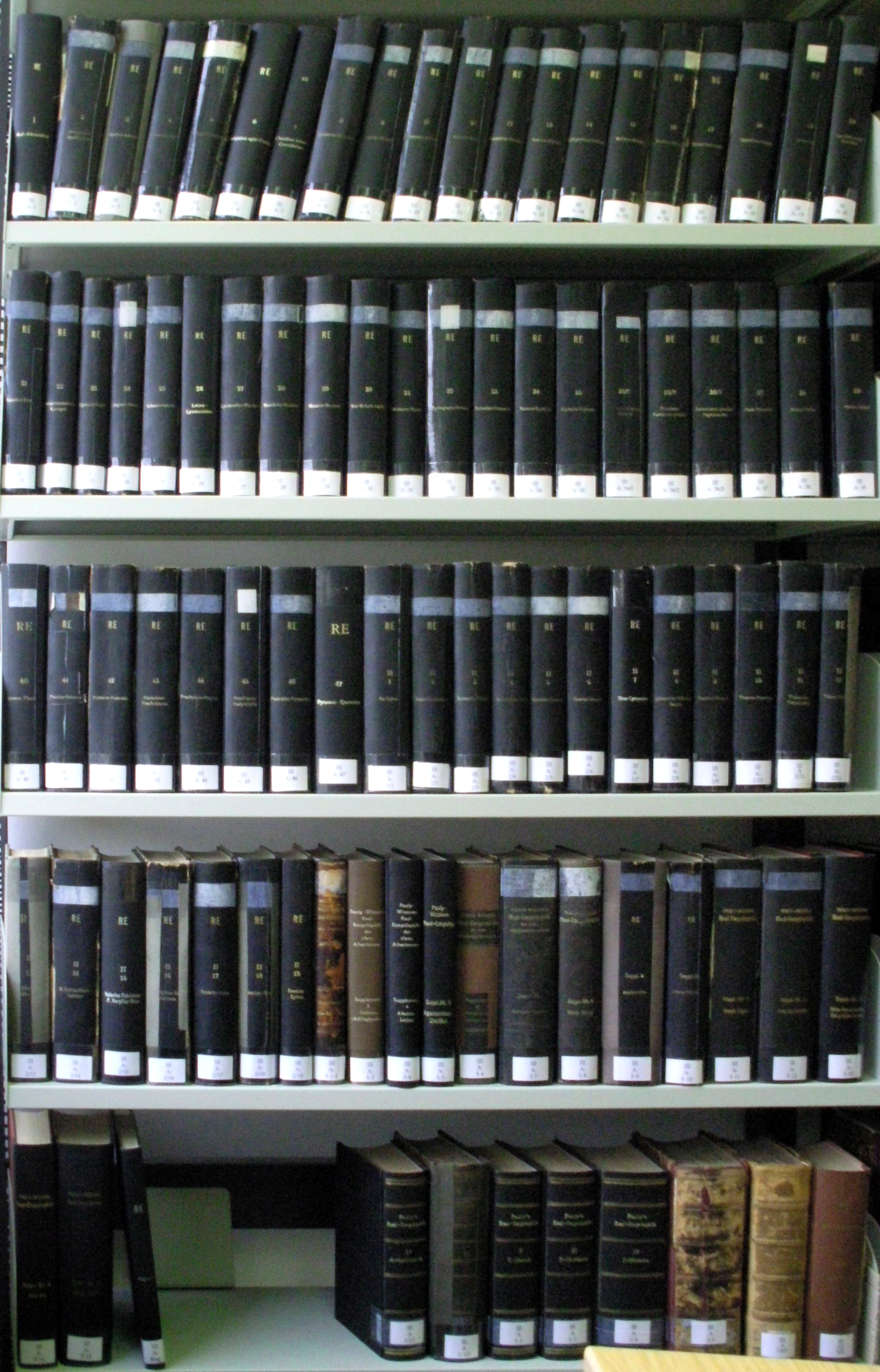
Paulys Realencyclopädie der classischen Altertumswissenschaft

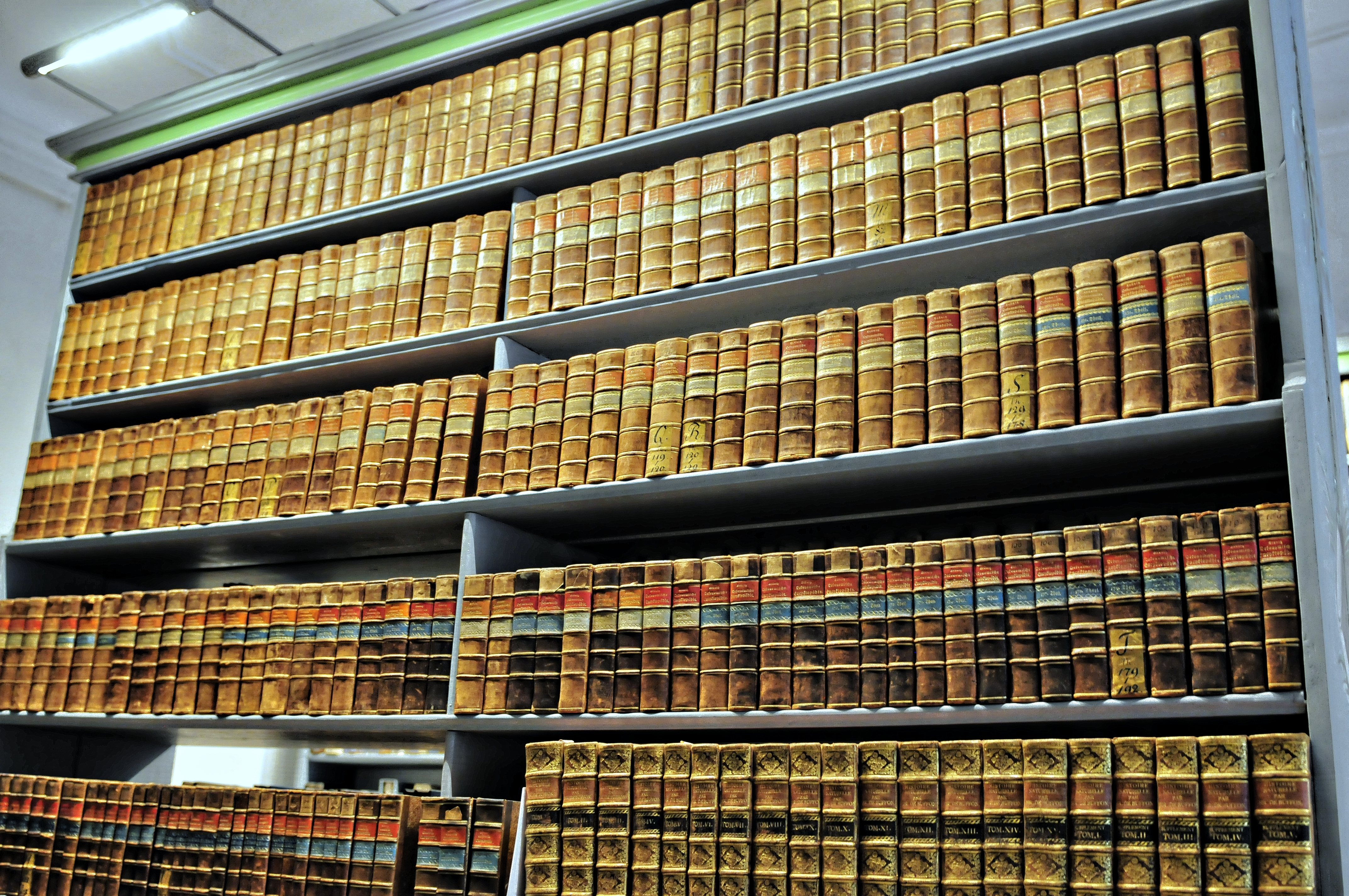
Das Gesamtwerk der Oeconomischen Encyclopädie in der Oberlausitzischen Bibliothek der Wissenschaften

Das Wort allgemein bei allgemeines Nachschlagewerk bezieht sich sowohl auf das allgemeine Publikum als auch auf die Allgemeinheit (Universalität) des Inhalts. Fachenzyklopädien (auch Spezialenzyklopädien genannt) beschränken sich auf ein bestimmtes Fach wie die Psychologie oder ein Themengebiet wie die Dinosaurier. Oft, wenn auch nicht notwendig, sprechen sie eher ein Fachpublikum an als ein allgemeines Publikum, denn vor allem Fachleute interessieren sich für das Fach in besonderem Maße. Zur Abgrenzung von der Fachenzyklopädie nennt man die allgemeine Enzyklopädie zuweilen auch Universalenzyklopädie. Definiert man eine Enzyklopädie allerdings als ein fächerübergreifendes Nachschlagewerk, dann ist Universalenzyklopädie ein Pleonasmus und Fachenzyklopädie ein Oxymoron.
Wenngleich die meisten Fachenzyklopädien ebenso wie die allgemeinen Enzyklopädien nach dem Alphabet geordnet sind, so hat sich bei Fachenzyklopädien die thematische Anordnung noch etwas stärker gehalten. Allerdings erhalten fachlich begrenzte Nachschlagewerke in thematischer Anordnung normalerweise die Bezeichnung Handbuch. Die systematische Anordnung bietet sich an, wenn das Fach bereits selbst stark einer Systematik folgt, wie die Biologie mit der binären Nomenklatur.
Als vielleicht erste Fachenzyklopädie kann die Summa de vitiis et virtutibus (12. Jahrhundert) angesehen werden. Darin behandelte Raoul Ardent die Theologie, Christus und die Erlösung, das praktische und asketische Leben, die vier Haupttugenden, das menschliche Verhalten.
Von einzelnen Ausnahmen abgesehen entstanden Fachenzyklopädien vor allem seit dem 18. Jahrhundert, und zwar auf dem Gebiet der Biografie, wie das Allgemeine Gelehrten-Lexicon (1750/1751). Fachenzyklopädien folgten oft dem Aufstieg des entsprechenden Faches, so kam es im späten 18. Jahrhundert zum Dictionary of Chemistry (1795) und auch danach zu vielen weiteren Chemiewörterbüchern. Vergleichbar war der Publikationsreichtum nur auf dem Gebiet der Musik, beginnend mit dem Musikalischen Lexikon (1732) des Komponisten Johann Gottfried Walther. Auf ihrem Gebiet ohnegleichen ist die Paulys Realencyclopädie der classischen Altertumswissenschaft (1837–1864, 1890–1978).
Eine der bekanntesten populären Fachenzyklopädien wurde Brehms Thierleben, begründet von dem Sachbuchautor Alfred Brehm 1864. Es erschien im Bibliographischen Institut, das auch Meyers Konversations-Lexikon herausbrachte. Die große Ausgabe aus den 1870er-Jahren hatte bereits 1.800 Abbildungen bei über 6.600 Seiten und zusätzlich Bildtafeln, die auch gesondert, zum Teil eingefärbt, erhältlich waren. Die dritte Auflage 1890–1893 setzte 220.000 Exemplare ab. 1911 brachten Tiermalerei und Naturphotographie ein neues Niveau der Abbildungen mit sich. Das Werk wurde, schließlich auch digital, bis ins 21. Jahrhundert weitergeführt.
Seit dem Ende des 19. Jahrhunderts erschienen ferner Enzyklopädien über bestimmte Länder oder Regionen. Dabei sind die geografischen Enzyklopädien von den Nationalenzyklopädien zu unterscheiden, die sich auf ihr eigenes Land konzentrieren. Beispiele sind das Deutsche Kolonial-Lexikon (1920), The Modern Encyclopaedia of Australia and New Zealand (1964) und das Magyar életrajzi lexikon (1967–1969). Der letzte Band der Großen Sowjetischen Enzyklopädie (1. Auflage) hatte sich ausschließlich mit der Sowjetunion beschäftigt, er wurde 1950 als zweibändige Enzyklopädie der Union der Sozialistischen Sowjetrepubliken in der DDR veröffentlicht. Der Fischer Weltalmanach (1959–2019) behandelt die Länder der Welt in alphabetischer Reihenfolge, und zwar in aktuell gehaltenen Bänden pro Jahr.
Das größte jemals in deutscher Sprache gedruckte Lexikon hatte 242 Bände. Das Werk mit dem Titel Oeconomische Encyclopädie wurde zwischen 1773 und 1858 großteils von Johann Georg Krünitz herausgegeben. Die Universität Trier hat dieses Werk vollständig digitalisiert und online verfügbar gemacht.

## Aufbau und Ordnung
Enzyklopädien hatten bis in die Frühe Neuzeit eher den Charakter von Sach- oder Lehrbüchern. Schwieriger noch scheint die Unterscheidung zwischen Enzyklopädien und Wörterbüchern zu sein. Es gibt keine scharfe Trennung nach Sachverhalten und Wörtern, denn kein Sprachwörterbuch kommt ohne Sacherklärung aus, kein Sachwörterbuch wie eine Enzyklopädie kann auf sprachliche Hinweise verzichten.
Die einzelnen Beiträge zu einer Enzyklopädie sind entweder alphabetisch oder nach einem anderen System geordnet. Im letzteren Fall spricht man häufig von einer „systematischen“ Anordnung, wenngleich auch das Alphabet als System angesehen werden kann und daher der Ausdruck „nichtalphabetisch“ korrekter wäre. Die systematisch angeordneten Enzyklopädien kann man ferner danach unterscheiden, ob die Einteilung eher pragmatischer oder gar willkürlicher Art ist, oder ob ein philosophisches System dahinter steckt. Anstelle von „systematisch“ verwendet man oft auch den Ausdruck „thematisch“.

### Systematische Anordnung

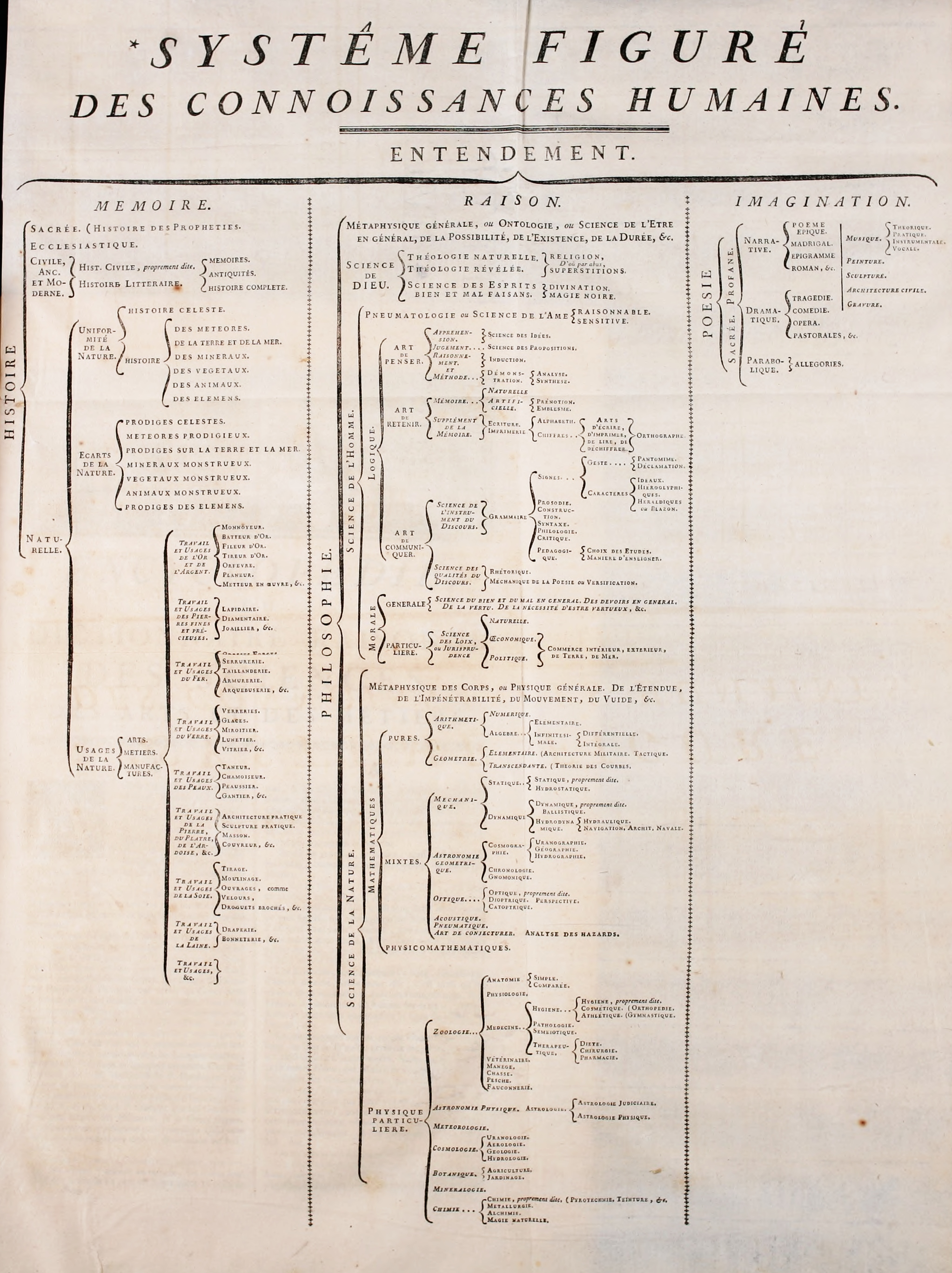
Baum des Wissens in der Encyclopédie, 18. Jahrhundert, angelehnt an Francis Bacon. Den Fähigkeiten des Menschen wurden Themengebiete zugeordnet: dem Gedächtnis die Geschichte, der Vernunft die Philosophie (unter anderem mit den Naturwissenschaften), der Einbildungskraft die Dichtkunst.

Für den wahren Gelehrten sei allein die systematische Anordnung zufriedenstellend, schrieb Robert Collison, weil sie nahe verwandte Themen nebeneinanderlege. Dabei ging er davon aus, dass die Enzyklopädie als ganze oder zumindest in großen Stücken gelesen wird. In der Natur gibt es aber keine zwingenden Zusammenhänge. Systeme sind beliebig, weil sie durch einen menschlichen Reflexionsprozess zustande kommen. Dennoch hat eine systematische Darstellung einen didaktischen Wert, wenn sie logisch und praktikabel ist.
Plinius beispielsweise hat viele verschiedene Ordnungsprinzipien verwendet. In der Erdkunde beginnt er mit der vertrauten Küstenlinie Europas und schreitet dann fort zu exotischeren Erdteilen; die Menschen behandelte er vor den Tieren, da die Menschen wichtiger seien; in der Zoologie beginnt er mit den größten Tieren; bei den Seelebewesen mit denen des Indischen Ozeans, weil diese am zahlreichsten seien. Der erste behandelte römische Baum ist die Weinrebe, da sie am nützlichsten ist. Die Künstler erscheinen in der chronologischen Reihenfolge, Edelsteine nach ihrem Preis.
Eine systematische Anordnung war traditionell die übliche, bis sich ab dem 17./18. Jahrhundert die alphabetische Ordnung durchsetzte. Dennoch gab es auch noch danach einzelne größere nichtalphabetische Werke, wie die unvollendet gebliebene Kultur der Gegenwart (1905–1926), die französische Bordas Encyclopédie von 1971 und die Eerste Nederlandse Systematisch Ingerichte Encyclopaedie (ENSIE, 1946–1960). In der ursprünglich zehnbändigen ENSIE sind einzelne namentlich gezeichnete Großbeiträge nach thematischer Ordnung aufgeführt. Für die Suche nach einem einzelnen Gegenstand muss man das Register bemühen, das wiederum eine Art Lexikon für sich ist.
Nachdem die Enzyklopädien meist alphabetisch angeordnet wurden, brachten viele Autoren doch noch im Vorwort oder in der Einleitung eine Wissenssystematik an. Die Encyclopaedia Britannica hatte (wie schon der Brockhaus 1958) seit 1974 einen einführenden Band namens Propaedia. Darin legte der Herausgeber Mortimer Adler einleitend die Vorzüge eines thematischen Systems dar. Damit könne man einen Gegenstand finden, selbst wenn man die Bezeichnung nicht kennt. Der Band schlüsselte das Wissen auf: zunächst in zehn Großthemen, innerhalb dieser in eine Vielzahl an Sektionen. Am Ende der Sektionen wurde auf entsprechende konkrete Artikel verwiesen. Später fügte die Encyclopaedia Britannica jedoch noch zwei Index-Bände hinzu. Bei der Propaedia heißt es, sie diene vor allem dazu zu zeigen, welche Themen behandelt werden, während der Index zeige, wo diese behandelt werden.
1985 ergab eine Umfrage unter amerikanischen wissenschaftlichen Bibliotheken, dass 77 Prozent die neue Anordnung der Britannica weniger nützlich fanden als die alte. Eine Antwort kommentierte, die Britannica käme mit einer vierseitigen Anleitung daher. „Alles, das so viel Erklärung benötigt, ist verdammt nochmal zu kompliziert.“
Keine Enzyklopädie an sich, aber doch enzyklopädischer Art sind Sachbuchreihen, in denen nach einem einheitlichen Konzept viele verschiedene Themen behandelt werden. International zu den bekanntesten gehört die 1941 gegründete französische Reihe Que sais-je ? mit über dreitausend Titeln. In Deutschland erscheint bei C. H. Beck die Reihe C. H. Beck Wissen.

### Alphabetische Anordnung

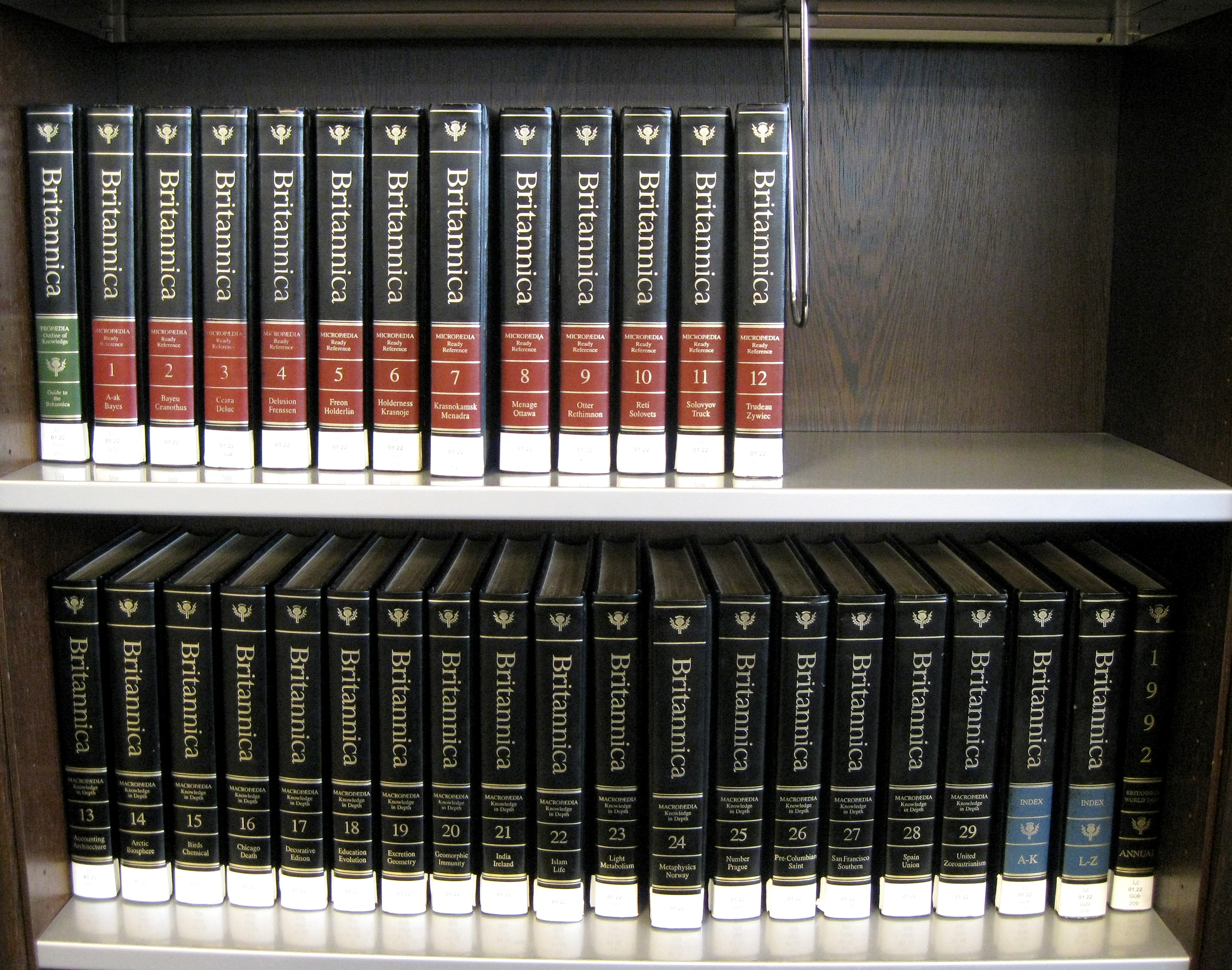
Die international bekannteste moderne Enzyklopädie im Druck: Encyclopaedia Britannica, 1990er-Jahre.
Der erste Band, mit grünem Streifen, ist die systematische Propaedia („Outline of Knowledge“) mit ihren Verweisen zu Micropaedia und Macropaedia.
Dann folgt, mit roten Streifen, die Micropaedia („Ready Reference“), eine klassische Kurze-Artikel-Enzyklopädie mit ca. 65.000 Artikeln.
Die Macropaedia („Knowledge in Depth“), unteres Brett, behandelt Großthemen in etwa siebenhundert Artikeln.
Hinter der Macropaedia schließlich steht, mit blauen Streifen, der zweibändige, alphabetische Index mit Verweisen zu Micropaedia und Macropaedia.

Lange Zeit gab es überhaupt nur wenige Texte in alphabetischer Anordnung. Es handelte sich im Mittelalter vor allem um Glossare, also kurze Wörtersammlungen, oder Listen wie zum Beispiel von Arzneien. Glossare entstanden seit dem 7. Jahrhundert, und zwar dadurch, dass Leser sich schwierige Wörter auf Einzelblättern (nach Anfangsbuchstaben) notierten und dann daraus eine Liste machten. Die alphabetische Anordnung befolgte man meist nur nach dem ersten oder höchstens dritten Buchstaben, wobei man nicht sehr konsequent vorging. Viele Wörter hatten zudem noch keine einheitliche Schreibweise. Selbst im 13. Jahrhundert war die strenge alphabetische Reihenfolge noch selten.
Als einige der wenigen frühen alphabetischen Enzyklopädien werden unter anderem genannt: De significatu verborum (2. Hälfte des 2. Jahrhunderts) von Marcus Verrius Flaccus; Liber glossarum (8. Jahrhundert) von Ansileubus; und vor allem die Suda (um 1000) aus dem Byzantinischen Reich. Sie haben allerdings eher den Charakter von Sprachwörterbüchern; bezeichnenderweise sind die Einträge in der Suda meist sehr kurz und befassen sich oft mit sprachlichen Themen, etwa mit Redewendungen. Nach den alphabetischen Werken des 17. Jahrhunderts war es dann vor allem die große französische Encyclopédie (1751–1772), die den Begriff „Enzyklopädie“ endgültig mit der alphabetischen Anordnung verband.
Ulrich Johannes Schneider verweist darauf, dass Enzyklopädien zuvor der „universitären und akademischen Kultur der Wissensdisponierung durch Systematisierung und Hierarchisierung“ folgten. Die alphabetische Anordnung aber habe die Enzyklopädien davon entkoppelt. Sie ist sachorientiert und gewichtet die Inhalte neutral. Die alphabetische Anordnung verbreitete sich, weil sie den schnellen Zugang erleichterte. Eine dieser Enzyklopädien, die Grote Oosthoek, meinte 1977 im Vorwort, es handele sich um eine Frage der Nützlichkeit, nicht des wissenschaftlichen Prinzips. Die schnelle Information aus fremden Fachgebieten erhalte man durch einen großen Reichtum an Stichwörtern, so spare man Zeit und Energie. Laut einer Umfrage von 1985 ist ready reference, das schnelle Nachschlagen, der wichtigste Zweck einer Enzyklopädie, während das systematische Selbststudium wesentlich seltener genannt wurde.
Für den Herausgeber war es einfacher, wenn ein größeres Werk thematisch aufgeteilt war. Ein thematisch abgegrenzter Band konnte leicht unabhängig von anderen geplant werden. Bei der alphabetischen Anordnung hingegen muss (zumindest theoretisch) bereits von Anfang an feststehen, wie man den Inhalt auf die Bände verteilt. Man musste alle Lemmata (Stichwörter) kennen und die Querverweise vereinbaren.
Selbst diejenigen Enzyklopädisten, die für die systematische Einteilung plädierten, entschieden sich aus praktischen Gründen für die alphabetische Anordnung. Dazu gehörte auch Jean-Baptiste le Rond d’Alembert von der großen französischen Encyclopédie. Ein späterer Herausgeber und Bearbeiter dieses Werks, Charles-Joseph Panckoucke, wollte wieder eine thematische Anordnung durchsetzen. Doch er verteilte die Artikel nur auf verschiedene Sachgebiete, und innerhalb dieser Sachgebiete erschienen die Artikel in alphabetischer Reihung. Diese Encyclopédie méthodique par ordre des matières war damit eine Sammlung von 39 Sachwörterbüchern.

### Artikellänge
Auch innerhalb der alphabetisch angeordneten Werke gibt es immer noch eine Reihe von unterschiedlichen Möglichkeiten. So können Artikel zu Einzelthemen lang oder kurz sein. Das ursprüngliche Konversationslexikon Brockhaus ist das typische Beispiel für eine Kurze-Artikel-Enzyklopädie, mit vielen, dafür kurzen, einen einzelnen Gegenstand beschreibenden Artikeln. Für den Zusammenhang sorgen Querverweise auf andere Artikel oder vereinzelte zusammenfassende Beiträge.
Lange-Artikel-Enzyklopädien hingegen enthalten große, an lehrbuchartige Abhandlungen erinnernde Artikel zu relativ weiten Themen. Ein Beispiel ist der Macropaedia genannte Teil der Encyclopaedia Britannica in den 1970er- bis 1990er-Jahren. Hier ist es für den Leser nicht immer deutlich, in welchem Großartikel er den ihn interessierenden Gegenstand suchen muss. Als Nachschlagewerk gut nutzbar ist eine solche Enzyklopädie daher nur mit einem Index, ähnlich wie bei einer systematischen Anordnung.
Die Idee, lange, überblickende Artikel zu verwenden, hatte erstmals möglicherweise Dennis de Coetlogon mit seiner Universal history. Sie diente wohl der Encyclopaedia Britannica als Vorbild (diese hatte ursprünglich zum Teil lange Artikel, treatises oder dissertations genannt). Längere Artikel waren auch eine Gegenbewegung zum immer definitorischer und stichwortartiger werdenden Lexikon. Allerdings konnten lange Artikel nicht nur einer bewussten Abkehr von den eher kurzen dictionnaire-Artikeln entstammen. Manchmal waren sie Folge einer schwachen Redaktionspolitik, welche die Schreiblust der Autoren wenig einschränkte oder Texte einfach kopierte.
| Werk                                  | Artikelname                                                | Länge in Seiten            | Bemerkungen                                                                                     |
| ------------------------------------- | ---------------------------------------------------------- | -------------------------- | ----------------------------------------------------------------------------------------------- |
| Zedler (1732–1754)                    | „Wolfische Philosophie“                                    | 175                        |                                                                                                 |
| Universal history (1745)              | „Geography“                                                | 113                        | Das Werk bestand bewusst aus längeren treatises (Abhandlungen).                                 |
| Encyclopaedia Britannica (1768–1771)  | „Surgery“                                                  | 238                        |                                                                                                 |
| Encyclopaedia Britannica (1776–1784)  | „Medicine“                                                 | 309                        |                                                                                                 |
| Oeconomische Encyclopädie (1773–1858) | „Mühle“                                                    | 1291                       | Der Artikel umfasst den gesamten Band 95 sowie den Großteil von Band 96, beide erschienen 1804. |
| Ersch-Gruber (1818–1889)              | „Griechenland“                                             | 3668                       | Der Artikel erstreckt sich über acht Bände.                                                     |
| Encyclopaedia Britannica (1974)       | „United States“                                            | 310                        | Entstanden durch die Zusammenfassung der Artikel zu den einzelnen Gliedstaaten.                 |
| Wikipedia auf Deutsch (November 2020) | „Chronik der COVID-19-Pandemie in den Vereinigten Staaten“ | 392 (PDF; 1.564.136 Bytes) | Stand: 21. November 2020                                                                        |

### Interne Hilfsmittel
Für die praktische Nutzung einer Enzyklopädie wurden im Laufe der Zeit verschiedene Hilfsmittel entwickelt. Schon im Altertum war es gängig, einen langen Text in Kapitel aufzuteilen. Entsprechende Inhaltsverzeichnisse sind hingegen eine relativ späte Entwicklung. Sie entstanden aus Titeln der Werke. Vor dem 12. Jahrhundert waren sie noch sehr selten und wurden erst im 13. Jahrhundert geläufig.
So hat die Naturalis historia ein von Plinius verfasstes summarium, eine Übersicht. In manchen Handschriften findet man das summarium ungeteilt am Beginn, manchmal auf die einzelnen Bücher zerteilt, wie es wohl im Zeitalter der Buchrollen am praktischsten war. Manchmal steht der Text sowohl am Anfang als auch noch einmal später vor den einzelnen Büchern. Wie Plinius selbst es gehandhabt hatte, ist heute nicht mehr festzustellen. Während Plinius in Prosa den Inhalt des Werkes beschrieb, machten später manche Druckausgaben daraus eine Tabelle, einem modernen Inhaltsverzeichnis ähnlich. Dabei gingen sie durchaus frei mit dem Text um und passten ihn an die vermuteten Bedürfnisse der Leser an.
| Druck von 1480 (Beroaldo) | Budé-Ausgabe von 1950 |
| Das sechsundzwanzigste Buch enthält verbleibende Heilmittel für Arten von Krankheiten; sowohl für neue Krankheiten; als auch, wie es mit Hautflechten steht; als auch wie Hautflechten zuerst nach Italien gekommen sind; als auch über den Aussatz als auch über die Kolik […] | BUCH 26 BEINHALTET Die übrigen Heilmittel nach Art I. Die neuen Krankheiten II. Was ist eine Hautflechte? III. Wann kam sie zuerst nach Italien? IV. Dasselbe für Aussatz V. Dasselbe für die Kolik […] |

Indizes, also Register von Stichwörtern, tauchten ebenfalls im 13. Jahrhundert auf und verbreiteten sich rasch. In einer Enzyklopädie hatte zuerst Antonio Zara in seiner Anatomia ingeniorum et scientiarum (1614) eine Art Index verwendet; wirklich taugliche Indizes kamen erst im 19. Jahrhundert in die Enzyklopädien.
Eines der ersten Werke mit Querverweisen war der Fons memorabilium von Domenico Bandini (ca. 1440). Spätestens im 18. Jahrhundert wurden sie gängig. Im 20. Jahrhundert gingen einige Enzyklopädien nach dem Vorbild des Brockhaus dazu über, den Verweis mithilfe eines Pfeilsymbols zu realisieren. Im digitalen Zeitalter verwendet man Hyperlinks.

### Inhaltliche Balance

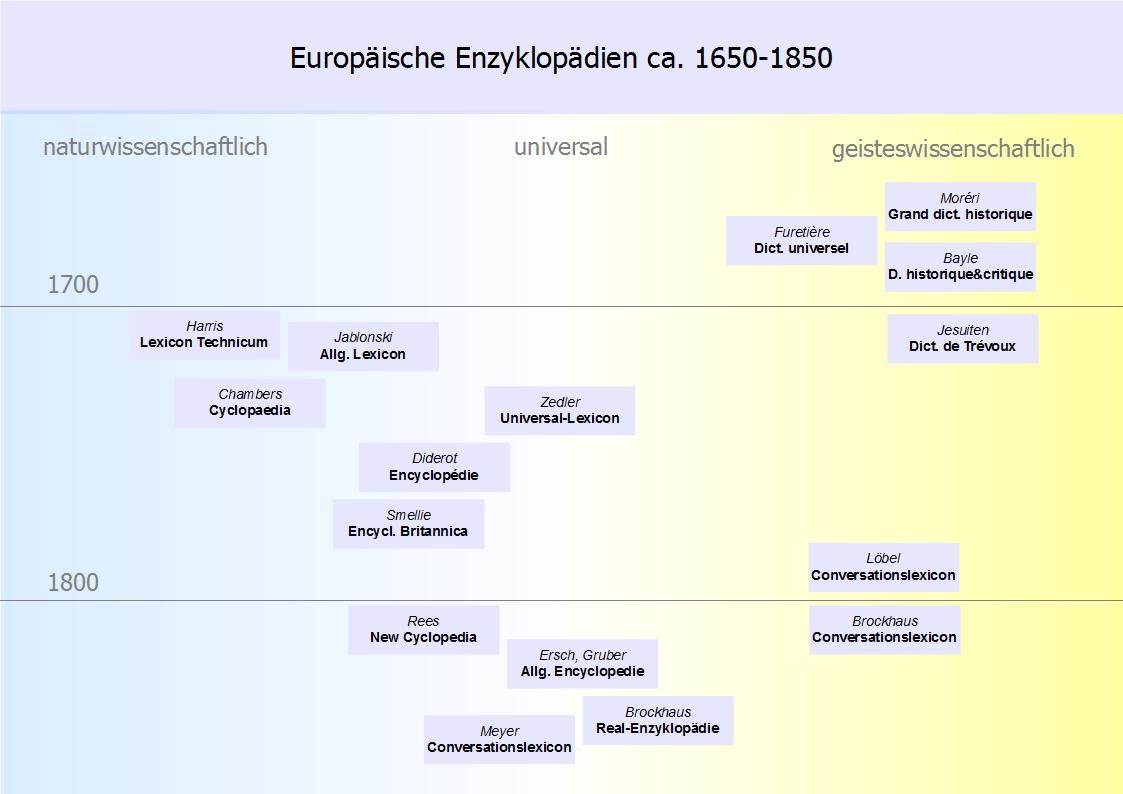
Einige wichtige Enzyklopädien Europas nach ihrer Stellung zwischen eher naturwissenschaftlichen und eher geisteswissenschaftlichen Inhalten

Ein häufig wiederkehrendes Thema in der Forschung ist die Balance zwischen den Fachgebieten in einer Enzyklopädie. Diese Balance oder Ausgewogenheit fehlt zum Beispiel, wenn in einem Werk die Geschichte oder Biografie viel Raum erhalten, Naturwissenschaften und Technik hingegen deutlich weniger. In einer Fachenzyklopädie wird die mangelhafte Balance kritisiert, wenn etwa in einem altertumswissenschaftlichen Werk die politische Geschichte sehr viel ausführlicher behandelt wird als die Sozialgeschichte.
Zuweilen bezieht sich die Kritik auf einzelne Artikel, wobei gemessen wird, welches Lemma mehr Raum erhalten hat als ein anderes. Harvey Einbinder fand an der Encyclopaedia Britannica von 1963 beispielsweise den Artikel über William Benton bemerkenswert. Dieser amerikanische Politiker ist der Enzyklopädie zufolge im Senat „ein Verfechter der Freiheit für die gesamte Welt“ geworden. Der Artikel ist länger als der über den ehemaligen Vizepräsidenten Richard Nixon; wie Einbinder mutmaßt, weil Benton auch Herausgeber der Encyclopaedia Britannica war. Einbinder kritisierte auch, dass der Artikel „Music“ zwar Béla Bartok und Heinrich Schütz hoch lobte, diese Komponisten aber keine eigenen Artikel erhalten haben.
Auch vormoderne Enzyklopädien hatten in der Regel einen universalen Anspruch. Dennoch brachten die Interessen beziehungsweise die Fähigkeiten des Autors oftmals eine Begrenzung mit sich. So umfasste die Naturalis historia zwar Abhandlungen zur Völkerkunde und Kunst, der Schwerpunkt jedoch lag auf Wissensgebieten, die man heutzutage als naturwissenschaftlich einordnet. Im 18. Jahrhundert begannen Universalenzyklopädien damit, den Gegensatz zwischen mehr geisteswissenschaftlichen und mehr naturwissenschaftlichen Werken aufzuheben. Zum Teil sah man einem Werk seine Herkunft noch an, oder der Herausgeber entschied sich bewusst dafür, das Profil durch ein bestimmtes Gebiet oder eine bestimmte Herangehensweise zu schärfen: Der Ersch-Gruber folgte dem historischen Ansatz, wegen dessen Anschaulichkeit, der Meyer hingegen bevorzugte das Naturwissenschaftliche.
Die Frage der Ausgewogenheit ist nicht zuletzt von Bedeutung bei Werken, für die der Leser bezahlen muss. Er dürfte unzufrieden sein, wenn eine Universalenzyklopädie seiner Meinung nach zu viel Raum solchen Themen lässt, die ihn persönlich wenig interessieren, die er aber mitbezahlt. Robert Collison verweist auf die Ironie, dass die Leser möglichst vollständige Abrisse haben wollten und „unhinterfragt für Millionen von Wörtern bezahlt haben, die sie wahrscheinlich niemals lesen“, während die Enzyklopädie-Macher ebenfalls nach Vollständigkeit gestrebt und Einträge über kleine Themen geschrieben haben, die kaum jemand liest.
Die Ausgewogenheit wird aber selbst noch bei frei zugänglichen Enzyklopädien wie der Wikipedia diskutiert. So geht es zum Beispiel über die Frage, ob es nicht etwas über die Seriosität des Gesamtwerkes aussagt, wenn Themen der Popkultur (angeblich oder tatsächlich) überdurchschnittlich vertreten sind. Zumindest, betonte der Historiker Roy Rosenzweig, ist die Ausgewogenheit stark abhängig davon, aus welchem Erdteil und welcher sozialen Schicht die Autoren stammen.
Informationen in traditionellen Enzyklopädien können durch Maßnahmen bewertet werden, die sich auf eine Qualitätsdimension wie Autorität, Vollständigkeit, Format, Objektivität, Stil, Aktualität und Einzigartigkeit beziehen.

## Inhaltliche Aspekte

### Sprachen

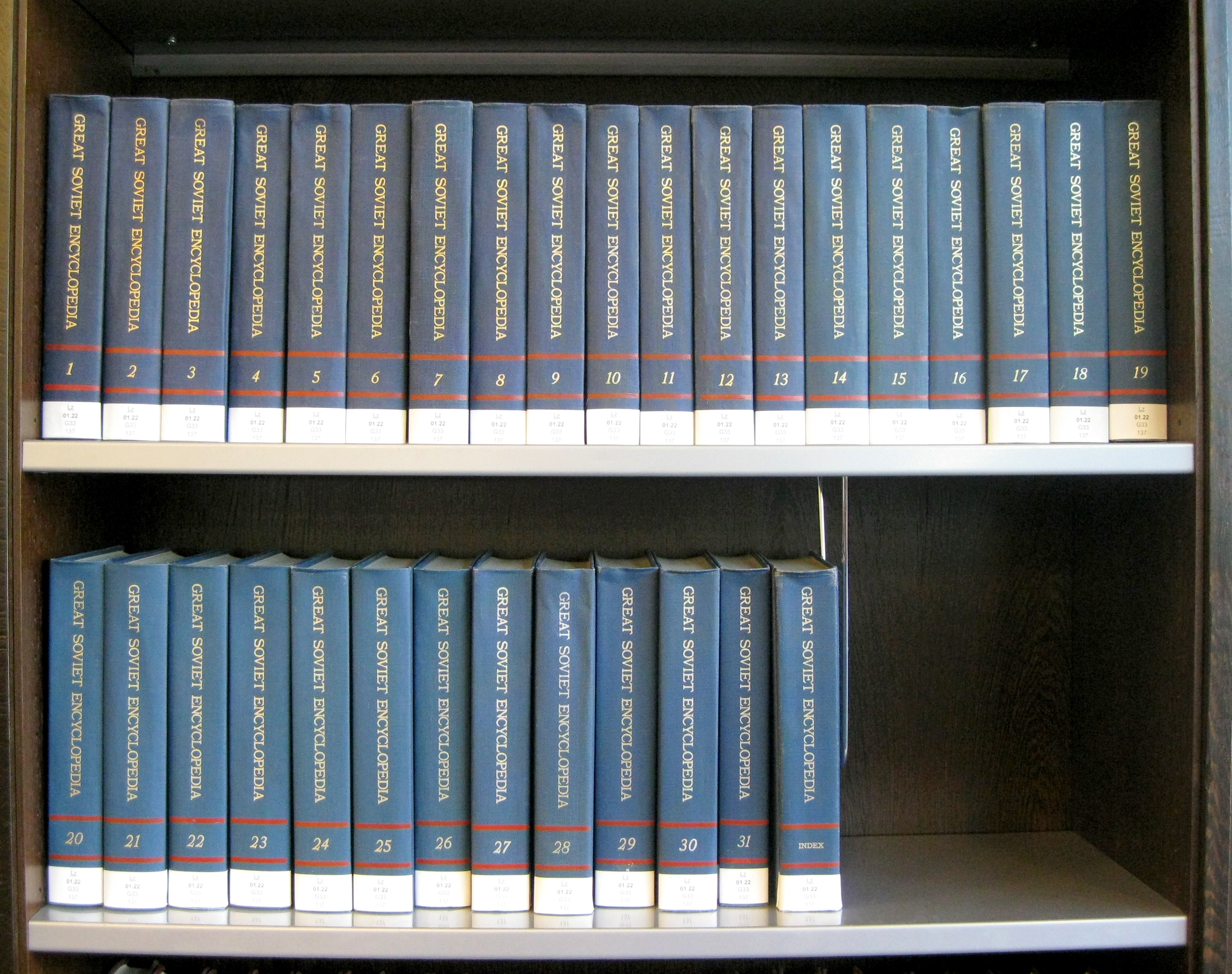
Die Große Sowjetische Enzyklopädie (1970er-Jahre) wurde unter anderem ins Englische übersetzt.

Im Abendland war Latein lange Zeit die Sprache der Bildung und damit der Enzyklopädien. Das hatte den Vorteil, dass die Enzyklopädien auch in anderen Ländern als dem Ursprungsland gelesen werden konnten. Allerdings waren sie dadurch für die große Bevölkerungsmehrheit unzugänglich. Etwa seit dem Beginn des 13. Jahrhunderts erreichte das Wissen auch das Volk in dessen Sprachen. Französisch ist an erster Stelle zu nennen, seit etwa 1300 an zweiter Stelle in Europa Mittelhochdeutsch. Gerade Frauen haben eher in den Volkssprachen Wissen vermittelt. Ende des 15. Jahrhunderts waren volkssprachliche Enzyklopädien kein Wagnis mehr, sondern Routine.
Einige Enzyklopädien wurden übersetzt, wie zum Beispiel Imago mundi (ca. 1122) von Honorius Augustodunensis ins Französische, Italienische und Spanische. De natura rerum (ca. 1228–1244) erhielt eine Übersetzung ins Flämische und Deutsche, der Speculum maius (Mitte 13. Jahrhundert) ins Französische, Spanische, Deutsche und Niederländische. Später, als das Latein eine weniger große Rolle spielte, wurden erfolgreiche Enzyklopädien von einer Volkssprache in die andere übersetzt. Ab 1700 war es dann undenkbar, noch eine Enzyklopädie auf Latein herauszugeben.
Im 19. Jahrhundert waren etwa der Brockhaus und der Larousse, vor allem in den kleineren Ausgaben, Vorbild für Enzyklopädien in anderen Sprachen oder wurden in diese übersetzt. Dies hatte allerdings Grenzen, da man den Inhalt an die jeweilige Sprache beziehungsweise an das jeweilige Land anpassen musste. Ein Beispiel dafür ist die Encyclopedia Americana (1827–1829), ein weiteres das Enzyklopädische Wörterbuch von Brockhaus und Efron (1890–1906), eine vom Brockhaus-Verlag mitherausgegebene Kurze-Artikel-Enzyklopädie auf Russisch. Trotz der Anpassungen wurde in beiden Fällen von Rezensenten kritisiert, die amerikanische beziehungsweise russische Geschichte und Kultur seien nicht ausreichend berücksichtigt worden.

### Einordnung in den Wissenskontext

Fachenzyklopädien oder Fachlexika gehören zur Wissenschaft, allgemeine Nachschlagewerke wie Sachbücher zur Popularisierung

Wissenschaftliche Forschung bezieht sich in erster Linie auf die Natur und die Handlungen des Menschen. Die Grundlage sind dann je nach Fach zum Beispiel Phänomene der Natur, Experimente, Umfragen oder historische Quellen. Darauf aufbauend verfassen Wissenschaftler Fachliteratur, oder sie reflektieren in ihren Arbeiten andere Fachliteratur. Erst nach dieser eigentlich wissenschaftlichen, nämlich forschenden Arbeit kommen Hilfsmittel an die Reihe, wie Einstiegslektüre, Atlanten oder Wörterbücher. Diese Abfolge von Quellen, Fachliteratur und Hilfsmitteln heißt im Englischen primary, secondary und tertiary sources.
Enzyklopädien sind demnach Hilfsmittel, die dem Leser einen ersten Zugang zu einem Thema verschaffen sollen. Ähnliches gilt für Lehrbücher und Wörterbücher, die historisch und der literarischen Gattung nach mit Enzyklopädien auch verwandt sind. Daraus wiederum ergeben sich der Charakter von Enzyklopädien und ihr Nutzen im Wissenskontext.
Dass Enzyklopädien sich eher am Ende der Wissensproduktion befinden, hat den Vorteil, dass die Aussagen in der Regel bereits etabliertes und kaum noch umstrittenes Wissen darstellen. Das beinhaltet aber ebenso den Nachteil, dass neue oder unkonventionelle Ideen ausgefiltert worden sind. Außerdem können sich von den Grundlagen über die Fachliteratur bis hin zu den Hilfsmitteln Fehler oder zu grobe Vereinfachungen eingeschlichen haben. Aus diesen Gründen ist immer wieder diskutiert worden, ob allgemeine Enzyklopädien von Schülern oder Studenten als Autorität zitiert werden dürfen.
An der Universität ist die Meinung verbreitet, dass allgemeine Nachschlagewerke in wissenschaftlichen Arbeiten nicht zu zitieren sind. Einbinder zufolge fanden einige Lehrer und Professoren, dass die Encyclopaedia Britannica keine zuverlässige Informationsquelle sei; sie warnten ihre Schüler davor, dieses Material blind in ihre eigenen Hausarbeiten eingehen zu lassen. Hingegen meint Thomas Keiderling in seiner Geschichte des Brockhaus, in den 1920er-Jahren hätten Wissenschaftler diese Enzyklopädie für durchaus zitierfähig gehalten.

### Stil
Der sprachliche Stil einer Enzyklopädie hängt vom Zweck des Werkes und bisweilen auch vom persönlichen Geschmack des Autors ab. In den Werken des Altertums ist oftmals erkennbar, dass sie Lehr- beziehungsweise Sachbücher waren und ursprünglich aus solchen zusammengestellt wurden. Bei Plinius heißt es beispielsweise im Abschnitt über die Insekten:

„Aber unter ihnen allen gebührt der erste Rang den Bienen und mit Recht auch eine außerordentliche Bewunderung, da sie allein von der Tierart [der Insekten] um der Menschen willen geschaffen sind. Sie sammeln den Honig, den süßesten, feinsten und heilsamsten Saft, bilden Waben und Wachs zu tausendfacher Verwendung im Leben, sind arbeitsam, vollenden ihre Werke, haben einen Staat, halten Beratungen in ihren Angelegenheiten, stehen aber scharenweise unter Anführern und, was am meisten Bewunderung verdient, sie haben sogar Sitten, da sie weder von zahmer noch von wilder Art sind.“

Im europäischen Mittelalter waren volkssprachliche Werke in Reimen verfasst, so dass die Leser den Inhalt leichter aufnehmen und sich besser merken konnten. Ein Beispiel aus Der naturen bloeme von Jacob van Maerlant, um 1270:
| Ay, ghi edele ridders, ghi heren, An desen voghel soudi keren! Ghi levet bi der proien mede: Dats bi der aermer liede lede. En sijt niet onhovesch in der proie En verliest niet die langhe joye Om dese warelt, die es cranc. | Ach ihr edlen Ritter, ihr Herren, An diesem Vogel solltet ihr euch ein Beispiel nehmen! Ihr lebt schließlich auch von Beute: Wohl von der armen Leute Plackerei. Und seid nicht unhöfisch [treibt es nicht zu bunt] beim Beutemachen Und verliert nicht die Glückseligkeit Wegen dieser krankhaften Welt. |

Solche Darstellungsweisen ordnen den Gegenstand in einen größeren, auch philosophischen Zusammenhang ein. Dabei können sich leicht Wertungen einschleichen, die eventuell durchaus gewollt waren. In der großen französischen Encyclopédie gab sich der Artikel „Philosophe“ (Philosoph) mal ironisch, mal pathetisch:

„Nichts ist heutzutage einfacher, als ein Philosoph genannt zu werden; ein Leben in Obskurität, einige wenige tiefgründige Äußerungen, ein wenig Belesenheit sind genug um jene zu überlisten, die diesen Namen Leuten verleihen, die ihn nicht verdienen […] Der Philosoph, wie auch immer, entwirrt die Dinge so weit wie möglich, & und sieht sie voraus & und unterwirft sich wissentlich: er ist, sozusagen, eine Uhr, die sich manchmal von selbst aufzieht […] Der Philosoph handelt nicht aus seinen Leidenschaften heraus, sondern nach Überlegung; er reist bei Nacht, aber eine Flamme geht ihm voraus.“

Im 19. Jahrhundert bildete sich dann der später als „enzyklopädisch“ bekannt gewordene Stil heraus. Sprachwissenschaftlich lässt er sich nicht genau von anderen Gattungen wie wissenschaftliche Aufsätze unterscheiden. Der Autor wird unsichtbar gemacht, man verwendet Passivkonstruktionen, neigt zur Verallgemeinerung. „Ein insgesamt expositorischer Charakter der Artikel“ sei ebenfalls typisch, schreibt Ulrike Spree. Allgemeine Enzyklopädien bemühen sich um ganze Sätze, normalerweise fehlt nur im ersten Satz eines Artikels das Verb. Außer dem Lemma selbst werden zahlreiche weitere Wörter abgekürzt. Ein Beispiel aus der Brockhaus Enzyklopädie:

„Enzyklopädie [frz., aus mittellateinisch encyclopaedia »Grundlehre aller Wiss. und Künste«, von griech. enkýklios paideía, „Kreis der Bildung“] die, -/…'di|en, die schriftl. und komplexe Darstellung des gesamten Wissens oder des Wissens eines Fachgebietes. Nach dem heutigen Verständnis ist eine E. ein umfangreiches Nachschlagemedium, dessen Stichwörter in alphabet. Ordnung über alle Wissensgebiete informieren […]“

Das Wissenschaftsverständnis ist meist empirisch und positivistisch, nicht deduktiv. In alphabetischen Nachschlagewerken gibt es zwar Verweise, dennoch stehen die Artikel in keinem Kontext. Diesen Kontext muss der Leser erst herstellen. So kann ein und derselbe Text bei unterschiedlichen Lesern verschiedene Assoziationen hervorrufen. Obwohl ein gewisser Telegrammstil erkennbar ist, gibt es aus didaktischen Gründen auch die gegenteilige Tendenz. Mit erhöhter Redundanz, Anschaulichkeit und Beispielen nähern Artikel sich an Lehrbücher an.

### Neutralität
Normalerweise erheben Enzyklopädien den Anspruch, objektiv zu sein und nicht für eine Interessengruppe oder Partei zu sprechen. Im 19. Jahrhundert etwa hielt man es für möglich, die absolute Wahrheit zu ergründen und zu vermitteln, auch wenn einzelne Irrtümer möglich seien. Seltener haben Enzyklopädisten wie Denis Diderot den Zweifel zum methodischen Prinzip erheben wollen.

#### Wahrheitsanspruch
Innerhalb des Wahrheitsanspruchs sind eine Reihe an Positionen denkbar:
- Eine Kompilation aus älteren Werken verweist auf eine lange Tradition, die für die Richtigkeit der Aussagen steht. Diese Haltung war in der ersten Hälfte des 18. Jahrhunderts typisch.
- Werke können auf ideologische Standortbestimmungen verzichten und sich darauf berufen, dass sie eine Kompilation sind.
- Insbesondere Konversationslexika versuchen Haltungen zu vermeiden, die als extrem empfunden werden.
- Mit einer neutralen Haltung wird versucht, abzuwägen und eine über den Parteien stehende Haltung einzunehmen.
- Eine pluralistische Vorgehensweise lässt verschiedene Interessengruppen in verschiedenen Artikeln zu Wort kommen.

Oder aber Enzyklopädien ergreifen ausdrücklich Partei für eine bestimmte Gruppe, wie die gebildeten Stände, die Arbeiterklasse oder die Katholiken. Dabei sollen Interessen berücksichtigt und Irrtümer berichtigt werden. Selbst dann aber wird der Allgemeingültigkeitsanspruch nicht aufgegeben.
Enzyklopädien richten sich meist nicht gegen die bestehenden grundlegenden Vorstellungen in ihrer Gesellschaft. Pierre Bayle und Denis Diderot waren Ausnahmen. Eine ausgesprochen politische Zielsetzung hatten später beispielsweise der anti-monarchische Grand dictionnaire universel du XIXe siècle von Larousse, das konservative Staats- und Gesellschaftslexikon von Hermann Wagener, das liberale Staatslexikon (1834–1843) von Karl von Rotteck und Carl Theodor Welcker sowie das sozialdemokratische Volks-Lexikon von 1894. Solche Tendenzschriften waren allerdings eher selten.

#### Beispiele und Vorwürfe
Wenn Historiker versuchen zu erfahren, wie die Menschen in einer bestimmten Epoche über etwas gedacht haben, ziehen sie oft die damaligen Enzyklopädien zu Rate. Eine Aussage muss allerdings nicht unbedingt tatsächlich für die Gesellschaft repräsentativ sein, vielleicht spiegelt sie nur die Meinung des Autors, der Herausgeber oder einer bestimmten Bevölkerungsschicht wider.
Einige Beispiele:
- William Smellie, ein hellhäutiger Schotte, schrieb in der ersten Ausgabe der Encyclopaedia Britannica (1768–1771) über Abyssinien (das heutige Äthiopien): „Die Einwohner sind schwarz, oder beinahe, aber sie sind nicht so hässlich wie die Neger.“[140]
- 1910/1911 hieß es in der Encyclopaedia Britannica, dass „Neger“ dem Weißen geistig unterlegen seien. Zwar seien Negerkinder intelligent und aufgeweckt, doch ab der Pubertät interessiere der Neger sich vor allem für auf das Geschlechtliche bezogene Angelegenheiten.[141]
- Auch die große französische Encyclopédie erlaubte sich Meinungen diskriminierender Art: „Alle hässlichen Menschen sind roh, abergläubisch und dumm“, schrieb Denis Diderot im Artikel „Humaine, Espèce“ (Spezies des Menschen). Ferner seien die Chinesen friedfertig und unterwürfig, die Schweden beinahe ohne Vorstellung einer Religion, und die Lappen und Dänen beteten eine fette, schwarze Katze an. Die Europäer seien „die schönsten und wohlproportioniertesten“ Menschen auf Erden.[142] Solche Nationalstereotype sind in Nachschlagewerken des 18. Jahrhunderts sogar sehr gängig.[143]
- Der Volks-Brockhaus verwies in „Homosexualität“ 1955 auf die damalige Gesetzgebung in der Bundesrepublik, der zufolge „Unzucht zwischen Männern mit Gefängnis, unter erschwerenden Umständen mit Zuchthaus bestraft“ werde. Außerdem sei Homosexualität „oft durch Psychotherapie heilbar“.[144]
- Zwei Autorinnen der 1980er-Jahre haben festgestellt, dass allgemeinbildende Enzyklopädien weniger über berühmte Frauen als über berühmte Männer informieren und daher sexistische Rollenbilder der Gesellschaft reproduzieren.[145]

Harvey Einbinder listet eine Vielzahl von Artikeln der Encyclopaedia Britannica auf, deren Neutralität oder Objektivität er bezweifelt. Moderne Künstler würden kurzerhand für wertlos erklärt, aus Prüderie würden wichtige Handlungselemente etwa im Theaterstück Lysistrata weggelassen werden oder sexuelle Themen hinter Fachausdrücken versteckt. Der Judenmord werde unverständlicherweise nicht mit der nationalsozialistischen Ideologie in Verbindung gebracht, der moralische Aspekt der Atombombenabwürfe auf Hiroshima und Nagasaki kaum diskutiert. Letzteres geschehe seiner Vermutung nach, um den Amerikanern ein unangenehmes Thema zu ersparen.
Die Herausgeber von Enzyklopädien hatten zuweilen ausdrücklich gesellschaftspolitische Ziele. Beispielsweise setzte sich insbesondere der Ergänzungsband von 1801 bis 1803 zur Encyclopaedia Britannica kämpferisch mit der Französischen Revolution auseinander. Widmungen an den regierenden Monarchen waren nicht ungewöhnlich, doch damals hieß es darin:

„Die französische Encyclopédie wurde dessen angeklagt, und zu Recht, dass sie die Samen von Anarchie und Atheismus weit verbreitet hat. Wenn die Encyclopaedia Britannica, auf jede Art, das Bestreben dieses pestübertragenden Werkes bekämpft, so werden gerade diese beiden Bände nicht gänzlich der Gunst Eurer Majestät unwürdig sein.“

Später im 19. Jahrhundert setzte der Meyer sich, nach eigenem Bekunden, für eine intellektuelle Gleichheit der Menschen ein, den Lesern ein besseres Leben ermöglichen. Revolutionärem Denken sollte jedoch kein Vorschub geleistet werden. Im Gegensatz zu dieser eher liberalen Haltung wollte Sparners Illustriertes Konversations-Lexikon (1870) sozialdisziplinierend auf die Unterschicht einwirken.
Allgemein sehen Enzyklopädien sich oft dem Vorwurf ausgesetzt, nicht neutral zu sein. Einige Kritiker hielten die Encyclopaedia Britannica für prokatholisch, andere für kirchenfeindlich. Um 1970 lobten manche Rezensenten am Brockhaus dessen angeblich konservativen Grundton im Vergleich zum „linkslastigen“ Meyer, andere sagten, es sei genau andersherum. Thomas Keiderling findet es überhaupt problematisch, Pauschalurteile solcher Art zu fällen.

#### Ideologische Großsysteme

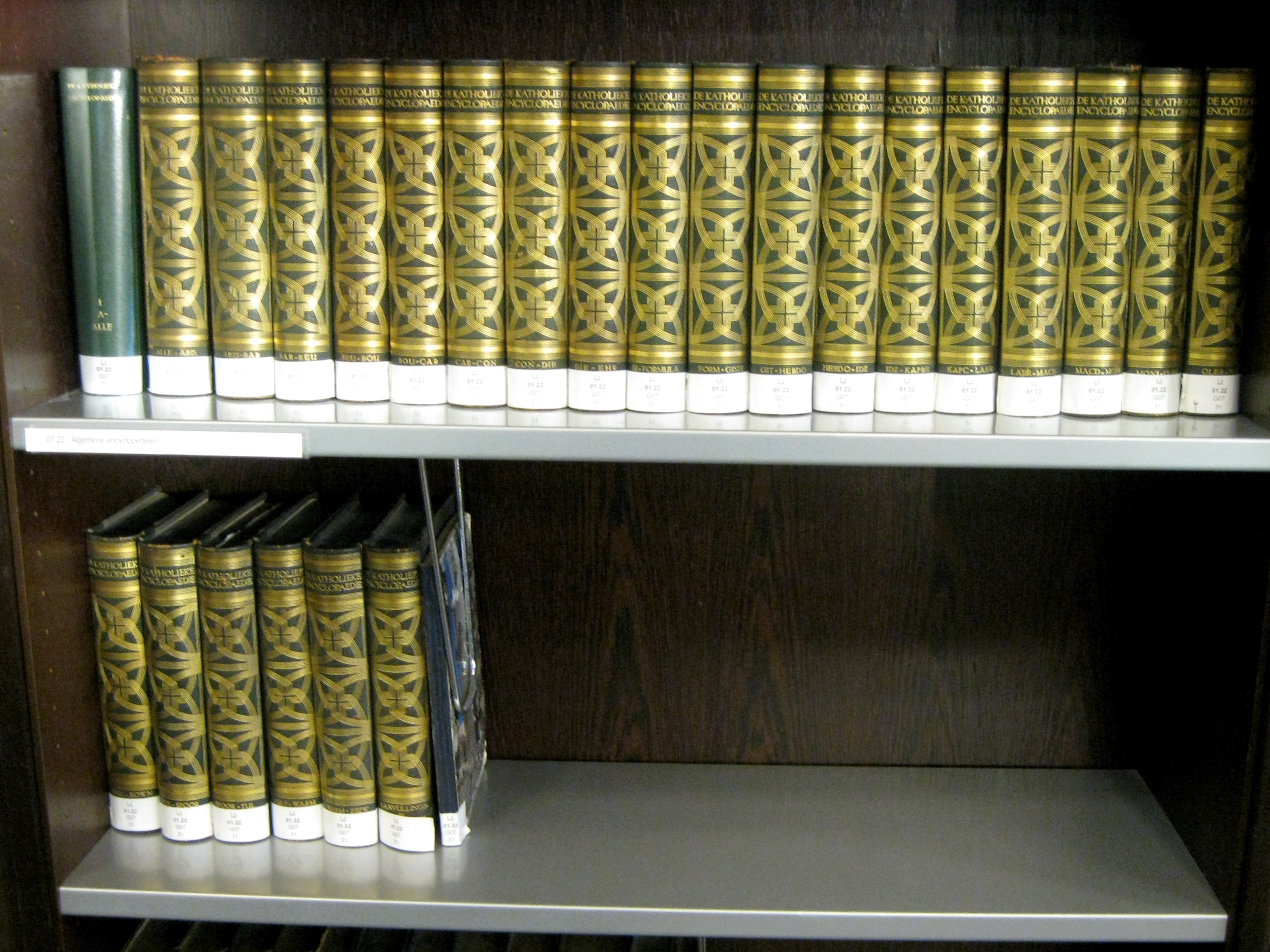
De Katholieke Encyclopedie, 1. Auflage von 1933–1939, mit Kreuzen auf den Einbänden

Die niederländische Katholieke Encyclopedie stellte sich 1949 bewusst nicht in die Tradition der Aufklärung, sondern des christlichen Mittelalters. Wie ihre Schwester, die Universität, sei die Enzyklopädie aus katholischem Hause. Ein Prospekt, bereits aus dem Jahre 1932, nennt Unparteilichkeit gerade in einer Enzyklopädie gefährlich. Schließlich bräuchten Themen wie „Spiritismus“, „Freudianismus“, „Freimaurerei“, „Protestantismus“ oder „Liberalismus“ eine kritische Behandlung und absolute Verwerfung. „Es ist doch eindeutig, dass Neutralität keine Position beziehen kann. Aber zahlreiche Themen können ohne feste Basis nicht beurteilt werden.“ In den sogenannten neutralen Enzyklopädien erhalte Buddha mehr Aufmerksamkeit als Jesus Christus.
Die Enciclopedia Italiana (1929–1936) entstand in der Zeit des Faschismus und der Diktator Benito Mussolini hatte mehr oder weniger persönlich zum Thema „Faschismus“ beigetragen (vgl. La Dottrina Del Fascismo). Im Allgemeinen jedoch war das Werk international und objektiv. In Deutschland musste sich der Brockhaus in den letzten Teilen seiner Großausgabe von 1928 bis 1935 politisch anpassen. Als ausgesprochen nationalsozialistisch gefärbt gilt der sogenannte „braune Meyer“ von 1936 bis 1942 (unvollendet).
Die Große Sowjetische Enzyklopädie richtete sich nicht etwa an die Massen der Arbeiter und Bauern, sondern an die „Hauptkaderleute, die den sowjetischen Aufbau betreiben“. Ihre politische Ausrichtung beschrieb sie im Vorwort von 1926 so:

„In den früheren Lexika existierten verschiedene – mitunter gegensätzliche – Weltanschauungen nebeneinander. Im Gegensatz dazu ist für die Sowjetenzyklopädie eine eindeutige Weltanschauung ganz unabdingbar, und zwar die streng materialistische Weltanschauung. Unsere Weltanschauung ist der dialektische Materialismus. Das Gebiet der Sozialwissenschaften, hinsichtlich der Beleuchtung der Vergangenheit ebenso wie der Gegenwart, ist schon umfassend bearbeitet auf der Grundlage der konsequenten Anwendung der dialektischen Methode von Marx-Lenin; auf dem Gebiet der Natur- und exakten Wissenschaften wird die Redaktion darauf bedacht sein, den Standpunkt des dialektischen Materialismus zu verfolgen […]“

Noch nach dem Erscheinen musste eine sowjetische Enzyklopädie verändert werden, wenn eine Person plötzlich politisch unerwünscht wurde. Als 1953 Lawrenti Beria entmachtet wurde, schickte man den Käufern der Großen Sowjetischen Enzyklopädie ein Blatt unter anderem mit Informationen über die Beringsee, das man anstelle der alten Seite mit Beria einkleben sollte.

## Ausstattung

### Umfang

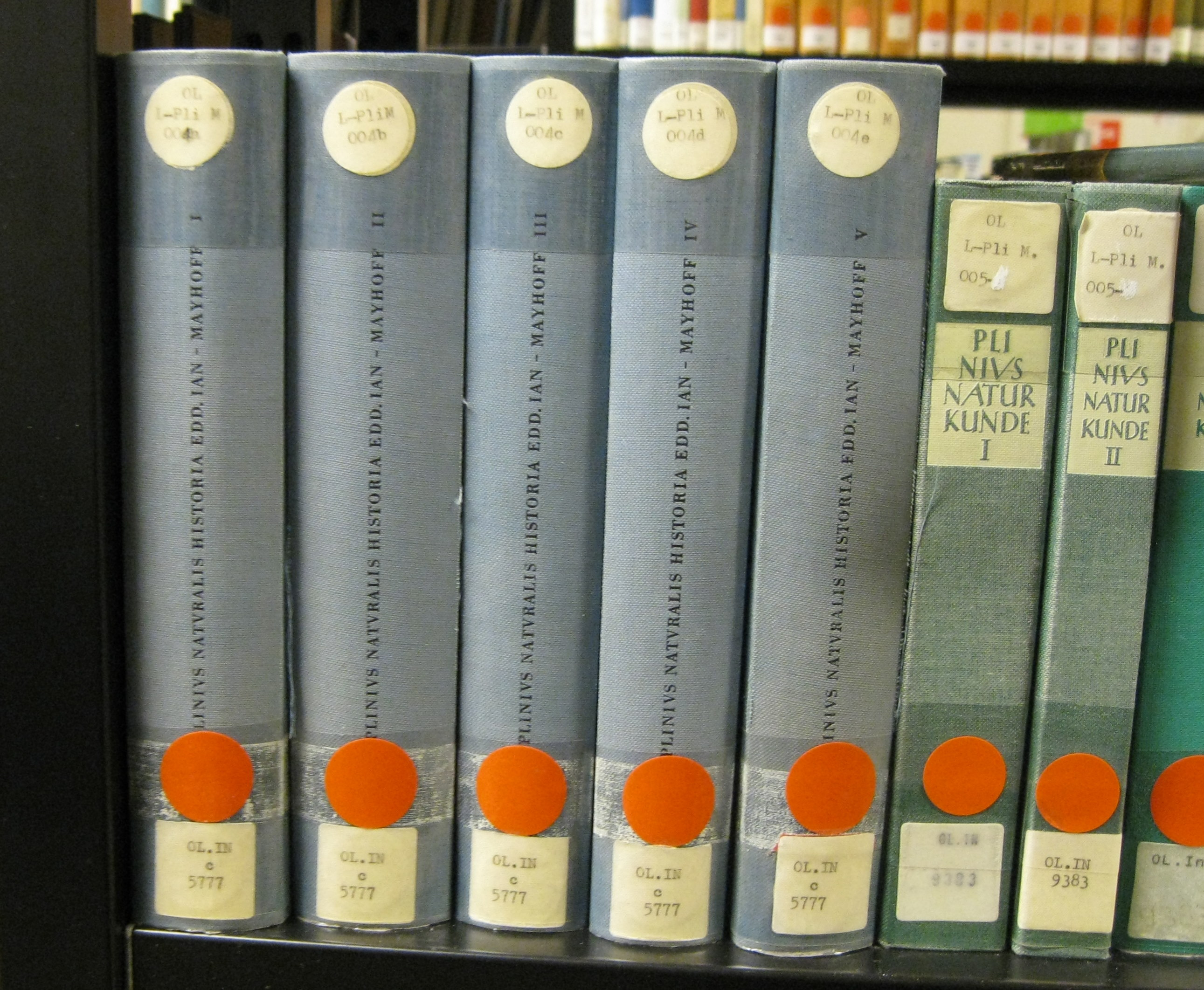
Naturalis historia in der Ausgabe von Jan / Mayhoff

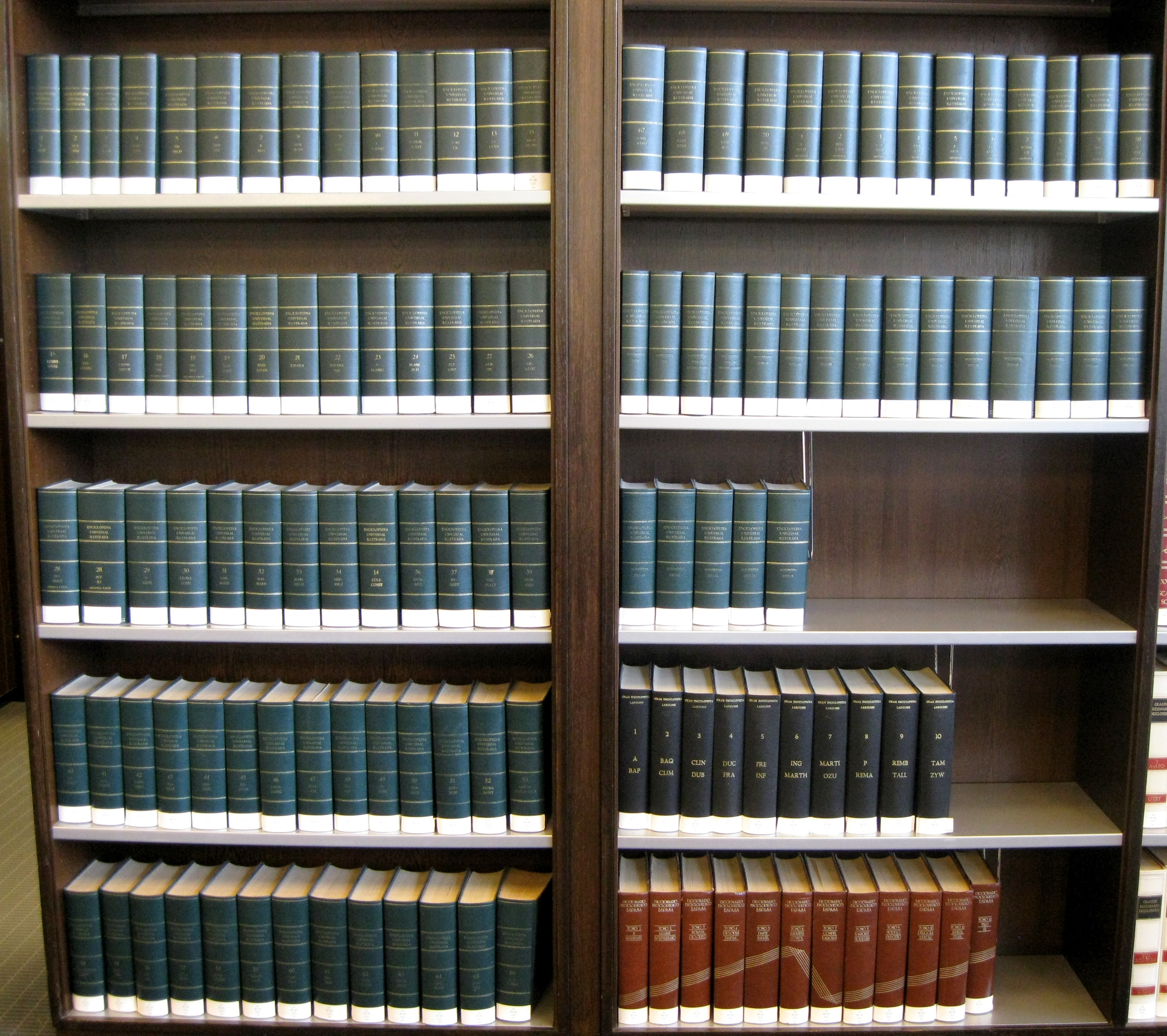
Espasa, links und rechts oberer Teil

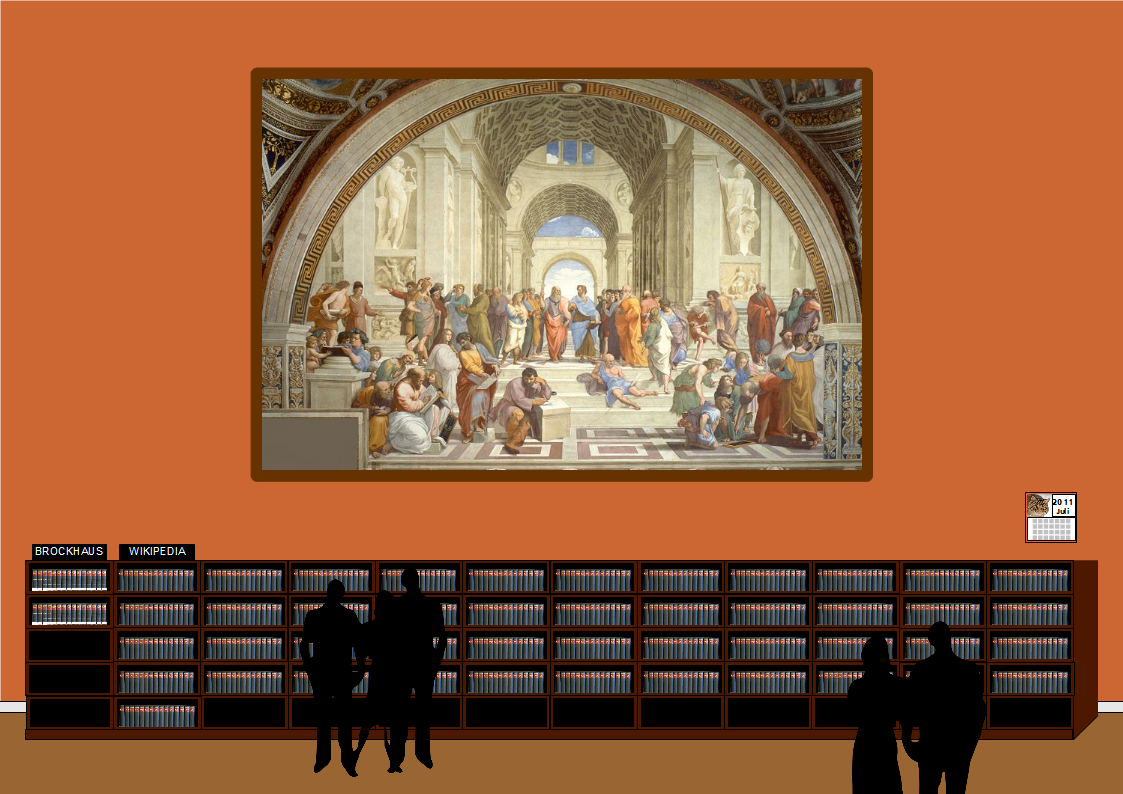
Würde die Wikipedia auf Deutsch gedruckt, entstünden etwa 675 Bände im Format der Brockhaus-Enzyklopädie, die 2005/2006 dreißig Bände umfasste (Stand: Juli 2011).

Traditionell waren Enzyklopädien eher von begrenztem Umfang. Moderne Buchausgaben antiker oder mittelalterlicher Enzyklopädien bleiben meist auf einen oder wenige Bände beschränkt. Die für das Altertum monumentale Naturalis historia hatte beispielsweise in einer Ausgabe um das Jahr 1900 fünf Bände. Nach eigener Zählung bestand das Werk aus 37 libri (Büchern), wobei ein „Buch“ hier vom Umfang her als ein Kapitel zu verstehen ist. Die Etymologiae des Isidor machen ein je nach Ausgabe mehr oder weniger dickes Buch aus.
Zu vielbändigen Enzyklopädien kam es erst seit dem 18. Jahrhundert, allerdings gab es gleichzeitig immer auch Nachschlagewerke in nur einem oder wenigen Bänden. Diese haben im 19. und 20. Jahrhundert, als Enzyklopädien sich massenweise verbreiteten, wesentlich mehr Käufer gefunden als die großen Ausgaben. Thomas Keiderling verwendet für das 20. Jahrhundert eine Einteilung von kleinen Ausgaben mit ein bis vier Bänden, mittleren Ausgaben von fünf bis zwölf Bänden und großen darüber. Für einen genaueren Vergleich des Umfangs müsse man jedoch zusätzlich Buchformate, Seitenanzahlen, Schriftgröße usw. hinzuziehen.
Als größte Enzyklopädie der Geschichte wird zuweilen das chinesische Werk Yongle Dadian (auch: Yung-lo ta-tien) aufgeführt. Es stammt aus dem 15. Jahrhundert und umfasste 22.937 Bücher auf mehr als fünfhunderttausend Seiten. Es handelte sich jedoch mehr um eine aus älteren Texten zusammengestellte Lehrbuchsammlung.
Längere Zeit das umfangreichste Nachschlagewerk war der Zedler mit seinen 64 Bänden. Dieses Mammutwerk war folglich für viele Käufer, die sowieso nur einer kleinen, reichen Oberschicht entstammen konnten, unerschwinglich. Selbst viele Lesegesellschaften haben sich den Zedler nicht angeschafft.
Im 19. Jahrhundert war der Ersch-Gruber die größte allgemeine Enzyklopädie. Das 1818 begonnene Werk wurde aber nicht fertiggestellt, nach 167 Bänden gab der neue Herausgeber (Brockhaus) 1889 auf. Die größte vollständige gedruckte Enzyklopädie wurde dann im 20. Jahrhundert die spanischsprachige Espasa mit insgesamt neunzig Bänden. Die Großwerke des 18. und 19. Jahrhunderts erscheinen also umfangreicher als die des 20. Jahrhunderts mit ihren 20–30 Bänden, dabei ist aber das wesentlich dünnere Papier der späteren Werke zu berücksichtigen.

### Auflagenhöhen
Eine populäre Enzyklopädie wie die Etymologiae des Isidor brachte es im Mittelalter auf über tausend Handschriften. Das Elucidiarium von Honorius Augustodunensis gab es in mehr als 380 Handschriften.
Jeff Loveland zufolge hat man im 18. Jahrhundert etwa zweihundert bis dreihundert Exemplare von einer Enzyklopädie verkauft; Ulrike Spree zufolge betrug die Auflage hingegen 2000–4000 Exemplare. Vom Zedler (1737) wurden vermutlich nur die 1500 Subskriptionsexemplare angeschafft, also diejenigen, die zahlungskräftige Kunden zuvor bestellt hatten. Von der ersten Auflage der (damals dreibändigen) Encyclopaedia Britannica (1768–1771) verkaufte man insgesamt dreitausend Exemplare, von der 18-bändigen dritten Auflage (1787–1797) dreizehntausend.
Das 19. Jahrhundert sah wesentlich höhere Auflagen. Die Encyclopaedia Britannica in der 7. Auflage (1828) kam auf dreißigtausend Exemplare, Meyers Conversations-Lexikon hatte 1848/1849 siebzigtausend Subskribenten. Da das Erscheinen langsam war und die Bandanzahl hoch, ging dies allerdings auf unter vierzigtausend zurück. Von der 2. Auflage der Chambers Encyclopaedia verkaufte man 1874–1888 allein in Großbritannien über 465.000 sets.
Brockhaus verkaufte von seiner 13. Auflage (1882–1887) 91.000 Exemplare, von der 14. Auflage bis 1913 mehr als 300.000. Die 17. Auflage des großen Brockhaus von 1966 hatte eine Gesamtauflage von 240.000 Exemplaren (Komplettsets). Auf dem Gebiet der kleineren Lexika erlebte Brockhaus jedoch starke Konkurrenz. So verlief der Verkauf des einbändigen Volks-Brockhaus von 1955 schleppend: Er kostete 19,80 DM, während Bertelsmann sein Volkslexikon für 11,80 DM auf den Markt brachte und über seinen Lesering eine Million Exemplare verkaufte.
In der DDR hatte das achtbändige Meyers Neues Lexikon (1961–1964) eine Auflage von insgesamt 150.000 Exemplaren, die zweibändige Ausgabe kam 1956–1958 in drei Auflagen auf 300.000 Exemplare. Zwar war die DDR deutlich kleiner als die Bundesrepublik, der VEB Bibliographisches Institut hatte aber keine Konkurrenz.
Fehlende Konkurrenz führte auch in anderen kleinen Ländern, einschließlich westlichen, zu hohen Auflagen im Vergleich zur Bevölkerungsanzahl. Das sechsbändige Uj Magyar Lexikon erschien im kommunistischen Ungarn 1959–1962 in 250.000 Exemplaren. In Norwegen verkaufte sich das fünfzehnbändige Store Norske von 1977 bis 2011 in 250.000 Exemplaren bei einer Bevölkerung von nur vier Millionen Norwegern.
Von der 21. Auflage der Brockhaus Enzyklopädie aus den Jahren 2005/2006 wurden nur „ein paar Tausend Exemplare“ verkauft, wie der FOCUS berichtete. Der FAZ zufolge habe die Gewinnschwelle bei 20.000 verkauften Exemplaren gelegen, davon sei die Hälfte erreicht worden. Diese letzte gedruckte Auflage der Brockhaus Enzyklopädie bestand aus dreißig in Leinen gebundenen Bänden mit Goldschnitt, die fast 25.000 Seiten beinhalteten. Sie kostete 2670 Euro.

### Bebilderungen

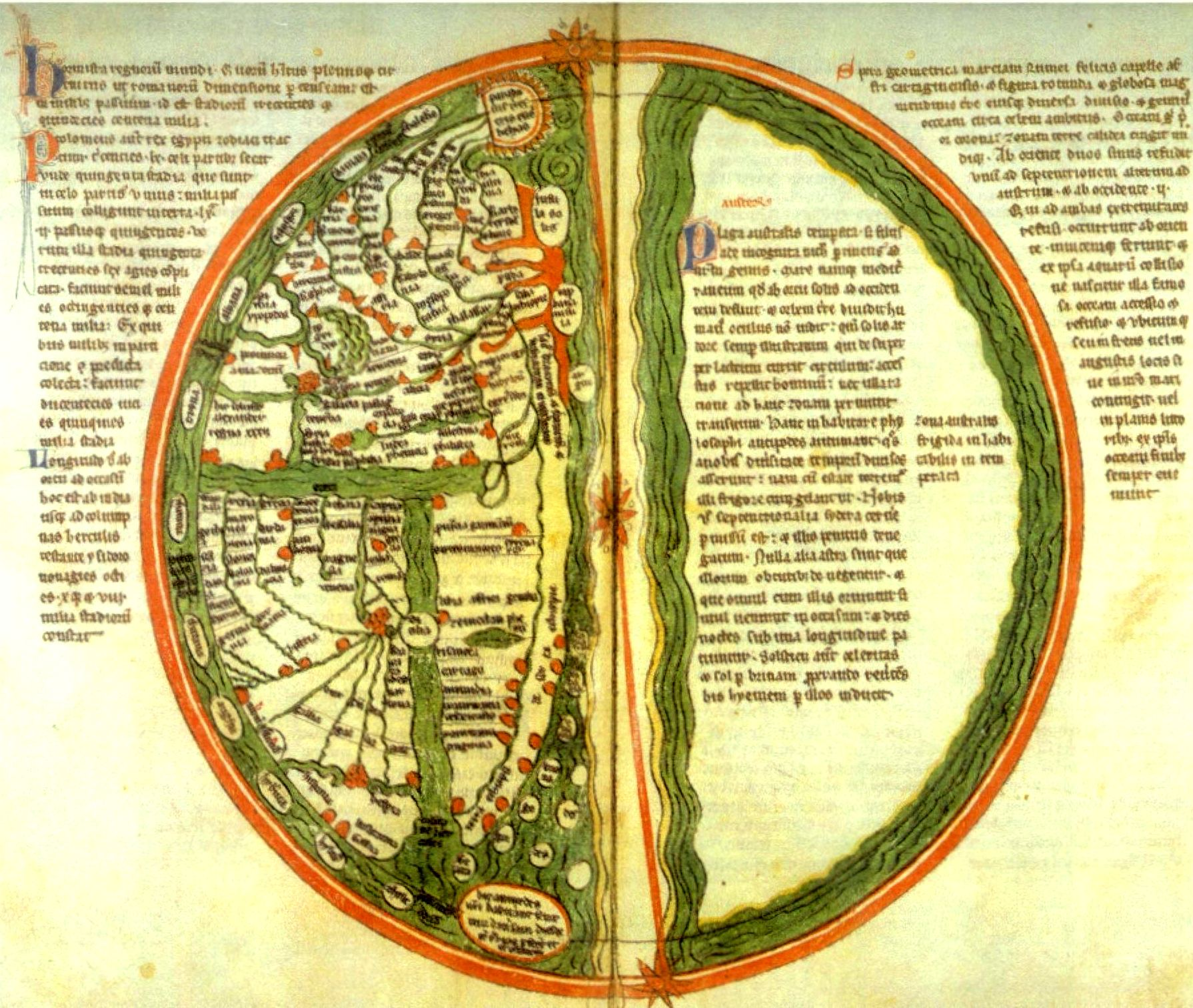
Mittelalterliche Weltkarte im Liber Floridus, um 1120. Auf der linken, nördlichen Hälfte des Erdenrundes die pictura mit Europa, Asien und Afrika. Da das Aussehen der südlichen Hälfte unbekannt war, erschien dort die erläuternde scriptura.

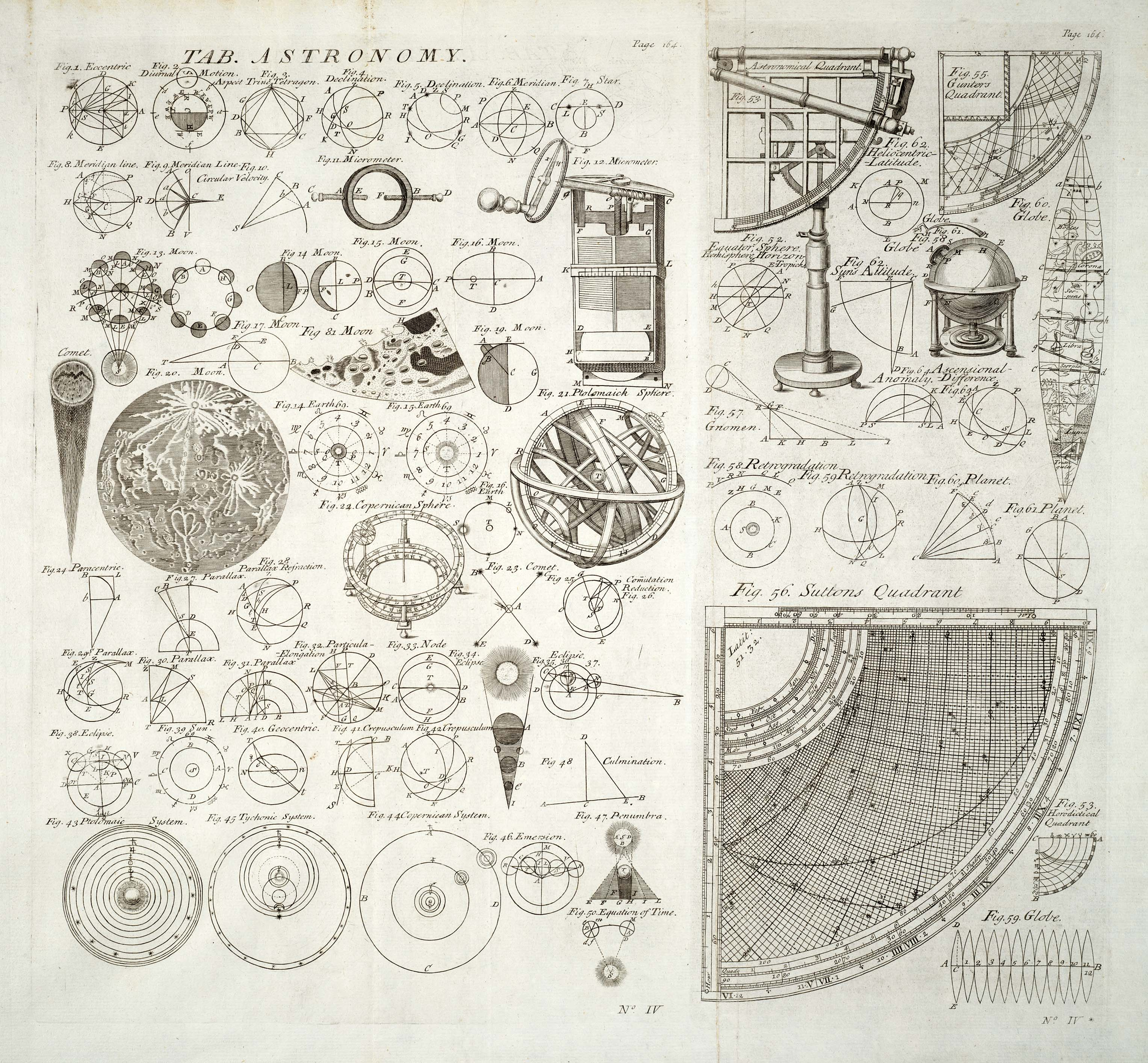
Bildtafel zu astronomischen Themen in der Cyclopaedia, 1728

Aus den antiken Werken sind so gut wie keine Illustrationen überliefert, sondern nur der Text. Nachträglich erhielten sie Abbildungen in einigen mittelalterlichen Handschriften. Diese Illustrationen unterschieden sich meist von Handschrift zu Handschrift; dann brachte der Buchdruck die Möglichkeit, auch Abbildungen genau zu vervielfältigen. Das Mittelalter kannte bereits Bilder von Menschen, Tieren oder Pflanzen, ebenso schematische Darstellungen und Weltkarten. Sie waren allerdings selten.
In der Frühen Neuzeit gab es dann eine große Bandbreite von unterschiedlichen Illustrationen. Auf Titelblättern und Frontispizen reflektierte man über die Grundlagen des in der Enzyklopädie gesammelten Wissens, indem man die sieben freien Künste allegorisch darstellte. Baumdiagramme veranschaulichten den Zusammenhang der einzelnen Fächer, Funktionsdiagramme zeigten zum Beispiel, wie ein Flaschenzug funktioniert. Widmungen präsentierten einen reichen Gönner oder Schirmherr, Kupferstiche leiteten einen neuen Band ein. Beliebt waren auch Tabellen, zum Beispiel zu Planetenbewegungen.
Bilder wurden entweder im Text an die geeignete Stelle eingefügt oder auf gesonderten Bildtafeln geliefert; der Brockhaus-Verlag brachte 1844–1849 und auch noch später eigens einen Bilder-Atlas zum Conversationslexikon heraus und nannte ihn im Untertitel Ikonographische Encyclopädie der Wissenschaften und Künste. Bildtafeln oder gar Bildbände wurden oftmals der Qualität wegen gesondert vom Rest gedruckt, da Bilder zuweilen einen besonderen Druck oder besonderes Papier verlangten. Mit der zunehmenden Verbesserung der Drucktechnik kamen mehr und mehr Bilder in die Enzyklopädien. Schließlich wurden im 20. Jahrhundert reich illustrierte Werke nicht mehr ausdrücklich als „illustriert“ angepriesen, so selbstverständlich war die Bebilderung geworden. Etwa seit den späten 1960er-Jahren waren die Abbildungen einiger Enzyklopädien vollständig in Farbe gehalten.
Die 19. Auflage des Brockhaus (1986–1994) hatte 24 Bände mit insgesamt 17.000 Seiten. Darin befanden sich 35.000 Abbildungen, Karten und Tabellen. Ein dazugehöriger Weltatlas beinhaltete 243 Kartenseiten.

### Anhänge und Ausstattung
Seit dem 18. Jahrhundert erhielten größere Enzyklopädien, wenn schon keine neue Auflage zustande kam, Ergänzungsbände, Supplemente. Der Brockhaus veröffentlichte Mitte des 19. Jahrhunderts Jahrbücher als Ergänzung oder Weiterführung des eigentlichen Lexikons. Ab 1907 gab Larousse die Monatsschrift Larousse mensuel illustré heraus. Mehr zur Kundenbindung diente die Zeitschrift Der Brockhaus-Greif, die der Verlag von 1954 bis 1975 unterhielt. Ein Sonderband konnte dazu dienen, besondere geschichtliche Ereignisse zu behandeln, wie den Deutsch-Französischen Krieg 1870/1871 oder den Ersten Weltkrieg.
Anhänge in eigenen Bänden konnten auch Bildbände, Atlanten oder Wörterbücher sein, die aus der Enzyklopädie ein umso vollständigeres Kompendium machten. CD-ROMs, Internetzugänge und USB-Sticks schließlich wurden zunächst als Zugabe für die gedruckte Version angeboten. Ein Versuch, den Wert des Gesamtwerks zu erhöhen, stellten die Künstlerausgaben des Brockhaus dar, wie die seit 1986 von Friedensreich Hundertwasser gestaltete, auf 1800 Exemplare limitierte Ausgabe. Der Ladenpreis betrug 14.000 DM (gegenüber etwa 4000 DM für die normale Ausgabe). Die Einbände zeigten, nebeneinander auf dem Regal stehend, zusammen ein neues Bild.

### Lieferung

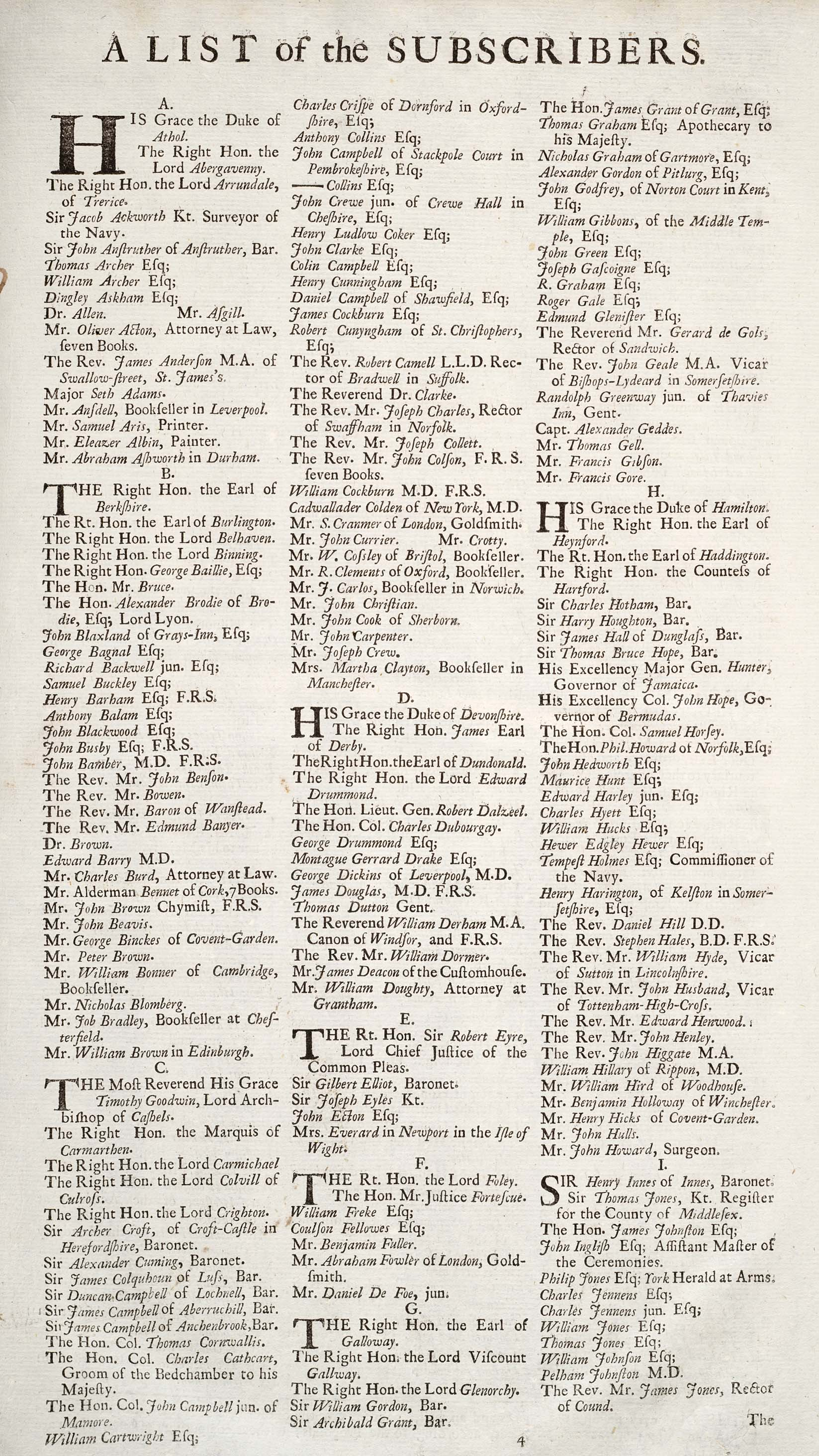
„A list of the subscribers“ in der Cyclopaedia, 1728

In der Regel wurden Bücher nach Fertigstellung erworben und bezahlt. Bei größeren Projekten jedoch war es im 18. Jahrhundert üblich, zunächst Subskribenten zu werben und erst danach das Werk zu drucken; eventuell wurde es stückweise in Raten ausgeliefert. Hatte der Käufer alle Auslieferungen beisammen, konnte er damit zu einem Buchbinder gehen. Ein Subskribent (wörtlich: jemand, der unterschreibt) bezahlte im Voraus. So hatte der Verleger bereits ein Kapital, mit dem er erste Ausgaben bewältigen konnte. Je nach Subskriptionsmodell zahlte der Subskribent möglicherweise eine Anzahlung und dann noch pro ausgeliefertem Teil. Zusätzlich hoffte der Verleger, dass weitere Kunden das Werk kauften. Die Veröffentlichung bekannter Subskribenten vorne im Werk sollte verkaufsfördernd wirken, ähnlich wie die Widmung des Werkes an eine hochgestellte Persönlichkeit.
Im Falle der ersten Ausgabe der Encyclopaedia Britannica kündigte im Juli 1767 ein Prospekt das Vorhaben der Öffentlichkeit an. Im Februar 1768 ließen die Verleger verlautbaren, dass das Werk in einhundert wöchentlichen Auslieferungen kommen sollte, jeweils mit 48 Seiten. Am Ende sollten es, gebunden, sechs Bände im Oktavformat werden. Auf einfachem Papier kostete eine Auslieferung sechs Pence und acht auf besserem. Bald darauf änderten die Herausgeber das Format auf Quarto, woraus sich drei Bände ergaben. Der Grund dafür war das höhere Prestige von Quarto und vielleicht auch der indirekte Einfluss eines Konkurrenzproduktes. Im Dezember 1768 kam der erste Teil heraus, und nach der Auslieferung des letzten 1771 erhielt man Vorwort und Titelseiten für jeden der drei Bände sowie eine Anleitung für den Buchbinder. Im August 1771 konnte man das gesamte set für zwei Pfund und zehn Schillinge kaufen (drei Pfund, sieben Schillinge bei besserem Papier).
Im 19. Jahrhundert konnte man beispielsweise bei Meyers Konversations-Lexikon zwischen mehreren Liefermodellen wählen. Die dritte Auflage von 1874 bis 1878 bestand aus fünfzehn Bänden. Der Käufer erhielt wöchentlich eine Lieferung von 64 Seiten, die fünfzig Pfennig kostete; oder aber man bezahlte je 9,50 Mark pro Band. Den Brockhaus in der Jubiläumsausgabe von 1898, siebzehn Prachtbände zu je zehn Mark, zahlte man in Monatsraten von drei bis fünf Mark oder in Vierteljahresraten von neun bis fünfzehn Mark. Es gab keine Anzahlung, erst nach drei Monaten musste man die erste Rate zahlen. Subskriptionsmodelle kannte man letztlich bis ins 21. Jahrhundert. Es war aber seit dem 20. Jahrhundert gängig, dass man fertig gebundene Bände erhielt.
Nelson’s perpetual loose-leaf encyclopaedia von 1920 war eine Loseblattsammlung in zwölf Bänden. Zweimal im Jahr erhielt der Käufer einige neue Seiten geliefert, mit denen er Seiten veralteten Inhalts ersetzen konnte. Die Encyclopédie française (1937–1957) nahm die Idee auf, die sich aber nicht durchsetzen konnte.
Meyers Enzyklopädisches Lexikon in 25 Bänden brauchte für die Produktion und Auslieferung insgesamt acht Jahre von 1971 bis 1979. In den Bänden 4, 7, 10, 13, 16, 19 und 22 wurden Nachträge angefügt, welche die zwischenzeitlichen Aktualisierungen zu den vorangegangenen Bänden enthielten. 1985 erschien schließlich noch ein Nachtragsband (Band 26).

## Autoren und Leser
Der Autor einer Enzyklopädie heißt Enzyklopädist oder Enzyklopädiker, wobei dieser Begriff auch für einen Wissenschaftler der Enzyklopädik gebraucht wird, der keine Enzyklopädie schreibt, sondern Enzyklopädien und ihre Entstehung erforscht. Herausgeber und Mitarbeiter der Encyclopédie (Frankreich 1782 bis 1832) wurden die Enzyklopädisten genannt.

### Urheberrecht und Plagiate

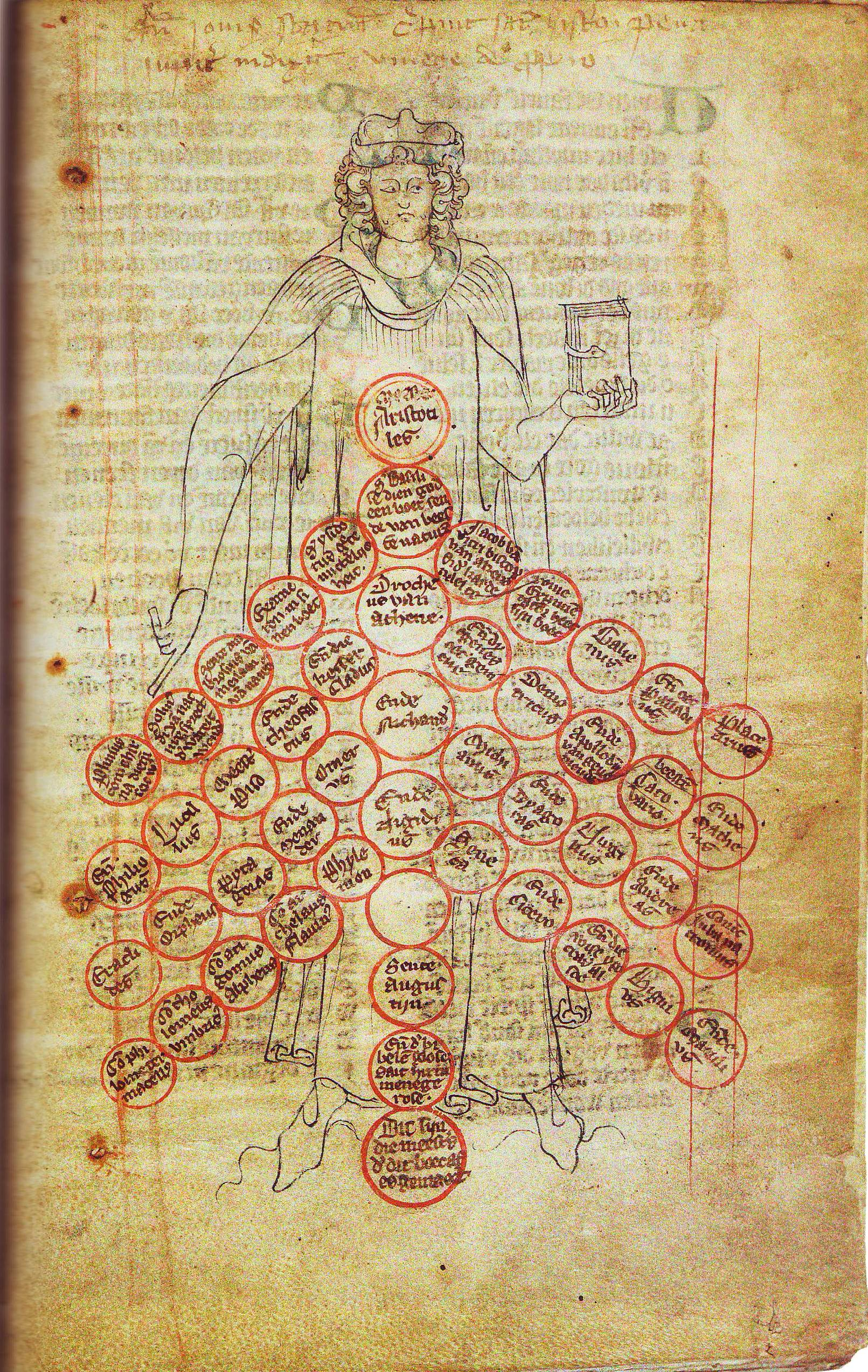
Jacob van Maerlants Der naturen bloeme (13. Jahrhundert) mit Offenlegung seiner Quellen. Der oberste Kreis enthält den Namen von Aristoteles.

Ein Urheberrecht im modernen Sinne gab es vor dem 19. Jahrhundert nicht. Dennoch besteht seit der Antike der Begriff des Plagiats, als ungekennzeichnete Übernahme fremder Texte. Bis ins 18. Jahrhundert war es gängig, Enzyklopädien vor allem als Zusammenstellung älterer Texte zu sehen. Dabei wurden die Autoren manchmal genannt, oft aber auch nicht. In der Antike und im Mittelalter stand der Gedanke im Vordergrund, sich bei den alten Weisen zu bedienen und von deren reinem, unverfälschtem Wissen zu lernen. Mit der Renaissance wurde die Vorstellung eines originalen Autors wichtiger.
Plagiate galten beispielsweise im 18. Jahrhundert teilweise als anrüchig, waren aber nicht verboten. Allenfalls anhand des Druckprivilegs konnte der Herausgeber Nachdrucke untersagen. Dabei handelte es sich um eine obrigkeitliche Erlaubnis, überhaupt ein bestimmtes Buch drucken zu dürfen. Nachdrucke konnten aber höchstens im eigenen Land unterbunden werden und wurden oftmals im Ausland gedruckt und dann zum Teil über Schmuggel verbreitet.
Dennis de Coetlogon zum Beispiel gab zwar zu, kopiert zu haben, behauptete aber trotzdem, er sei der Autor seiner Universal history. Nimmt man dies wörtlich, so hat er sie anscheinend selbst mit der Hand, ohne Helfer, geschrieben. Wenn in der ersten Ausgabe der Encyclopaedia Britannica eine „List of Authors“ erschien, dann war damit nicht etwa gemeint, dass jene Personen bewusst für diese Enzyklopädie geschrieben hätten. Vielmehr hatte der Redakteur William Smellie sich aus ihren Werken bedient.
Im Artikel „Plagiaire“ beschrieb die große französische Encylopédie das Phänomen des Plagiats. Man beeilte sich anzumerken, dass Lexikografen sich wohl nicht an die üblichen Gesetze des Mein und Dein halten müssten, jedenfalls nicht jene, die ein dictionnaire des arts et des sciences verfassten. Schließlich gäben sie nicht vor, Originales zu schreiben. Der Text hatte größte Ähnlichkeit mit dem Artikel „Plagiary“ in Chambers’ Cyclopaedia eine knappe Generation zuvor, und dieser wiederum ging auf das Dictionnaire von Antoine Furetière (1690) zurück.
| Chambers’ Cyclopaedia, 1728 | Encyclopédie, 1751–1772 |
| --- | --- |
| PLAGIARY […] | PLAGIAIRE […] |
| Among the Romans, Plagiarius was properly a Person who bought, sold, or retain’d, a free Man for a Slave; so call’d, because the Flavian Law condemned such a Person to be whipp’d, ad plagas. See SLAVE.         | Chez les Romains on appelloit plagiaire une personne qui achetoit, vendoit ou retenoit comme esclave une autre personne libre, parce que par la loi Flavia, quiconque étoit convaincu de ce crime, étoit condamné au fouet, ad plagas. Voyez esclave.                   |
| Thomasius has an express Treatise de plagio litterario; wherein he lays down the Laws and Measures of the Right which Authors have to one anothers Commodities.                                                   | Thomasius a fait un livre de plagio litterario, où il traite de l’étendue du droit que les auteurs ont sur les écrits des uns des autres, & des regles qu’on doit observer à cet égard.                                                                                 |
| Dictionary-Writers, at least such as meddle with Arts and Sciences, seem exempted from the common Laws of Meum and Tuum; they don’t pretend to set up on their own bottom, nor to treat you at their own Cost […] | Les Lexicographes, au moins ceux qui traitent des arts & des sciences, paroissent devoir être exemts des lois communes du mien & du tien. Ils ne prétendent ni bâtir sur leur propre fonds, ni en tirer les matériaux nécessaires à la construction de leur ouvrage […] |

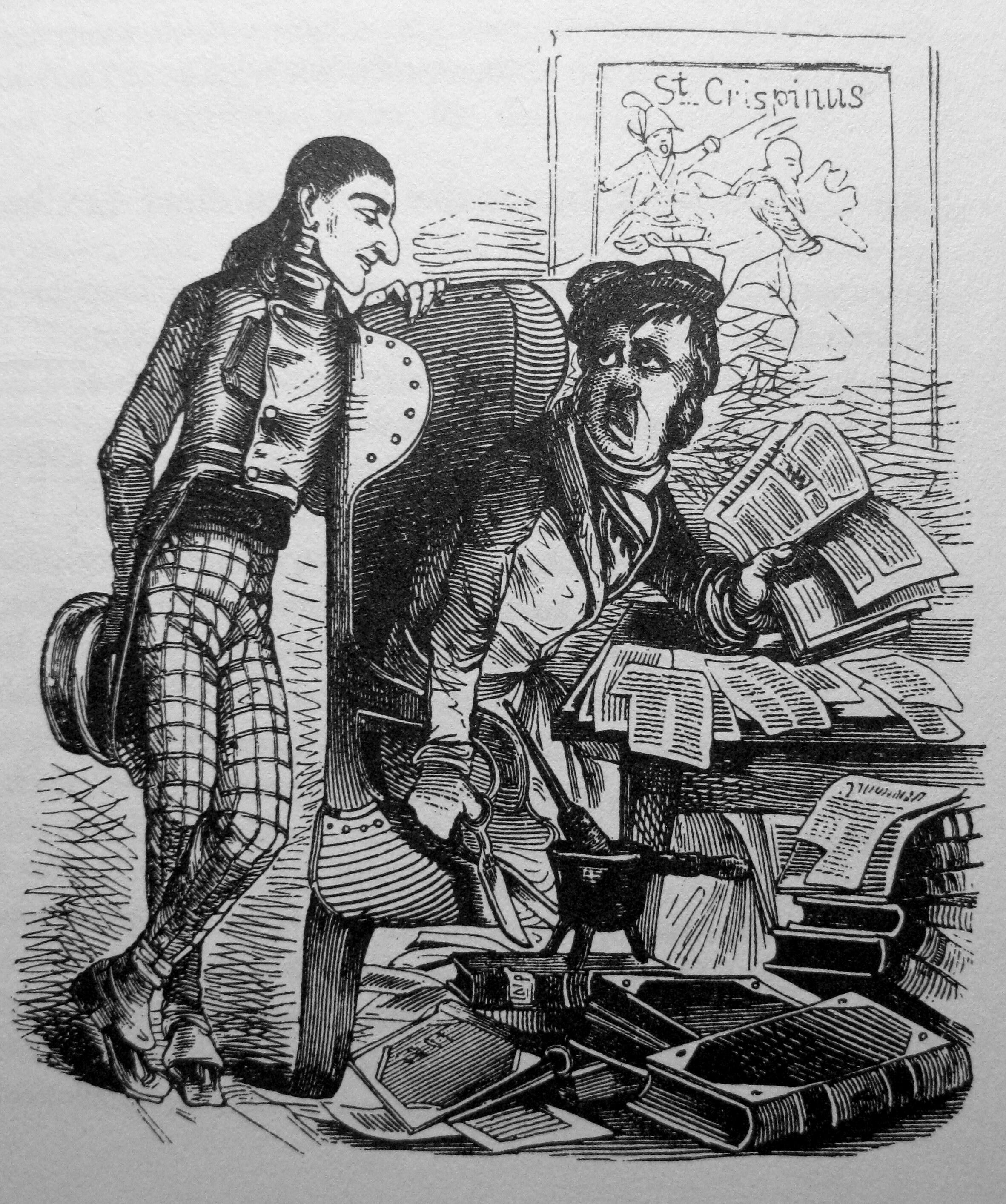
Der Büchermacher, Karikatur in Leuchtkugeln, Münchner Zeitschrift von 1848–1850.
„Schauen’s mein Bester, es ist zwar eine saure Arbeit, aber das Werk lobt den Meister.“
„Erlauben Sie mir, was machen Sie denn da?“
„Eine Realenzyklopädie für das gebildete Deutschland.“

Der Zedler schreibt unter dem Lemma „Nachdruck derer Bücher“:

„Nachdruck derer Bücher, ist eigentlich nicht viel besser, als ein heimlicher, wo nur nicht öffentlicher Diebstahl, und geschiehet insgemein nur von denen Affter-Buchhändler, oder besser zu sagen, von blossen Pfuschern der sonst allerdings so edlen, als nützlichen Buchhändler-Zunfft, welche sich nemlich mehrentheils nur aus toller Ehrsucht, oder vielmehr höchst straffbarer Geld-Begierde an den Druck, und […] an den Verlag solcher Bücher wagen, zu welchen sie weder Recht noch Erlaubniß haben […]“

Dieser Text selbst war einem zeitgenössischen Buch entnommen worden. Im 19. Jahrhundert war es dann nicht mehr möglich, eine Enzyklopädie mit der Schere zu verfassen, wie William Smellie noch über sich selbst gescherzt haben soll. Zumindest bei den allgemeinen Enzyklopädien gab es dies nach 1860 nicht mehr. Trotzdem war die gegenseitige Beeinflussung der konkurrierenden Verlage groß, auch, weil Fakten an sich (wie die Höhe eines Berges) nicht urheberrechtlich geschützt sind.

### Autoren

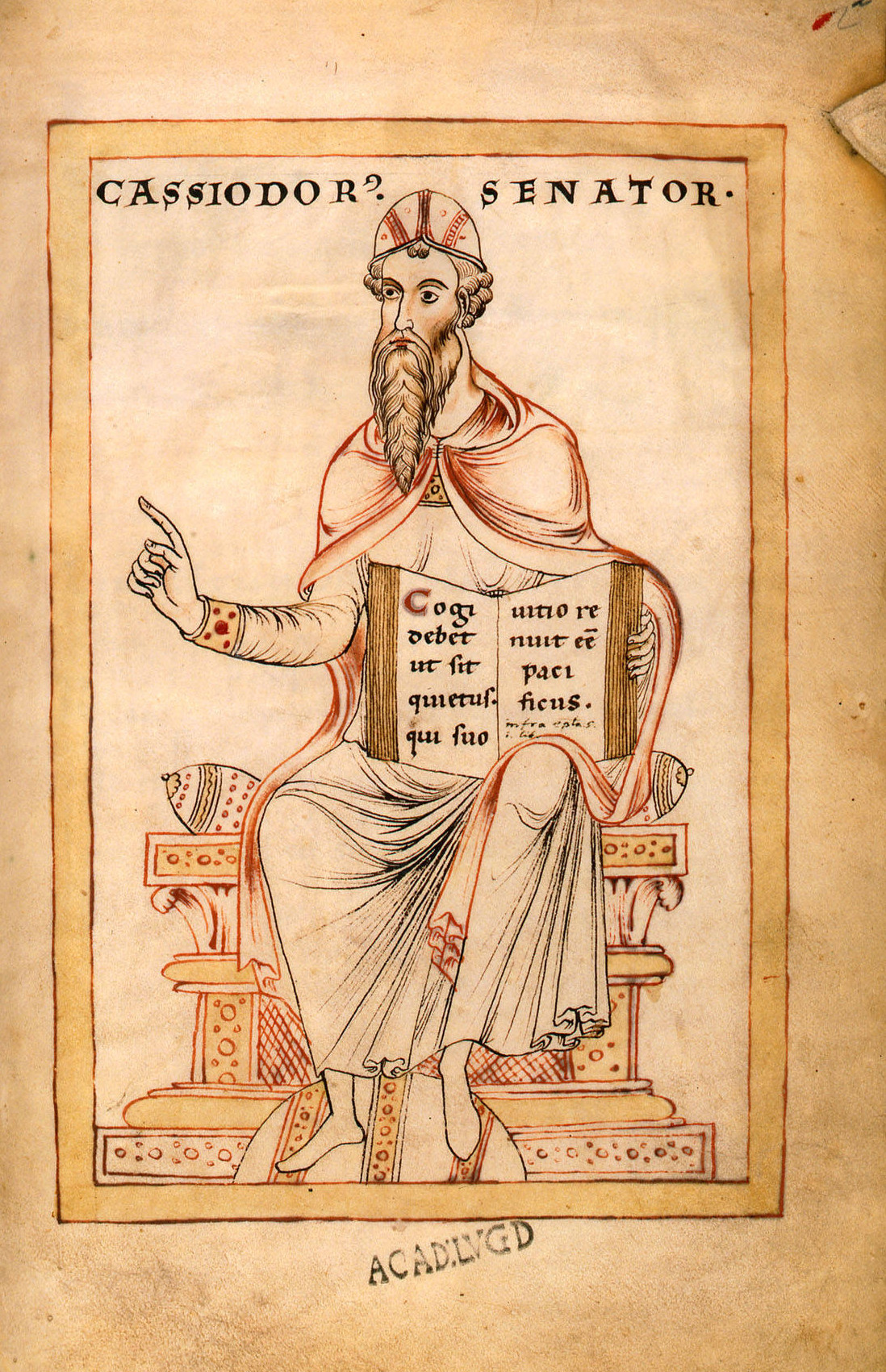
Cassiodor, ein frühmittelalterlicher Enzyklopädist

#### Einzelautoren und Kleingruppen
Gilt bei antiken Werken meist eine Person als der Autor, so ist im Mittelalter der Autor nicht immer leicht greifbar. Mit dem antiken Argument der modestia (Bescheidenheit) bezeichnen sich die Autoren des Mittelalters oft als zu unwürdig, um ihren Namen zu nennen. Sie sahen sich als bloße Vermittler gottgewollten Wissens. Gerade Laien aber, wie König Alfons der Weise oder der Notar Brunetto Latini, neigten im Gegenteil zur Selbststilisierung. Einige Werke sind in Arbeitsgemeinschaften entstanden, wobei dann die leitende Persönlichkeit stellvertretend für die Mitarbeiter genannt wurde.
Die Autoren verstanden sich als Kompilatoren (Zusammensteller), als Übersetzer, die bewährte lateinische Werke einem größeren Publikum eröffneten. Eine neue Generation um 1300 brachte dann auch eigene Gedanken ein. Dies waren ebenfalls oft Laien, oft aus Italien, wo der Klerus eine weniger große Rolle als anderswo spielte. Die Autoren waren meist Männer; Frauen waren nur innerhalb von Klöstern enzyklopädisch tätig.

#### Redaktionen
Im 19. Jahrhundert kam es nicht nur zum modernen Begriff des Autors, sondern auch zu einer erheblichen Spezialisierung. Die erste Auflage der Encyclopaedia Britannica wurde noch großteils von den Herausgebern geschrieben (beziehungsweise abgeschrieben). Doch Archibald Constable, der sie 1810 gekauft hatte, setzte auf wissenschaftliche Autoritäten, die auch namentlich genannt wurden. In Deutschland war die Entwicklung beim Brockhaus vergleichbar. Für nicht gekennzeichnete Artikel war die Redaktion verantwortlich. Generell mussten die Autoren sich dem Gesamtwerk unterordnen. Vor allem nach 1830 bemühten sich die Verlage um Experten. Waren die Autoren nicht genannt (wie bei den meisten Enzyklopädien), konnte es damit zu tun haben, dass diese Werke allzu sehr aus älteren Werken abgeschrieben waren. Beliebt war der Trick, als Herausgeberin eine „Gesellschaft von Gelehrten“ anzugeben.

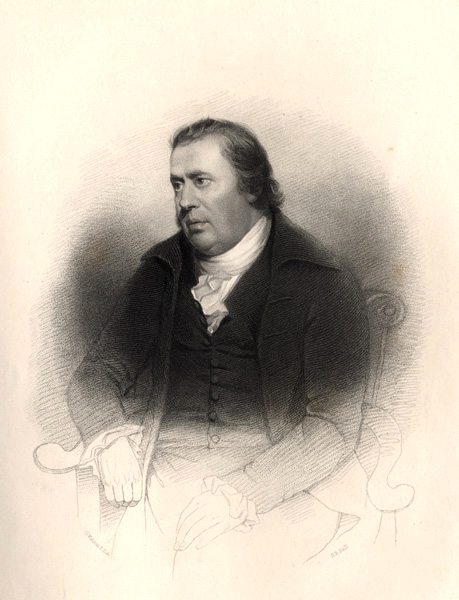
William Smellie, der mit 28 Jahren Redakteur der ersten Auflage der Encyclopaedia Britannica wurde.

Ulrike Spree: „Der universalistisch gebildete Lexikonautor, der Artikel zu einer ganzen Palette von Themengebieten bearbeitete, gehörte immer mehr der Vergangenheit an.“ Das gab es allenfalls noch bei ein- oder zweibändigen Werken. Trotz einiger großer Namen waren die meisten genannten Autoren unbekannte Leute. Viele haben für mehrere Enzyklopädien geschrieben. Eine der seltenen Enzyklopädien mit Autorennennung war der Ersch-Gruber und im 20. Jahrhundert beispielsweise Collier’s Encyclopedia.
Thomas Keiderling zufolge seien im Brockhaus die Autoren anonym geblieben, weil die Artikel objektiv sein und keine Meinung einzelner wiedergeben sollten. Einige Autoren wollten nicht genannt werden, weil sie kontroverse Themen behandelten. Außerdem haben Redakteure die Beiträge überarbeitet und sind so Mitautoren geworden. Die Namensnennung hielt man nur bei namhaften Autoren für sinnvoll, es sei aber weder möglich noch wünschenswert gewesen, für jeden Artikel die herausragendsten Wissenschaftler zu engagieren. Bei einem solchen Anspruch wären redaktionelle Eingriffe wiederum bedenklich gewesen.
1879 beschrieb eine Wochenzeitschrift, wie bei Meyer das Konversations-Lexikon erstellt wurde. In der Hauptleitung in Leipzig wurden die 70.000 Artikel aus der vorherigen Ausgabe ausgeschnitten und auf Papier geklebt. Notizensammler werteten circa fünfzig Zeitungen aus und erfragten Daten von Behörden und Institutionen. In verschiedenen Universitätsstädten gab es Spezialredaktionen, und Autoren, die für ein jeweiliges Fachgebiet angeworben waren, arbeiteten die Artikel um. Weibliche Autoren gab es immer noch kaum. Eine Ausnahme machte die britische Chambers Encyclopaedia, die aus einer Übersetzung hervorgegangen war: Übersetzungen waren oft Frauenarbeit.

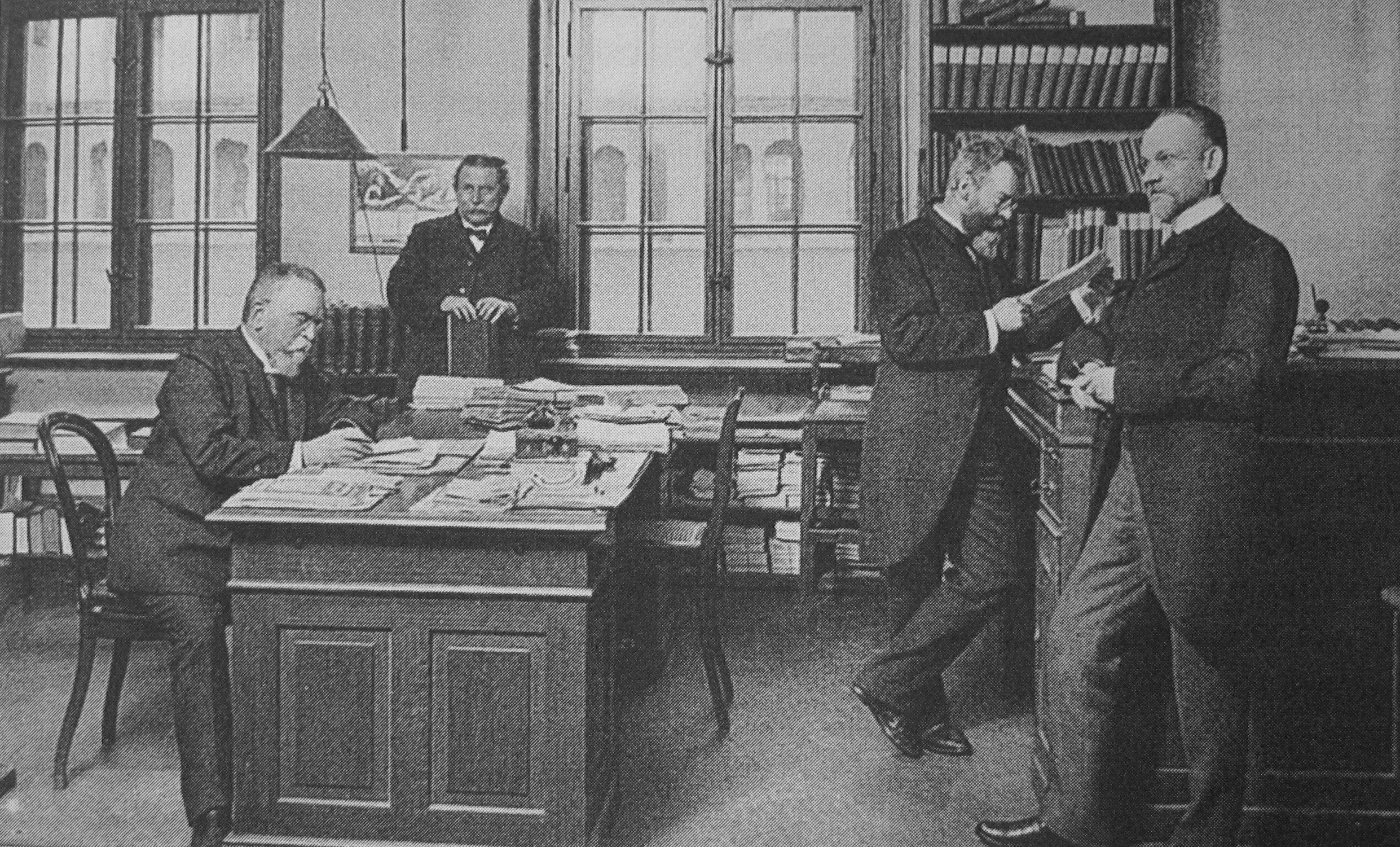
Redakteure von Meyers Konversations-Lexikon im Büro in Leipzig, 1913

Da die Hochschulen überfüllt waren, war die enzyklopädische Mitarbeit für viele Absolventen attraktiv. Typischerweise sah ein Lexikonredakteur sich als nicht öffentlich in Erscheinung tretender Generalist. Das Mitarbeiterverzeichnis des Meyer im Jahre 1877 führte 32 Autoren im Fach Geschichte namentlich auf. Alle waren promoviert, 14 davon Professoren. An der Konzeption der 15. Auflage des Großen Brockhaus (zwanzig Bände, 1928–1935) waren 57 Personen beteiligt: 22 Redakteure, zehn Büroangestellte, fünf Mitarbeiter der Bildabteilung, 15 Sekretärinnen, drei Kontorburschen. Über tausend Autoren verfassten 200.000 Artikel mit 42.000 Abbildungen, davon waren vierhundert gelegentliche und sechshundert regelmäßige Autoren. Der Verlag standardisierte Anschreiben, informierte die Autoren mit Rundschreiben und Merkblättern zu Rechtschreibfragen, Literaturangaben, Abkürzungen und Sonderzeichen. Man erhielt ein Bogenhonorar oder Pauschalbeträge nach Umfang. Weiterhin war die Anonymität vertraglich festgeschrieben.
Für das altertumswissenschaftliche Fachlexikon Der Neue Pauly stellte ein Erfahrungsbericht 1998 fest, dass die Anzahl der Mitarbeiter sehr hoch gewesen sei – des großen Spezialisierungsdrucks wegen: „Es gibt zahlreiche von mehreren Autoren verfaßte ‚Komposit-Artikel‘, da sich für übergreifende Themen oder ‚Dachartikel‘ kaum noch ‚Generalisten‘ finden lassen. Die Einheitlichkeit der Konzeption eines Artikels – um von dem Werk im ganzen zu schweigen – ist hierdurch gefährdet.“ Neunzehn Fachredaktionen erarbeiteten gemeinsam eine Gesamtlemmaliste und koordinierten die Kommunikation mit den über siebenhundert Autoren.
Die Wikipedia wird von Freiwilligen geschrieben und redigiert. Sie beteiligen sich aus Interesse an einem Thema oder aus Idealismus. Außerdem schließen sie sich einer Gemeinschaft an, in der sie Wertschätzung erhalten. Die Wikipedia-Freiwilligen sind höhergebildet und etwa zur Hälfte unter dreißig Jahren alt.

#### Prominente Autoren
Im 19. und 20. Jahrhundert kam es dazu, dass Enzyklopädien bekannte Wissenschaftler oder andere Prominente gewonnen haben. Berühmte Autoren der Encyclopaedia Britannica waren unter anderem der Schriftsteller Walter Scott, der Bevölkerungswissenschaftler Robert Malthus und der Wirtschaftswissenschaftler David Ricardo. Im deutschsprachigen Raum der 1970er-Jahre beispielsweise integrierte Meyers Konversations-Lexikon längere Beiträge von Prominenten. Einleitend schrieb der Wissenschaftstheoretiker Jürgen Mittelstraß „Vom Nutzen der Enzyklopädie“. Der ehemalige SPD-Bundesminister Carlo Schmid verfasste den Beitrag „Demokratie – die Chance, den Staat zu vermenschlichen“, und der ehemalige FDP-Bundeswirtschaftsminister Hans Friedrichs schrieb über die „Weltwirtschaft“.
Zu einem Problem wird dies, wenn die Prominenten Teil des öffentlichen Diskurses über ihr Fach sind. Es fällt ihnen möglicherweise schwer, einen neutralen, überblickenden Standpunkt zu beziehen. In einem Erweiterungsband der Encyclopaedia Britannica (1926) schrieb Leo Trotzki den Artikel über Lenin. Der ehemalige Kriegskommissar Trotzki war Lenins enger Mitarbeiter gewesen, und die Bezugnahme auf den bereits verstorbenen Lenin war ein wichtiges Instrument im politischen Streit zwischen Trotzki, Stalin und weiteren sowjetischen Politikern.

#### Bezahlung
Generell wurden die Mitarbeiter von Enzyklopädien eher schlecht bezahlt. William Smellie erhielt für die Arbeit an der ersten Ausgabe der Encyclopaedia Britannica die Summe von zweihundert Pfund. Für vier Jahre Teilzeitarbeit war dies weder großzügig noch armselig, so Jeff Loveland, aber im Vergleich weniger, als Diderot für die größere und langwierigere Arbeit an der Encyclopédie bekam. Bei Chambers im 19. Jahrhundert lag das Jahresgehalt der Redakteure bei der unteren Grenze des Mittelstandes.
Im 20. Jahrhundert, berichtet Einbinder von der Encyclopaedia Britannica, hätten sich viele Gelehrte gern beteiligt, konnten es sich aber nicht leisten, für so wenig Geld (zwei Cent pro Wort) zu schreiben. Das gelte besonders für die Geisteswissenschaften. Zwar sei die Mitarbeit aus Gründen des Prestiges sehr begehrt, doch viele hätten nur einen Artikel beitragen wollen. Überhaupt bemängelte Einbinder einen vorrangig kommerziellen Charakter der Encyclopaedia Britannica, bei der die Gutverdiener des Verlages die Haustürverkäufer waren, und nicht etwa die Autoren.

### Leser

#### Bis zum 18.Jahrhundert

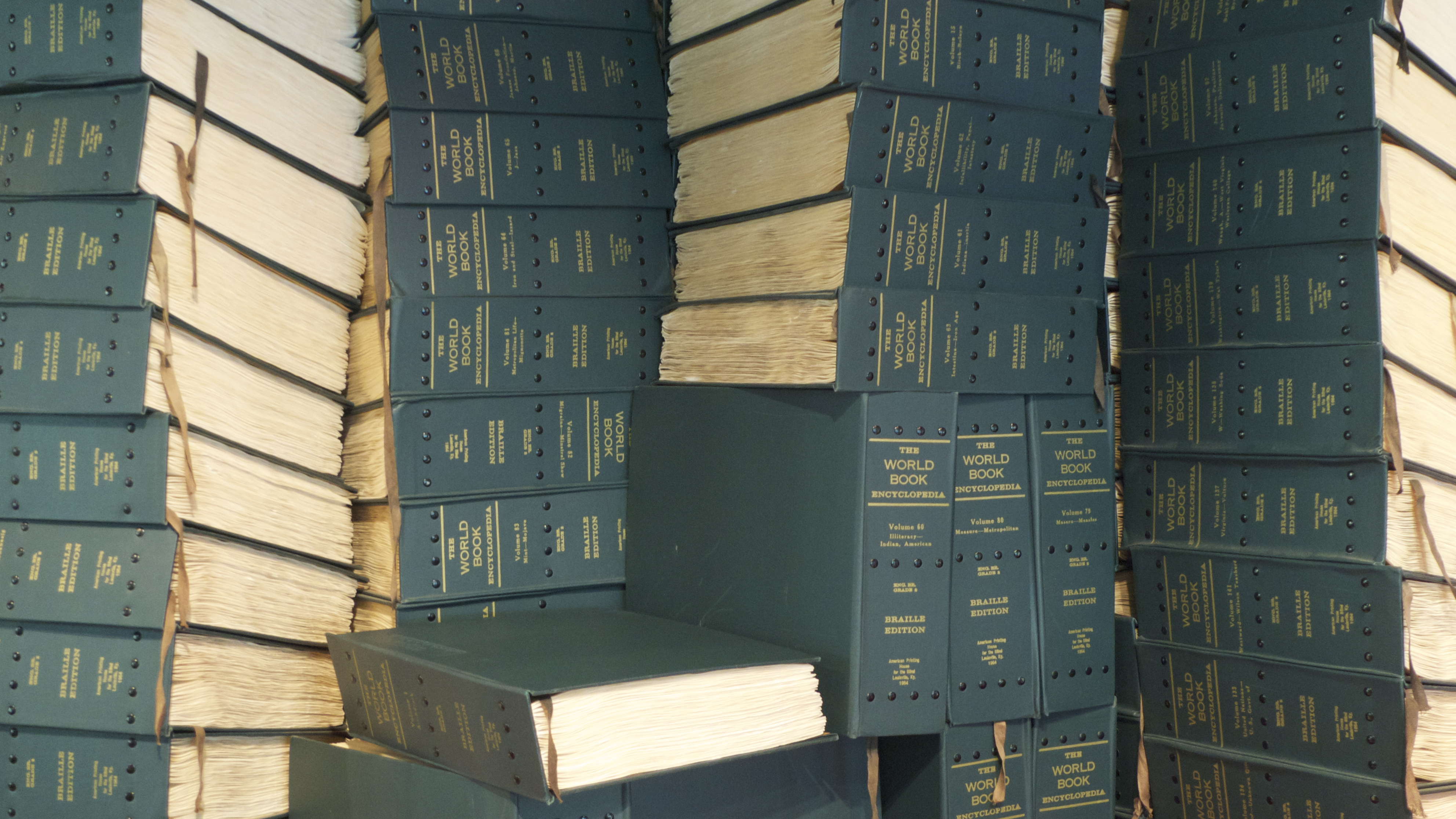
World Book Encyclopedia von 1959 in einer Braille-Version, 145 Bände

Ein Text kann nur dann Leser finden, wenn Menschen des Lesens kundig sind, wenn sie Zeit zum Lesen haben und wenn sie sich den Lesestoff leisten können. Das hat den Kreis der möglichen Leser historisch stark eingeschränkt, noch davon abgesehen, ob die Menschen überhaupt Interesse am Inhalt hatten. Dennoch gab es Wege, die Barrieren zu überwinden: Texte wurden früher laut gelesen, so dass Leseunkundige mithören konnten, reiche Leute stellten ihre Bibliotheken einem größeren Kreis zur Verfügung, oder Gruppen von Menschen schafften sich gemeinsam Bücher an. Erst im 19. Jahrhundert weitete sich der Kreis in Europa wesentlich aus, dank staatlich geförderter Schulen und billigerer Bücher: Um 1900 konnten neunzig Prozent der Deutschen, Franzosen, Engländer und US-Amerikaner lesen. Andere Erdteile blieben zurück, in Russland war dazu nur ein Drittel der Männer in der Lage.
Plinius schrieb die Naturalis historia für die Volksmassen, wie Bauern und Handwerker, so behauptete er es in der an den Kaiser gerichteten Widmung. Jedenfalls sei sie für jeden, der die Zeit aufbringe, zu lesen. Seine Aussage ist so zu interpretieren, dass er an diejenigen dachte, die ein einfaches Leben in der Natur führen, entsprechend den von ihm geschätzten römischen Tugenden. Insgesamt wollte er jedoch alle Bürger des Reiches ansprechen, so wie sein Werk das Reich universal beschrieb.
Auch die Verfasser von mittelalterlichen Enzyklopädien haben sich meist an einen offenen Leserkreis gerichtet, zumindest den Vorworten zufolge. Alle Leser sollten angesprochen sein, nicht gefiltert nach ihrem sozialen Status oder ihrem Bildungsgrad. In der Praxis jedoch ist beispielsweise das Elucidarium anscheinend fast nur von Geistlichen gelesen worden. Der Livre de Sidrac hingegen wurde nur von Adligen rezipiert, jedenfalls befand das Buch sich (den Besitzvermerken zufolge) nie in Klosterbibliotheken. Einen sehr kleinen Adressatenkreis hatte der Hortus Deliciarum: Die Äbtissin Herrad von Landsberg ließ ihn im 12. Jahrhundert nur für ihre Nonnen schreiben. Erst 350 Jahre später wurde das reich illustrierte Werk außerhalb der Klostermauern bekannt.
Dennis de Coetlogon hat sich für seine Universal history (1745) wohl eine gehobene Leserschaft vorgestellt, mit Themen wie der Falknerei, die für Adlige gedacht waren. Über Handwerker, Diener und die niederen Stände schrieb De Coetlogon wiederholt despektierlich. Dennoch waren unter den Subskribenten nicht nur Kaufleute, Beamte und Geistliche, sondern auch einige Handwerker, die ungewöhnlich wohlhabend gewesen sein müssen.
Die große französische Encyclopédie wurde eher im städtischen als im ländlichen Frankreich gelesen, eher in alten Städten mit kirchlichen und staatlichen Bildungseinrichtungen als in den neuen Städten, in denen sich bereits Industrie ansiedelte. Die Leser gehörten zur Oberschicht, zu den Vertretern des kirchlichen und des adligen Standes. Sie waren Beamte, Offiziere und nur selten Unternehmer. Spätere, billigere Ausgaben wurden zum Teil auch Besitz von Anwälten und Verwaltern in der Mittelschicht. Paradoxerweise erreichte dieses Werk des Fortschritts vor allem die Stände, die unter der Revolution von 1789 zu leiden hatten. Außer in Frankreich verkaufte sich die Encyclopédie (besonders in den späteren Auflagen) auch in den angrenzenden französischsprachigen Gebieten, Italien, den Niederlanden und Westdeutschland, weniger in London oder Kopenhagen, wenngleich einige sets sogar nach Afrika und Amerika kamen.

#### Seit dem 19.Jahrhundert
Großenzyklopädien wie die von Brockhaus und Meyer im 19. Jahrhundert richteten sich an das Bildungs- und Besitzbürgertum; diese Schichten waren nicht zuletzt wegen der Kreditwürdigkeit bevorzugte Zielgruppen für die Haustürverkäufer. Beim 17-bändigen Meyers Konversations-Lexikon von 1893 bis 1897 waren von je hundert Käufern: 20 Verkehrsbeamte, 17 Kaufleute, 15 Militärs, 13 Lehrer, neun Baubeamte/Techniker, sechs Verwaltungsbeamte, fünf Gutsbesitzer, drei Justizbeamte, drei Künstler, drei Privatiers, zwei Wirte, 1,5 Ärzte, ebenfalls 1,5 Studenten und ein Rechtsanwalt.
Noch 1913 meinte Albert Brockhaus: Wenn man von hundert Millionen Deutschsprachigen in Europa als möglichen Käufern ausgehe, müsse man bereits fünfzig Millionen Frauen und fünfundzwanzig Millionen Kinder abziehen. Damals setzten Brockhaus und Meyer zusammen gerade einmal dreißig- bis vierzigtausend Exemplare um. Doch schon in den Jahren nach dem Ersten Weltkrieg richtete der Brockhaus-Verlag sich zunehmend an Frauen sowie die ärmere Bevölkerung und versuchte Begriffe verständlicher einzuführen. Konfessionell getrennte Darstellungen bei religiösen Stichwörtern kamen bei Katholiken gut an. Man konzipierte in den 1920er-Jahren auch Volksausgaben. Die Auflage des Großen Brockhaus von 1928 bis 1935 wurde in erster Linie von Hochschullehrern gekauft, auf den nächsten Rängen folgten Apotheker, Rechtsanwälte, Studienräte, Ärzte, Volksschullehrer, Zahnärzte, Geistliche und Architekten, auf Platz zehn standen die Ingenieure.
Für den Großen Brockhaus in den 1950er-Jahren galt, dass fast ein Drittel seiner Käufer Lehrer waren oder aus kaufmännischen Berufen stammte. Bundespräsident Theodor Heuss berichtete 1955, er habe den Großen Brockhaus in seinem Arbeitszimmer hinter sich, und neben sich auf dem Schreibtisch den kleinen.

#### Besondere Zielgruppen
Eine besondere Zielgruppe konnten Frauen sein, so bei den Frauenzimmerlexika, wie das Damen Conversations Lexikon von 1834, die eine Tradition des 18. Jahrhunderts fortführten. Sie sollten nicht ermüdend Tatsachen aufzählen, sondern anschaulich und romantisch sein, ausführlich dort, wo die Themen die weibliche Sphäre berührten. Staat und Politik fehlten in ihnen völlig. Auch entstanden ab dem frühen 19. Jahrhundert sogenannte Hauslexika, die sich speziell Themen der praktischen Lebensbereiche widmeten.
Eigene Nachschlagewerke gab es auch für Kinder, wenngleich sie lange Zeit selten waren (rechnet man nicht eigentliche Lehrbücher hinzu). Vor dem 19. Jahrhundert war wohl die Pera librorum juvenilium (Sammlung von Büchern für die Jugend, 1695) von Johann Christoph Wagenseil das einzige Werk dieser Art. Dann brachte Larousse 1853 die Petite Encyclopédie du jeune âge heraus, aber die nächste erschien im Verlag erst 1957. Arthur Mee (1875–1943) brachte 1910/1912 eine moderne Kinderenzyklopädie auf Englisch heraus, die in Großbritannien The Children’s Encyclopaedia und in den USA The Book of Knowledge genannt wurde. Die reich bebilderten Artikel waren lebhaft geschrieben. Von großem Erfolg war auch die World Book Encyclopedia (seit 1917/1918). Der Erste Weltkrieg unterbrach die Planung für eine Britannica Junior, sie erschien erst 1934. Der Britannica-Verlag kam dann noch mit mehreren Kinderenzyklopädien hervor. Mein erster Brockhaus war in den 1950er-Jahren ein großer Publikumserfolg trotz relativ hohem Preis.

## Kritik

### Oberflächliches Wissen

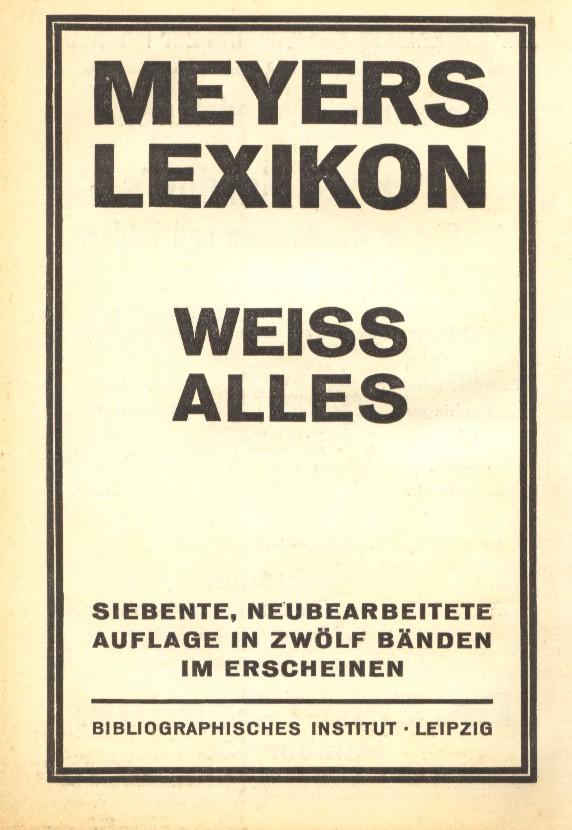
„Meyers Lexikon weiß alles“, Reklame um 1925

Als Enzyklopädien nicht mehr als Lehrbücher, sondern als Nachschlagewerke verstanden wurden, wurde befürchtet, dass die Leser faul würden. Im Vorwort zur Deutschen Encyclopädie (1788) beispielsweise setzte man sich mit dem Gedanken auseinander, dass manche Enzyklopädien Unterricht ohne Mühe, ohne Grundlagenwissen versprächen. Goethe ließ im Lustspiel Die Vögel jemanden sagen: „Hier sind die großen Lexica, die großen Krambuden der Literatur, wo jeder einzelne sein Bedürfnis pfennigweise nach dem Alphabet abholen kann.“
Gerade die Befürworter einer systematischen Anordnung meinten, bei einer alphabetischen Anordnung könnte der Leser sich mit knappem, oberflächlichem Wissen zufriedengeben. Die Antwort der Lexikonmacher lautete, ihre Leser seien schon gebildet.
1896 machte der Journalist Alfred Dove sich über die Oberflächlichkeit lustig, die die Konversationslexika in die Konversation gebracht hätten. Dabei sei es unerheblich, ob man sich dem Brockhaus oder dem Meyer anvertraue, sie seien einander gleich an Charakter und Wert.
Auf die Gläubigkeit gegenüber der gedruckten Autorität ging das kurze Theaterstück Der große Brockhaus ein, das 1905 im Rahmen des 100. Jubiläums von Brockhaus’ Konversations-Lexikon aufgeführt wurde. Der Protagonist schreibt seine Rede über die Gasanstalt aus dem Brockhaus ab und übersieht dabei, dass er bereits aus dem anschließenden Artikel über das Gasthaus übernimmt. Den Zuhörern fällt der Irrtum nicht auf und er kann die Wahl zum Stadtrat dennoch für sich entscheiden. Danach gesteht er gegenüber dem Bürgermeister: „Kinder, was ist der große Brockhaus doch für ein herrliches Buch, sogar wenn man falsch aus ihm abschreibt, klingt’s doch noch richtig.“

### Mangelnde Aktualität
Auch bei grundsätzlich für hochwertig angesehenen Produkten wurde die Kritik laut, dass der Inhalt veraltet sei. Mit dem wissenschaftlichen Fortschritt vor allem seit dem 17. Jahrhundert war dies an sich kaum vermeidbar. Wenn der letzte Band eines Großwerkes erschien, war der erste oft schon mehrere Jahre, wenn nicht Jahrzehnte alt. Überholte Darstellungen konnten jedoch auch ein Versäumnis des Autors oder Herausgebers sein, der sich nicht um die neueste Fachliteratur bemüht hatte.
So behauptete Dennis de Coetlogon in seiner Universal history von 1745 fälschlicherweise, die von ihm verwendeten astronomischen Tafeln seien aktuell. Das hatte zum Teil damit zu tun, dass er aus der Cyclopaedia von 1728 abschrieb. Unter „Agriculture and Botany“ meinte de Coetlogon, dass der Saft in Pflanzen zirkuliere, so wie das Blut in Tieren. Diese Ansicht war bereits im vorherigen Jahrzehnt durch Stephen Hales’ Experimente widerlegt worden.
Ihrer eigenen Reklame zufolge war die Encyclopaedia Britannica stets sehr aktuell. Harvey Einbinder listete in den 1960er-Jahren jedoch zahlreiche Artikel auf, die seit sechs Jahrzehnten oder länger nicht oder kaum verändert wurden. Beispielsweise die Artikel über Hesiod und Mirabeau seien aus den Jahren 1875–1889. In der Ausgabe von 1958 hieß es noch, dass in der polnischen Stadt Tarnopol 35.831 Menschen leben, davon vierzig Prozent Juden. Um das Alter der Artikel zu verbergen, entfernte die Encyclopaedia Britannica die Initialen von Autoren, die bereits verstorben waren. Das Alter war aber zum Teil an den veralteten Literaturhinweisen erkennbar, etwa, wenn 1963 der Artikel „Punic War“ (Punischer Krieg) angeblich aktuelle Forschung vermeldete, dies sich aber auf Veröffentlichungen von 1901 und 1902 bezog.
Einbinder erklärte die veralteten Artikel damit, dass der Britannica-Verlag wesentlich mehr Geld für Reklame ausgab als für die Verbesserung des Inhalts. Selbst bei einer großzügigen Schätzung betrugen die Kosten für Beitragende um 1960 weniger als eine Million Dollar, der Werbe-Etat allein für die USA sah jedoch vier Millionen vor.
Paul Nemenyi schrieb über die Ausgabe von 1950, dass die naturwissenschaftlichen Artikel im Durchschnitt fünfzehn bis dreißig Jahre alt seien. Als Diana Hobby von der Houston Post 1960 die Kritik von Einbinder wiedergab, erhielt sie in der Folge vom Britannica-Verlag einen Brief, dass sie nur wegen ihres Alters, ihres Geschlechts und ihrer Unschuld eine so bösartige Kritik ernst nehmen könne.
Die Herausgeber von Enzyklopädien versuchten, die Aktualität mithilfe von Ergänzungsbänden aufrechtzuerhalten. 1753 erschienen beispielsweise zwei Ergänzungsbände (Supplements) für die 7. Auflage der Cyclopaedia. Der Brockhaus kam dann für seine Auflage von 1851 bis 1855 mit einem Jahrbuch (1857–1864), das in monatlichen Stücken erschien. Als um das Jahr 2000 gedruckte Enzyklopädien seltener wurden, sind oftmals die Jahrbücher weiterhin erschienen, auch wenn das eigentliche Werk bereits sein Ende gefunden hatte.
Laut Umfrage von 1985 fanden Mitarbeiter von wissenschaftlichen Bibliotheken in den USA die Aktualität einer Enzyklopädie ähnlich wichtig wie Aufbau und Zugänglichkeit, und nur noch die Zuverlässigkeit wichtiger. Als allgemeine, ungeschriebene Regel galt, dass man alle fünf Jahre eine neue Enzyklopädie anschaffen müsse. Viele Bibliotheken kauften etwa einmal im Jahr eine neue Enzyklopädie, sodass sie reihum einen relativ aktuellen Satz (set) der wichtigsten Enzyklopädien anbieten konnten. Eine Ausnahme war die Britannica in der umstrittenen Anordnung der frühen siebziger Jahre; bei einem Viertel der Respondenten war ihr set mindestens neun Jahre alt. Die Bibliothekare klagten nicht über die Aktualität, und es gab Hinweise, dass sie für neuere Informationen andere Werke oder die Zeitung empfahlen.
Das Bewusstsein der zeitlichen Bedingtheit von Wissen führt auch zu Kritik an der visuellen Gestaltung von Wissensvermittlung. In literarischen und künstlerischen Bezügen auf das Format der Enzyklopädie im 20. Jahrhundert äußert sich diese Kritik der Literaturwissenschaftlerin Monika Schmitz-Emans zufolge in einer teilweisen Emanzipation vom üblichen Zweck von Wissensvermittlung durch Bilder und Texte.

### Zielgruppen und Statussymbol
Zwar haben Enzyklopädien normalerweise den Anspruch, allgemeinverständlich auch für Laien zu sein, können ihn aber gerade bei naturwissenschaftlichen Themen nicht immer einhalten. Spezialisten neigen dazu, in ihren Artikeln zu sehr ins Detail zu gehen, anstatt die allgemeinen Aspekte darzustellen. So berichtete Robert Collison in den 1960er-Jahren von einem Techniker, dem anhand von wohlausgewählten Beispieltexten eine Großenzyklopädie aufgeschwatzt wurde. Sie erwies sich aber als zu anspruchsvoll für ihn, sodass er sie bald wieder mit Verlust verkaufte.
Die Reklame für die Encyclopaedia Britannica verwendete gegenüber Eltern gern das Verkaufsargument, mit dieser Enzyklopädie könne man das Bildungsniveau der Kinder erhöhen und ihnen bessere Chancen im Vergleich zu anderen Kindern geben. Allerdings wurde die Enzyklopädie nicht für Kinder, sondern für Erwachsene geschrieben. Collisons Vermutung, dass die meisten Kinder (und Erwachsenen) ihre für viel Geld erworbene Enzyklopädie gar nicht verwenden, wurde von Untersuchungen des Britannica-Verlags bestätigt. Der durchschnittliche Käufer hat weniger als einmal pro Jahr in seine Encyclopaedia Britannica geschaut.
Dementsprechend wurde von den Kritikern auch wiederholt die Frage gestellt, ob Großenzyklopädien nicht ein „kostspieliger Luxus“ (Anja zum Hingst) sind, mehr ein Statussymbol für kaufkräftige Schichten als ein Instrument zur persönlichen Bildung. Betrachtet man nur die echten (gebundenen) Großenzyklopädien mit mindestens zehn Bänden, nicht älter als zwanzig Jahre, so gab es diese in den 1980er-Jahren allenfalls in fünf bis acht Prozent der Haushalte. Den Verdacht des Statussymbols schürten nicht zuletzt die Luxus-, Jubiläums- und Künstlerausgaben, die noch einmal deutlich teurer waren als die normalen, die bereits hochwertig gebunden und auf gutem Papier gedruckt waren.

## Belege
1. ↑  Wilhelm Pape, Max Sengebusch (Bearb.): ἐγ-κύκλιος. In: Handwörterbuch der griechischen Sprache. 3. Auflage, 6. Abdruck. Vieweg & Sohn, Braunschweig 1914, S. 711 (Digitalisat. zeno.org [abgerufen am 5. März 2024]): „Bes. ist ἡ ἐγκ. παιδεία […], auch τὰ ἐγκύκλια allein, der Kreis von Wissenschaften u. Kün[st]en [sic! Fehler im Digitalisat], welche jeder freie Grieche in der Jugend treiben mußte, bevor er ins bürgerliche Leben eintrat od. sich einem besondern Studium widmete“. Zur bei Pape nur abgekürzten femininen Form ἐγκύκλιος enkýklios vergleiche Henry George Liddell, Robert Scott, A Greek-English Lexicon, ἐγκυκλοπαιδεία (Perseus Project, gleichfalls abgerufen am 5. März 2024).
2. ↑  Aude Doody: Pliny’s Encyclopedia. The Reception of the Natural History. Cambridge University Press, Cambridge u. a. 2010, S. 12 f.
3. ↑  Ulrike Spree: Das Streben nach Wissen. Eine vergleichende Gattungsgeschichte der populären Enzyklopädie in Deutschland und Großbritannien im 19. Jahrhundert. Niemeyer, Tübingen 2000, S. 23–24.
4. ↑  Ulrike Spree: Das Streben nach Wissen. Eine vergleichende Gattungsgeschichte der populären Enzyklopädie in Deutschland und Großbritannien im 19. Jahrhundert. Niemeyer, Tübingen 2000, S. 25–31.
5. ↑  Vorrede in: Brockhaus Conversations-Lexikon. Band 1, Amsterdam 1809, S. 5–14, hier S. 8/9 (Hervorhebung im Original). Siehe Zeno.org, abgerufen am 21. Juni 2011.
6. ↑  Robert L. Collison, Warren E. Preece: Encyclopaedias and Dictionaries. In: Encyclopaedia Britannica. Band 18. 15. Auflage, 1998, S. 257–280, hier S. 258. Original: „Today most people think of an encyclopaedia as a multivolume compendium of all available knowledge, complete with maps and a detailed index, as well as numeorus adjuncts such as bibliografies, illustrations, lists of abbreviations and foreign expressions, gazetteers, and so on.“
7. ↑  Ulrich Dierse: Enzyklopädie. Zur Geschichte eines philosophischen und wissenschaftlichen Begriffs. Dissertation Bochum 1977. Bouvier Verlag Herbert Grundmann, Bonn 1977, S. 5–6.
8. ↑  Aude Doody: Pliny’s Encyclopedia. The Reception of the Natural History. Cambridge University Press, Cambridge u. a. 2010, S. 45–47.
9. ↑  Quintilian, Institutio oratoria 1,10,1.
10. ↑  Aude Doody: Pliny’s Encyclopedia. The Reception of the Natural History. Cambridge University Press, Cambridge u. a. 2010, S. 46–48.
11. ↑  Aude Doody: Pliny’s Encyclopedia. The Reception of the Natural History. Cambridge University Press, Cambridge u. a. 2010, S. 50/51.
12. ↑  Ulrich Dierse: Enzyklopädie. Zur Geschichte eines philosophischen und wissenschaftlichen Begriffs. Dissertation Bochum 1977. Bouvier Verlag Herbert Grundmann, Bonn 1977, S. 6.
13. ↑  Ulrich Dierse: Enzyklopädie. Zur Geschichte eines philosophischen und wissenschaftlichen Begriffs. Diss. Bochum 1977. Bouvier Verlag Herbert Grundmann, Bonn 1977, S. 7/8.
14. ↑  Joachim Sterck van Ringelberg: [Ioachimi Fortii Ringelbergii Andoverpiani Lvcvbrationes, uel potius absolutissima kyklopaideia: nempe liber de ratione studij, utriusqe linguae, gramatice, dialectice, rhetorice, mathematice, et sublimioris philosophiae multa…]. 1541, abgerufen am 1. Juni 2023 (Latein).
15. ↑  Encyclopedie. In: Grote Winkler Prins. Band 8. Elsevier. Amsterdam/Antwerpen 1991, S. 326–329, hier S. 326.
16. ↑  Ulrich Dierse: Enzyklopädie. Zur Geschichte eines philosophischen und wissenschaftlichen Begriffs. Diss. Bochum 1977. Bouvier Verlag Herbert Grundmann, Bonn 1977, S. 45.
17. 1 2 3  Ulrich Johannes Schneider: Bücher als Wissensmaschinen. In: ders. (Hrsg.): Seine Welt wissen. Enzyklopädien in der Frühen Neuzeit. WBG, Darmstadt 2006, S. 9–20, hier S. 12.
18. 1 2 3 4 5  Siehe Robert Luff: Wissensvermittlung im europäischen Mittelalter. „Imago mundi“-Werke und ihre Prologe. Max Niemeyer Verlag, Tübingen 1999, S. 421.
19. 1 2 3  Ulrich Johannes Schneider: Bücher als Wissensmaschinen. In: ders. (Hrsg.): Seine Welt wissen. Enzyklopädien in der Frühen Neuzeit. WBG, Darmstadt 2006, S. 9–20, hier S. 15.
20. ↑  Athanasius Kircher: Ars magna lucis et umbrae von 1646.
21. ↑  Aude Doody: Pliny’s Encyclopedia. The Reception of the Natural History. Cambridge University Press, Cambridge u. a. 2010, S. 11, 44.
22. 1 2  Trevor Murphy: Pliny the Elder’s Natural History. Oxford University Press, New York 2004, S. 11–13 und 194–195.
23. ↑  Das alte China. World History Encyclopedia, abgerufen am 10. Oktober 2024.
24. ↑  Robert Collison: Encyclopaedias. Their history throughout the ages. A bibliographical guide with extensive historical notes to the general encyclopaedias issued throughout the world from 350 B. C. to the present day. 2. Auflage, Hafner, New York 1966, S. 21/22.
25. ↑  Sorcha Cary: Pliny’s Catalogue of Culture. Art and Empire in the Natural History. Oxford University Press, New York 2003, S. 18.
26. 1 2  Robert L. Collison, Warren E. Preece: Encyclopaedias and Dictionaries. In: Encyclopaedia Britannica. Band 18. 15. Auflage, 1998, S. 257–280, hier S. 271.
27. ↑  Trevor Murphy: Pliny the Elder’s Natural History. Oxford University Press, New York 2004, S. 195.
28. ↑  Trevor Murphy: Pliny the Elder’s Natural History. Oxford University Press, New York 2004, S. 196.
29. ↑  Burkhart Cardauns: Marcus Terentius Varro. Einführung in sein Werk. Universitätsverlag C. Winter, Heidelberg 2001, S. 77–80.
30. ↑  Robert Collison: Encyclopaedias. Their history throughout the ages. A bibliographical guide with extensive historical notes to the general encyclopaedias issued throughout the world from 350 B. C. to the present day. 2. Auflage, Hafner, New York 1966, S. 25–26.
31. ↑  Sorcha Cary: Pliny’s Catalogue of Culture. Art and Empire in the Natural History. Oxford University Press, New York 2003, S. 18–21.
32. ↑  Robert Collison: Encyclopaedias. Their history throughout the ages. A bibliographical guide with extensive historical notes to the general encyclopaedias issued throughout the world from 350 B. C. to the present day. 2. Auflage, Hafner, New York 1966, S. 27–28.
33. ↑  Robert Collison: Encyclopaedias. Their history throughout the ages. A bibliographical guide with extensive historical notes to the general encyclopaedias issued throughout the world from 350 B. C. to the present day. 2. Auflage, Hafner, New York 1966, S. 28.
34. ↑  Robert L. Collison, Warren E. Preece: Encyclopaedias and Dictionaries. In: Encyclopaedia Britannica. Band 18. 15. Auflage, 1998, S. 257–280, hier S. 271/272.
35. ↑  Lenelotte Möller (Hrsg.): Die Enzyklopädie des Isidor von Sevilla. MatrixVerlag. Wiesbaden 2008, S. 12–13.
36. ↑  Lenelotte Möller (Hrsg.): Die Enzyklopädie des Isidor von Sevilla. MatrixVerlag. Wiesbaden 2008, S. 14–16.
37. ↑  Robert Collison: Encyclopaedias. Their history throughout the ages. A bibliographical guide with extensive historical notes to the general encyclopaedias issued throughout the world from 350 B. C. to the present day. 2. Auflage, Hafner, New York 1966, S. 36/37.
38. ↑  Franz Josef Worstbrock: Arnoldus Saxo. In: Verfasserlexikon. 2. Auflage. Band 1 (1978), Sp. 485–488.
39. 1 2  Robert L. Collison, Warren E. Preece: Encyclopaedias and Dictionaries. In: Encyclopaedia Britannica. Band 18. 15. Auflage, 1998, S. 257–280, hier S. 272.
40. ↑  Frits van Oostrom: Stemmen op schrift. Geschiedenis van de Nederlandse literatuur vanaf het begin tot 1300. Uitgeverij Bert Bakker. Amsterdam 2006, S. 504–509.
41. ↑  Georg Steer: Bartholomäus Anglicus. In: Burghart Wachinger u. a. (Hrsg.): Die deutsche Literatur des Mittelalters. Verfasserlexikon. 2., völlig neu bearbeitete Auflage. Band 1: ‚A solis ortus cardine‘ – Colmarer Dominikanerchronist. De Gruyter, Berlin / New York 1978, Sp. 616–617.
42. ↑  M. C. Seymor u. a.: Bartholomaeus Anglicus and his Encyclopedia. Aldershot/Hampshire und Brookfield/Vermont 1992.
43. ↑  Vgl. auch Volker Zimmermann: Die Heilkunde in spätmittelalterlichen Handschriftenenzyklopädien. In: Sudhoffs Archiv. Band 67, 1983, S. 39–49.
44. ↑  Carlos G. Noreña: Juan Luis Vives. Martinus Nijhoff. Den Haag 1970, S. 247/248.
45. ↑  Ulrich Johannes Schneider: Bücher als Wissensmaschinen. In: ders. (Hrsg.): Seine Welt wissen. Enzyklopädien in der Frühen Neuzeit. WBG, Darmstadt 2006, S. 9–20, hier S. 11.
46. 1 2  Robert L. Collison, Warren E. Preece: Encyclopaedias and Dictionaries. In: Encyclopaedia Britannica. Band 18. 15. Auflage, 1998, S. 257–280, hier S. 276.
47. ↑  Robert Collison: Encyclopaedias. Their history throughout the ages. A bibliographical guide with extensive historical notes to the general encyclopaedias issued throughout the world from 350 B. C. to the present day. 2. Auflage, Hafner, New York 1966, S. 39/40.
48. ↑  Robert Collison: Encyclopaedias. Their history throughout the ages. A bibliographical guide with extensive historical notes to the general encyclopaedias issued throughout the world from 350 B. C. to the present day. 2. Auflage, Hafner, New York 1966, S. 41 f.
49. ↑  Helena Henrica Maria van Lieshout: Van boek tot bibliotheek. De wordingsgeschiedenis van de Dictionaire Historique et Critique van Pierre Bayle (1689–1706). Diss. Nimwegen, Grave 1992. S. 228/229.
50. ↑  Richard Yeo: Encyclopaedic visions. Scientific Dictionaries and Enlightment Culture. Cambridge University Press, Cambridge 2001, S. 14–16.
51. ↑  Frank A. Kafker: The Influence of the Encyclopédie on the eighteenth-century encyclopaedic tradition. In: Frank A. Kafker: Notable encyclopedias of the late eighteenth century: eleven successors of the Encyclopédie. The Voltaire Foundation. Oxford 1994, S. 389–399, hier S. 389/390.
52. ↑  Frank A. Kafker: Epilogue: the tortoise and the hare: the longevity of the Encyclopaedia Britannica and the Encyclopédie compared. In: Frank A. Kafker, Jeff Loveland (Hrsg.): The Early Britannica (1768/1803). The Voltaire Foundation. Oxford 2009, S. 299–307, hier S. 302, 307.
53. ↑  Anja zum Hingst: Die Geschichte des Großen Brockhaus. Vom Conversationslexikon zur Enzyklopädie. Harrassowitz Verlag, Wiesbaden 1995, S. 123–126.
54. ↑  Ulrike Spree: Das Streben nach Wissen. Eine vergleichende Gattungsgeschichte der populären Enzyklopädie in Deutschland und Großbritannien im 19. Jahrhundert. Niemeyer, Tübingen 2000, S. 36.
55. ↑  Thomas Keiderling: F. A. Brockhaus 1905–2005. Brockhaus in der Wissensmedia. Leipzig/Mannheim 2005, S. 21.
56. ↑  Ulrike Spree: Das Streben nach Wissen. Eine vergleichende Gattungsgeschichte der populären Enzyklopädie in Deutschland und Großbritannien im 19. Jahrhundert. Niemeyer, Tübingen 2000, S. 50.
57. ↑  Thomas Keiderling: F. A. Brockhaus 1905–2005. Brockhaus in der Wissensmedia. Leipzig/Mannheim 2005, S. 23.
58. ↑  Robert Collison: Encyclopaedias. Their history throughout the ages. A bibliographical guide with extensive historical notes to the general encyclopaedias issued throughout the world from 350 B. C. to the present day. 2. Auflage, Hafner, New York 1966, S. 199/200.
59. ↑  Thomas Keiderling: Der Lexikonverlag. In: Geschichte des deutschen Buchhandels im 19. und 20. Jahrhundert. Band 2: Die Weimarer Republik 1918–1933. Teil 1. Saur, Frankfurt am Main 2007, S. 441–462, hier S. 447.
60. ↑  Thomas Keiderling: Der Lexikonverlag. In: Geschichte des deutschen Buchhandels im 19. und 20. Jahrhundert. Band 2: Die Weimarer Republik 1918–1933. Teil 1. Saur, Frankfurt am Main 2007, S. 441–462, hier S. 442.
61. ↑  Thomas Keiderling: Der Lexikonverlag. In: Geschichte des deutschen Buchhandels im 19. und 20. Jahrhundert. Band 2: Die Weimarer Republik 1918–1933. Teil 1. Saur, Frankfurt am Main 2007, S. 441–462, hier S. 457/458, 460.
62. ↑  Thomas Keiderling: F. A. Brockhaus 1905–2005. Brockhaus in der Wissensmedia. Leipzig/Mannheim 2005, S. 162.
63. ↑  Thomas Keiderling: F. A. Brockhaus 1905–2005. Brockhaus in der Wissensmedia. Leipzig/Mannheim 2005, S. 271.
64. ↑  Thomas Keiderling: F. A. Brockhaus 1905–2005. Brockhaus in der Wissensmedia. Leipzig/Mannheim 2005, S. 275, 280, 285.
65. ↑  Anja zum Hingst: Die Geschichte des Großen Brockhaus. Vom Conversationslexikon zur Enzyklopädie. Harrassowitz Verlag, Wiesbaden 1995, S. 173.
66. ↑  Robert Collison: Encyclopaedias. Their history throughout the ages. A bibliographical guide with extensive historical notes to the general encyclopaedias issued throughout the world from 350 B. C. to the present day. 2. Auflage, Hafner, New York 1966, S. 17/18.
67. ↑  Dan O’Sullivan: Wikipedia. A New Community of Practice? Ashgate. Farnham, Burlington 2009, S. 77.
68. ↑  Herbert George Wells: Lecture delivered at the Royal Institution of Great Britain. 20. November 1936, S. 3–35, hier S. 14, Wikiquote: „This World Encyclopaedia would be the mental background of every intelligent man in the world. It would be alive and growing and changing continually under revision, extension and replacement from the original thinkers in the world everywhere. Every university and research institution should be feeding it. Every fresh mind should be brought into contact with its standing editorial organization. And on the other hand, its contents would be the standard source of material for the instructional side of school and college work, for the verification of facts and the testing of statements – everywhere in the world.“
69. ↑  Robert Collison: Encyclopaedias. Their history throughout the ages. A bibliographical guide with extensive historical notes to the general encyclopaedias issued throughout the world from 350 B. C. to the present day. 2. Auflage. Hafner, New York 1966, S. 19/20.
70. ↑  Encyclopedie. In: Grote Winkler Prins. Elsevier. Amsterdam / Antwerpen 1990, S. 5/6.
71. 1 2  Enzyklopädie. In: Brockhaus Enzyklopädie. Band 8. 21. Auflage, F. A. Brockhaus. Leipzig/Mannheim 2006, S. 174–180, hier S. 179/180.
72. ↑  Shane Greenstein, Michelle Devereux: The Crisis at Encyclopaedia Britannica. Kellogg School of Management, S. 5–6 (The Crisis at Encyclopaedia Britannica (Memento vom 13. März 2013 im Internet Archive) (PDF; 462 kB) [abgerufen am 20. Juni 2011]).
73. ↑  Shane Greenstein, Michelle Devereux: The Crisis at Encyclopaedia Britannica. Kellogg School of Management, S. 7–8 (The Crisis at Encyclopaedia Britannica (Memento vom 13. März 2013 im Internet Archive) (PDF; 462 kB) [abgerufen am 20. Juni 2011]).
74. ↑  Shane Greenstein, Michelle Devereux: The Crisis at Encyclopaedia Britannica (Memento vom 13. März 2013 im Internet Archive) (PDF; 462 kB), Kellogg School of Management, S. 9–11. Abgerufen am 20. Juni 2011.
75. ↑  Alternativ wird die Geburt von Britannica Online auf das Jahr 1994 datiert. Shane Greenstein, Michelle Devereux: The Crisis at Encyclopaedia Britannica (Memento vom 13. März 2013 im Internet Archive) (PDF; 462 kB), Kellogg School of Management, S. 7. Abgerufen am 20. Juni 2011.
76. ↑  listserv.uh.edu, Universität Houston, abgerufen am 20. Juni 2011.
77. ↑  Announcement of the Project, GNU.org, abgerufen am 20. Juni 2011.
78. ↑  Stern: Wikipedia. Wissen für alle, Dezember 2007, abgerufen am 27. Juni 2011.
79. ↑  Zeit Online: Je umstrittener, desto besser (PDF; 83 kB), Interview mit Peter Haber, 8. Juli 2010, abgerufen am 27. Juni 2011; Annette Lorenz: Beurteilung der Qualität zahnmedizinischer Einträge in Wikipedia – ein Vergleich mit zahnmedizinischer Fachliteratur, Diss. Freiburg 2009, abgerufen am 27. Juni 2011.
80. ↑  Roy Rosenzweig: Can History be Open Source? Wikipedia and the Future of the Past (Memento vom 1. April 2018 im Internet Archive), 2006, abgerufen am 27. Juni 2011.
81. ↑  Bildungsklick.de: Bundeskartellamt gibt Übernahme des Brockhaus Verlages durch Bertelsmann frei, abgerufen am 20. Juni 2011.
82. ↑  Robert L. Collison, Warren E. Preece: Encyclopaedias and Dictionaries. In: Encyclopaedia Britannica. Band 18. 15. Auflage, 1998, S. 257–280, hier S. 268/269.
83. ↑  Robert L. Collison, Warren E. Preece: Encyclopaedias and Dictionaries. In: Encyclopaedia Britannica. Band 18. 15. Auflage, 1998, S. 257–280, hier S. 269/270.
84. ↑  Georg Jäger: Der Lexikonverlag. In: Geschichte des deutschen Buchhandels im 19. und 20. Jahrhundert. Band 1: Das Kaiserreich 1870–1918. Teil 2. Saur, Frankfurt am Main 2001, S. 541–575, hier S. 566/567.
85. ↑  Robert L. Collison, Warren E. Preece: Encyclopaedias and Dictionaries. In: Encyclopaedia Britannica. Band 18. 15. Auflage, 1998, S. 257–280, hier S. 270.
86. ↑  A. Rewin, Ju. Schmuskis: Die Entwicklung der Enzyklopädien in der UdSSR. In: Hans-Joachim Diesner, Günter Gurst (Hrsg.): Lexika gestern und heute. VEB Bibliographisches Institut. Leipzig 1976, S. 263–296, hier S. 292.
87. ↑  Ulrike Spree: Das Streben nach Wissen. Eine vergleichende Gattungsgeschichte der populären Enzyklopädie in Deutschland und Großbritannien im 19. Jahrhundert. Niemeyer, Tübingen 2000, S. 18.
88. ↑  Enzyklopädie. In: Meyers Enzyklopädisches Lexikon. Band 8, Bibliographisches Institut. Mannheim, Wien, Zürich 1973, S. 8–13, hier S. 8.
89. ↑  Robert Collison: Encyclopaedias. Their history throughout the ages. A bibliographical guide with extensive historical notes to the general encyclopaedias issued throughout the world from 350 B. C. to the present day. 2. Auflage, Hafner, New York 1966, S. 3.
90. ↑  Ulrike Spree: Das Streben nach Wissen. Eine vergleichende Gattungsgeschichte der populären Enzyklopädie in Deutschland und Großbritannien im 19. Jahrhundert. Niemeyer, Tübingen 2000, S. 315.
91. ↑  Aude Doody: Pliny’s Encyclopedia. The Reception of the Natural History. Cambridge University Press, Cambridge u. a. 2010, S. 27.
92. ↑  Zur ENSIE siehe: H. J. Pos: Algemene Inleiding. In: Eeerste Nederlandse Systematisch Ingerichte Encyclopedie. Band 1. E.N.S.I.E. Amsterdam 1946, S. V–XVI, hier S. VI–VII zur Rechtfertigung des systematischen Prinzips, S. XXIV zur Verwendung und zum Register.
93. ↑  Anja zum Hingst: Die Geschichte des Großen Brockhaus. Vom Conversationslexikon zur Enzyklopädie. Harrassowitz Verlag, Wiesbaden 1995, S. 164/165.
94. ↑  How to use the Propaedia. In: Propaedia. Outline of Knowledge and Guide to the Britannica. 15. Auflage, Chicago 1998, S. 4.
95. 1 2  Edgar C. Bailey Jr.: Acquisition and Use of General Encyclopedias in Small Academic Libraries. In: RQ 25, Nr. 2 (Winter 1985), S. 218–222, hier S. 220.
96. ↑  Olga Weijers: Funktionen des Alphabets im Mittelalter. In: Ulrich Johannes Schneider (Hrsg.): Seine Welt wissen. Enzyklopädien in der Frühen Neuzeit. WBG, Darmstadt 2006, S. 22–32, hier S. 22/23, 25.
97. ↑  Enzyklopädie. In: Meyers Enzyklopädisches Lexikon. Band 8, Bibliographisches Institut. Mannheim, Wien, Zürich 1973, S. 8–13, hier S. 9.
98. ↑  Ulrich Johannes Schneider: Die Erfindung des allgemeinen Wissens. Enzyklopädisches Schreiben im Zeitalter der Aufklärung. Akademie Verlag: Berlin 2013, S. 17/18.
99. ↑  Jac. L. Griep: Encyclopedie. In: De Grote Oosthoek. Band 7. Oosthoek’s Uitgeversmaatschappij BV. Utrecht 1977, S. 19–22, hier S. 22.
100. ↑  Philipp Blom: Enlightening the World. Encyclopédie, The Book That Changed the Course of History. Palgrave Macmillan. New York, Houndsmille 2004, S. 43.
101. ↑  Ulrich Dierse: Enzyklopädie. Zur Geschichte eines philosophischen und wissenschaftlichen Begriffs. Diss. Bochum 1977. Bouvier Verlag Herbert Grundmann, Bonn 1977, S. 56.
102. ↑  Jeff Loveland: An Alternative encyclopedia? Dennis de Coetlogon’s Universal history of arts and sciences (1745). Voltaire Foundation, Oxford 2010, S. 147.
103. 1 2 3  Robert L. Collison, Warren E. Preece: Encyclopaedias and Dictionaries. In: Encyclopaedia Britannica. Band 18. 15. Auflage, 1998, S. 257–280, hier S. 262.
104. ↑  Jeff Loveland: An Alternative encyclopedia? Dennis de Coetlogon’s Universal history of arts and sciences (1745). Voltaire Foundation, Oxford 2010, S. 213.
105. ↑  Ulrike Spree: Das Streben nach Wissen. Eine vergleichende Gattungsgeschichte der populären Enzyklopädie in Deutschland und Großbritannien im 19. Jahrhundert. Niemeyer, Tübingen 2000, S. 192.
106. ↑  Jeff Loveland: An Alternative encyclopedia? Dennis de Coetlogon’s Universal history of arts and sciences (1745). Voltaire Foundation, Oxford 2010, S. 119.
107. ↑  Jeff Loveland: An Alternative encyclopedia? Dennis de Coetlogon’s Universal history of arts and sciences (1745). Voltaire Foundation, Oxford 2010, S. 9.
108. 1 2 3  Encyclopaedia. In: Encyclopaedia Britannica. 11. Auflage, 1911.
109. ↑  Siehe Überblicksseite der Digitalisierung, abgerufen am 18. Februar 2014.
110. 1 2  Olga Weijers: Funktionen des Alphabets im Mittelalter. In: Ulrich Johannes Schneider (Hrsg.): Seine Welt wissen. Enzyklopädien in der Frühen Neuzeit. WBG, Darmstadt 2006, S. 22–32, hier S. 29.
111. ↑  Aude Doody: Pliny’s Encyclopedia. The Reception of the Natural History. Cambridge University Press, Cambridge u. a. 2010, S. 98/99.
112. ↑  Aude Doody: Pliny’s Encyclopedia. The Reception of the Natural History. Cambridge University Press, Cambridge u. a. 2010, S. 126. Übersetzung angelehnt an das englische Beispiel.
113. ↑  Robert L. Collison, Warren E. Preece: Encyclopaedias and Dictionaries. In: Encyclopaedia Britannica. Band 18. 15. Auflage, 1998, S. 257–280, hier S. 263.
114. ↑  Jeff Loveland: An Alternative encyclopedia? Dennis de Coetlogon’s Universal history of arts and sciences (1745). Voltaire Foundation, Oxford 2010, S. 115.
115. ↑  Siehe etwa zur Balance im Neuen Pauly Der Neue Pauly aus: Informationsmittel für Bibliotheken (IFB) 8(2000) 1/4, abgerufen am 20. Juni 2011.
116. ↑  Harvey Einbinder: The Myth of the Britannica. MacGibbon & Kee, London 1964. Reprint: Johnson Reprint Corporation, New York, London 1972, S. 271. Original: „a champion of freedom throughout the world“.
117. ↑  Harvey Einbinder: The Myth of the Britannica. MacGibbon & Kee, London 1964. Reprint: Johnson Reprint Corporation, New York, London 1972, S. 76.
118. ↑  Ulrike Spree: Das Streben nach Wissen. Eine vergleichende Gattungsgeschichte der populären Enzyklopädie in Deutschland und Großbritannien im 19. Jahrhundert. Niemeyer, Tübingen 2000, S. 36, 40.
119. ↑  Robert Collison: Encyclopaedias. Their history throughout the ages. A bibliographical guide with extensive historical notes to the general encyclopaedias issued throughout the world from 350 B. C. to the present day. 2. Auflage, Hafner, New York 1966, S. 2.
120. ↑  Roy Rosenzweig: Can History be Open Source? Wikipedia and the Future of the Past (Memento vom 13. April 2016 im Internet Archive), 2006, abgerufen am 20. Juni 2011.
121. ↑  Crawford, Holly: Reference and information services: An introduction. Libraries Unlimited Englewood, CO, 2001, S. 433–459 (englisch).
122. 1 2 3 4 5 6  Robert L. Collison, Warren E. Preece: Encyclopaedias and Dictionaries. In: Encyclopaedia Britannica. Band 18. 15. Auflage, 1998, S. 257–280, hier S. 261.
123. ↑  Siehe etwa Robert Luff: Wissensvermittlung im europäischen Mittelalter. „Imago mundi“-Werke und ihre Prologe. Max Niemeyer Verlag, Tübingen 1999, S. 415, 417. Reprint 2012, ISBN 978-3-11-092074-1, pdf (Seite nicht mehr abrufbar, festgestellt im Dezember 2023. Suche in Webarchiven)
124. ↑  Richard Yeo: Encyclopaedic visions. Scientific Dictionaries and Enlightment Culture. Cambridge University Press, Cambridge 2001, S. 12.
125. ↑  Ines Prodöhl (2011): Die "Encyclopedia Americana" und die Crux transnationaler Enzyklopädien. In: Themenportal Europäische Geschichte.
126. ↑  Barbara Wolbring: Neuere Geschichte studieren. UVK Verlagsgesellschaft. Konstanz 2006, S. 169.
127. ↑  Harvey Einbinder: The Myth of the Britannica. MacGibbon & Kee, London 1964. Reprint: Johnson Reprint Corporation, New York, London 1972, S. 72.
128. ↑  Thomas Keiderling: F. A. Brockhaus 1905–2005. Brockhaus in der Wissensmedia. Leipzig/Mannheim 2005, S. 107.
129. ↑  C. Plinius Secundus d. Ä.: Naturkunde. Lateinisch-deutsch. Buch XI. Herausgegeben und übersetzt von Roderich König in Zusammenarbeit mit Gerhard Winkler. Heimeran Verlag, o. O. 1990, S. 25.
130. ↑  Frits van Oostrom: Maerlants wereld. 2. Auflage, Prometheus, Amsterdam 1998 (1996), S. 233.
131. ↑  Zitiert nach: Philipp Blom: Enlightening the World. Encyclopédie, The Book That Changed the Course of History. Palgrave Macmillan. New York, Houndsmille 2004, S. 43. Siehe L’Encyclopédie Volume 12 „Il n’y a rien qui coute moins à acquérir aujourd’hui que le nom de philosophe ; une vie obscure & retirée, quelques dehors de sagesse, avec un peu de lecture, suffisent pour attirer ce nom à des personnes qui s’en honorent sans le mériter […] Le philosophe au contraire deméle les causes autant qu’il est en lui, & souvent même les prévient, & se livre à elles avec connoissance : c’est une horloge qui se monte, pour ainsi dire, quelquefois elle-même […] le philosophe dans ses passions mêmes, n’agit qu’après la réflexion; il marche la nuit, mais il est précedé d’un flambeau.“
132. ↑  Ulrike Spree: Das Streben nach Wissen. Eine vergleichende Gattungsgeschichte der populären Enzyklopädie in Deutschland und Großbritannien im 19. Jahrhundert. Niemeyer, Tübingen 2000, S. 191.
133. ↑  Enzyklopädie, in: Brockhaus Enzyklopädie. Band 8. 21. Auflage, F. A. Brockhaus, Leipzig/Mannheim 2006, S. 174–180, hier S. 174.
134. ↑  Ulrike Spree: Das Streben nach Wissen. Eine vergleichende Gattungsgeschichte der populären Enzyklopädie in Deutschland und Großbritannien im 19. Jahrhundert. Niemeyer, Tübingen 2000, S. 192/193.
135. ↑  Ulrike Spree: Das Streben nach Wissen. Eine vergleichende Gattungsgeschichte der populären Enzyklopädie in Deutschland und Großbritannien im 19. Jahrhundert. Niemeyer, Tübingen 2000, S. 316.
136. ↑  Ulrike Spree: Das Streben nach Wissen. Eine vergleichende Gattungsgeschichte der populären Enzyklopädie in Deutschland und Großbritannien im 19. Jahrhundert. Niemeyer, Tübingen 2000, S. 316–318.
137. ↑  Jeff Loveland: An Alternative encyclopedia? Dennis de Coetlogon’s Universal history of arts and sciences (1745). Voltaire Foundation, Oxford 2010, S. 179.
138. ↑  Ulrike Spree: Das Streben nach Wissen. Eine vergleichende Gattungsgeschichte der populären Enzyklopädie in Deutschland und Großbritannien im 19. Jahrhundert. Niemeyer, Tübingen 2000, S. 49/50 (online), S. 324 (online).
139. ↑  Rudolf Fietz: Über den Wert und den Nutzen alter Lexika, 1993. Abgerufen am 20. Juni 2011.
140. ↑  Frank A. Kafker, Jeff Loveland: William Smellie’s edition: a modest start. In: Frank A. Kafker, Jeff Loveland (Hrsg.): The Early Britannica (1768/1803). The Voltaire Foundation. Oxford 2009, S. 11–68, hier S. 29. „The inhabitants are black, or very near it, but they are not so ugly as the negroes.“
141. ↑  Artikel „Negro“. In: Encyclopaedia Britannica, 11. Auflage.
142. ↑  Philipp Blom: Enlightening the World. Encyclopédie, The Book That Changed the Course of History. Palgrave Macmillan. New York, Houndsmille 2004, S. 150.
143. ↑  Ina Ulrike Paul: „Wache auf und lies…“. Zur Tradierung von Nationalstereotypen in europäischen Enzyklopädien des 18. Jahrhunderts. In: Ingrid Tomkowiak (Hrsg.): Populäre Enzyklopädien. Von der Auswahl, Ordnung und Vermittlung des Wissens. Chronos Verlag, Zürich 2002, S. 197–220.
144. ↑  Artikel „Homosexualität“. In: Der Volks-Brockhaus. 12. Auflage, F. A. Brockhaus, Wiesbaden 1956, S. 348.
145. ↑  June L. Engle, Elizabeth Futas: Sexism in Adult Encyclopedias. In: RQ 23, Nro 1 (Herbst 1983), S. 29–39, hier S. 37.
146. 1 2  Harvey Einbinder: The Myth of the Britannica. MacGibbon & Kee, London 1964. Reprint: Johnson Reprint Corporation, New York, London 1972, S. 94, 110/111.
147. ↑  Kathleen Hardesty Doig, Frank A. Kafker, Jeff Loveland: George Gleig’s Supplement to the third edition (1801–1803): learned and combative. In: Frank A. Kafker, Jeff Loveland (Hrsg.): The Early Britannica (1768/1803). The Voltaire Foundation. Oxford 2009, S. 253–297, hier S. 259. „The French Encyclopédie has been accused, and justly accused, of having disseminated, far and wide, the seeds of Anarchy and Atheism. If the ENCYCLOPAEDIA BRITANNICA shall, in any degree, counteract the tendency of that pestiferous Work, even these two Volumes will not be wholly unworthy of Your MAJESTY’S Patronage.“
148. ↑  Ulrike Spree: Das Streben nach Wissen. Eine vergleichende Gattungsgeschichte der populären Enzyklopädie in Deutschland und Großbritannien im 19. Jahrhundert. Niemeyer, Tübingen 2000, S. 63, 67.
149. ↑  Harvey Einbinder: The Myth of the Britannica. MacGibbon & Kee, London 1964. Reprint: Johnson Reprint Corporation, New York, London 1972, S. 67.
150. ↑  Thomas Keiderling: F. A. Brockhaus 1905–2005. Brockhaus in der Wissensmedia. Leipzig/Mannheim 2005, S. 263.
151. ↑  Hoofdredactie: De Katholieke Encyclopedie. In: De Katholieke Encyclopedie. 2. Auflage, Uitgeverij Mij. Joost van den Vondel, Standaard-Boekhandel. Amsterdam/Antwerpen 1949, S. [1–7], hier S. [2].
152. ↑  De Katholieke Encyclopedie. Proeve van bewerking tevens prospectus. Uitgeverij Mij. Joost van den Vondel. Amsterdam 1932, S. [1–3], hier S. [2].
153. 1 2  Vorworte bei Enzyklopaedie.ch (PDF; 33 kB), abgerufen am 20. Juni 2011.
154. ↑  Lawrentij Berija. In: Der Spiegel. Nr. 8, 1996 (online).
155. ↑  Nämlich Ludwig von Jan, Karl Mayhoff (Hrsg.): C. Plini Secundi naturalis historiae libri XXXVII. Teubner, Stuttgart 1967–2002 (Nachdruck der Ausgabe von 1892–1909).
156. ↑  Thomas Keiderling: Der Lexikonverlag. In: Geschichte des deutschen Buchhandels im 19. und 20. Jahrhundert. Band 2: Die Weimarer Republik 1918–1933. Teil 1. Saur, Frankfurt am Main 2007, S. 441–462, hier S. 441.
157. ↑  Philip Krapp, Patricia K. Ballou: Encyclopedia. In: Collier’s Encyclopedia with Bibliography and Index. Band 9. Collier’s, New York, Toronto, Sydney 1995, S. 136–140, hier S. 137.
158. ↑  Ulrike Spree: Das Streben nach Wissen. Eine vergleichende Gattungsgeschichte der populären Enzyklopädie in Deutschland und Großbritannien im 19. Jahrhundert. Niemeyer, Tübingen 2000, S. 108–110.
159. ↑  Thomas Keiderling: F. A. Brockhaus 1905–2005. Brockhaus in der Wissensmedia. Leipzig/Mannheim 2005, S. 23.
160. ↑  Lenelotte Möller (Hrsg.): Die Enzyklopädie des Isidor von Sevilla. MatrixVerlag. Wiesbaden 2008, S. 16.
161. ↑  Siehe etwa Robert Luff: Wissensvermittlung im europäischen Mittelalter. „Imago mundi“-Werke und ihre Prologe. Max Niemeyer Verlag, Tübingen 1999, S. 424.
162. ↑  Jeff Loveland: An Alternative encyclopedia? Dennis de Coetlogon’s Universal history of arts and sciences (1745). Voltaire Foundation, Oxford 2010, S. 73.
163. ↑  Ulrike Spree: Das Streben nach Wissen. Eine vergleichende Gattungsgeschichte der populären Enzyklopädie in Deutschland und Großbritannien im 19. Jahrhundert. Niemeyer, Tübingen 2000, S. 108.
164. ↑  Robert Collison: Encyclopaedias. Their history throughout the ages. A bibliographical guide with extensive historical notes to the general encyclopaedias issued throughout the world from 350 B. C. to the present day. 2. Auflage, Hafner, New York 1966, S. 140.
165. ↑  Ulrike Spree: Das Streben nach Wissen. Eine vergleichende Gattungsgeschichte der populären Enzyklopädie in Deutschland und Großbritannien im 19. Jahrhundert. Niemeyer, Tübingen 2000, S. 124, S. 145.
166. ↑  Thomas Keiderling: F. A. Brockhaus 1905–2005. Brockhaus in der Wissensmedia. Leipzig/Mannheim 2005, S. 29.
167. ↑  Thomas Keiderling: F. A. Brockhaus 1905–2005. Brockhaus in der Wissensmedia. Leipzig/Mannheim 2005, S. 263.
168. ↑  Thomas Keiderling: F. A. Brockhaus 1905–2005. Brockhaus in der Wissensmedia. Leipzig/Mannheim 2005, S. 247.
169. ↑  Heinz Stephan, Helga Weck: Die Entwicklung der lexikografischen Literatur, besonders allgemeiner Lexika, in der DDR. In: Hans-Joachim Diesner, Günter Gurst (Hrsg.): Lexika gestern und heute. VEB Bibliographisches Institut. Leipzig 1976, S. 203–296, hier S. 292.
170. ↑  Sándor Zsuilinszky: Die Entwicklung der ungarischen Lexikografie unter besonderer Berücksichtigung der allgemeinen Lexika. In: Hans-Joachim Diesner, Günter Gurst (Hrsg.): Lexika gestern und heute. VEB Bibliographisches Institut. Leipzig 1976, S. 319–335, hier S. 333.
171. ↑  Sebastian Balzter: Wer rettet das Große Norwegische? In: FAZ.NET, 19. Oktober 2011. Abgerufen am 4. März 2015.
172. ↑  Alles nur gegoogelt. FOCUS, abgerufen am 20. Juni 2011.
173. ↑  Der letzte Brockhaus. FAZ.NET, abgerufen am 20. Juni 2011.
174. ↑  Steffen Siegel: Die Orte des Bildes im Alphabet des enzyklopädischen Textes. In: Ulrich Johannes Schneider (Hrsg.): Seine Welt wissen. Enzyklopädien in der Frühen Neuzeit. WBG, Darmstadt 2006, S. 164–179, hier S. 165, 168, 176.
175. ↑  Georg Jäger: Der Lexikonverlag. In: Geschichte des deutschen Buchhandels im 19. und 20. Jahrhundert. Band 1: Das Kaiserreich 1870–1918. Teil 2. Saur, Frankfurt am Main 2001, S. 541–575, hier S. 544.
176. ↑  Anja zum Hingst: Die Geschichte des Großen Brockhaus. Vom Conversationslexikon zur Enzyklopädie. Harrassowitz Verlag, Wiesbaden 1995, S. 174/175.
177. ↑  Robert L. Collison, Warren E. Preece: Encyclopaedias and Dictionaries. In: Encyclopaedia Britannica. Band 18. 15. Auflage, 1998, S. 257–280, hier S. 263.
178. ↑  Thomas Keiderling: F. A. Brockhaus 1905–2005. Brockhaus in der Wissensmedia. Leipzig/Mannheim 2005, S. 253.
179. ↑  Georg Jäger: Der Lexikonverlag. In: Geschichte des deutschen Buchhandels im 19. und 20. Jahrhundert. Band 1: Das Kaiserreich 1870–1918. Teil 2. Saur, Frankfurt am Main 2001, S. 541–575, hier S. 545.
180. ↑  Anja zum Hingst: Die Geschichte des Großen Brockhaus. Vom Conversationslexikon zur Enzyklopädie. Harrassowitz Verlag, Wiesbaden 1995, S. 184–186. Siehe auf der eigenen hundertwasser-brockhaus.de (Memento vom 17. Dezember 2014 im Internet Archive)
181. ↑  Frank A. Kafker, Jeff Loveland: William Smellie’s edition: a modest start. In: Frank A. Kafker, Jeff Loveland (Hrsg.): The Early Britannica (1768/1803). The Voltaire Foundation. Oxford 2009, S. 11–68, hier S. 16/17.
182. ↑  Georg Jäger: Der Lexikonverlag. In: Geschichte des deutschen Buchhandels im 19. und 20. Jahrhundert. Band 1: Das Kaiserreich 1870–1918. Teil 2. Saur, Frankfurt am Main 2001, S. 541–575, hier S. 550.
183. ↑  Robert Collison: Encyclopaedias. Their history throughout the ages. A bibliographical guide with extensive historical notes to the general encyclopaedias issued throughout the world from 350 B. C. to the present day. 2. Auflage, Hafner, New York 1966, S. 205/209.
184. ↑  Jeff Loveland: An Alternative encyclopedia? Dennis de Coetlogon’s Universal history of arts and sciences (1745). Voltaire Foundation, Oxford 2010, S. 87.
185. ↑  Frank A. Kafker, Jeff Loveland: William Smellie’s edition: a modest start. In: Frank A. Kafker, Jeff Loveland (Hrsg.): The Early Britannica (1768/1803). The Voltaire Foundation. Oxford 2009, S. 11–68, hier S. 19, 21.
186. 1 2  Jeff Loveland: An Alternative encyclopedia? Dennis de Coetlogon’s Universal history of arts and sciences (1745). Voltaire Foundation, Oxford 2010, S. 82.
187. ↑  Johann Heinrich Zedler: Grosses Vollständiges Universal-Lexicon. Band 23. Akademische Druck- und Verlagsanstalt. Graz 1961, S. 60–79.
188. ↑  Frank A. Kafker, Jeff Loveland: William Smellie’s edition: a modest start. In: Frank A. Kafker, Jeff Loveland (Hrsg.): The Early Britannica (1768/1803). The Voltaire Foundation. Oxford 2009, S. 11–68, hier S. 20.
189. ↑  Ulrike Spree: Das Streben nach Wissen. Eine vergleichende Gattungsgeschichte der populären Enzyklopädie in Deutschland und Großbritannien im 19. Jahrhundert. Niemeyer, Tübingen 2000, S. 327.
190. ↑  Siehe etwa Robert Luff: Wissensvermittlung im europäischen Mittelalter. „Imago mundi“-Werke und ihre Prologe. Max Niemeyer Verlag, Tübingen 1999, S. 413/414.
191. ↑  Siehe etwa Robert Luff: Wissensvermittlung im europäischen Mittelalter. „Imago mundi“-Werke und ihre Prologe. Max Niemeyer Verlag, Tübingen 1999, S. 414/415.
192. ↑  Ulrike Spree: Das Streben nach Wissen. Eine vergleichende Gattungsgeschichte der populären Enzyklopädie in Deutschland und Großbritannien im 19. Jahrhundert. Niemeyer, Tübingen 2000, S. 93–95.
193. ↑  Ulrike Spree: Das Streben nach Wissen. Eine vergleichende Gattungsgeschichte der populären Enzyklopädie in Deutschland und Großbritannien im 19. Jahrhundert. Niemeyer, Tübingen 2000, S. 96 f.
194. ↑  Thomas Keiderling: F. A. Brockhaus 1905–2005. Brockhaus in der Wissensmedia. Leipzig/Mannheim 2005, S. 118/199.
195. ↑  Ulrike Spree: Das Streben nach Wissen. Eine vergleichende Gattungsgeschichte der populären Enzyklopädie in Deutschland und Großbritannien im 19. Jahrhundert. Niemeyer, Tübingen 2000, S. 98/99.
196. ↑  Ulrike Spree: Das Streben nach Wissen. Eine vergleichende Gattungsgeschichte der populären Enzyklopädie in Deutschland und Großbritannien im 19. Jahrhundert. Niemeyer, Tübingen 2000, S. 99, 101.
197. ↑  Thomas Keiderling: F. A. Brockhaus 1905–2005. Brockhaus in der Wissensmedia. Leipzig/Mannheim 2005, S. 102.
198. ↑  Thomas Keiderling: Der Lexikonverlag. In: Geschichte des deutschen Buchhandels im 19. und 20. Jahrhundert. Band 2: Die Weimarer Republik 1918–1933. Teil 1. Saur, Frankfurt am Main 2007, S. 441–462, hier S. 455.
199. ↑  Hubert Cancik, Matthias Kopp: „Der Neue Pauly“: EDV-gestützte Redaktion und Produktion einer Enzyklopädie. In: Historische Sozialforschung 23, Nr. 4 (86, 1998), S. 128–136, hier S. 129/130, 133.
200. ↑  Dan O’Sullivan: Wikipedia. A New Community of Practice? Ashgate. Farnham, Burlington 2009, S. 86/87.
201. ↑  Daniela Pscheida: Das Wikipedia-Universum. Wie das Internet unsere Wissenskultur verändert. Transcript. Bielefeld 2010, S. 342/343.
202. ↑  WP 2011 Editor’s Survey – Topline, abgerufen am 20. Juni 2011.
203. ↑  Harvey Einbinder: The Myth of the Britannica. MacGibbon & Kee, London 1964. Reprint: Johnson Reprint Corporation, New York, London 1972, S. 35.
204. ↑  Jürgen Mittelstraß: Vom Nutzen der Enzyklopädie. In: Meyers Enzyklopädisches Lexikon. Band 1. Bibliographisches Institut. Mannheim / Wien / Zürich 1971, S. IX–XIX.
205. ↑  Harvey Einbinder: The Myth of the Britannica. MacGibbon & Kee, London 1964. Reprint: Johnson Reprint Corporation, New York, London 1972, S. 52.
206. ↑  Frank A. Kafker, Jeff Loveland: William Smellie’s edition: a modest start. In: Frank A. Kafker, Jeff Loveland (Hrsg.): The Early Britannica (1768/1803). The Voltaire Foundation. Oxford 2009, S. 11–68, hier S. 15.
207. ↑  Ulrike Spree: Das Streben nach Wissen. Eine vergleichende Gattungsgeschichte der populären Enzyklopädie in Deutschland und Großbritannien im 19. Jahrhundert. Niemeyer, Tübingen 2000, S. 102.
208. ↑  Harvey Einbinder: The Myth of the Britannica. MacGibbon & Kee, London 1964. Reprint: Johnson Reprint Corporation, New York, London 1972, S. 266, 270.
209. 1 2  Harvey Einbinder: The Myth of the Britannica. MacGibbon & Kee, London 1964. Reprint: Johnson Reprint Corporation, New York, London 1972, S. 267, 269, 304.
210. ↑  Steven Roger Fischer: A History of Reading. Reaktion Books, London 2003, S. 297.
211. ↑  Sorcha Cary: Pliny’s Catalogue of Culture. Art and Empire in the Natural History. Oxford University Press, New York 2003, S. 15/16.
212. 1 2  Robert Luff: Wissensvermittlung im europäischen Mittelalter. „Imago mundi“-Werke und ihre Prologe. Max Niemeyer Verlag, Tübingen 1999, S. 423/424.
213. ↑  Jeff Loveland: An Alternative encyclopedia? Dennis de Coetlogon’s Universal history of arts and sciences (1745). Voltaire Foundation, Oxford 2010, S. 74/75.
214. ↑  Robert Darnton: The Business of Enlightenment. A Publishing History of the Encyclopédie 1775–1800. The Belknap Press of Harvard University Press, Cambridge (Mass.), London 1979, S. 525–528.
215. ↑  Georg Jäger: Der Lexikonverlag. In: Geschichte des deutschen Buchhandels im 19. und 20. Jahrhundert. Band 1: Das Kaiserreich 1870–1918. Teil 2. Saur, Frankfurt am Main 2001, S. 541–575, hier S. 552.
216. ↑  Thomas Keiderling: Der Lexikonverlag. In: Geschichte des deutschen Buchhandels im 19. und 20. Jahrhundert. Band 2: Die Weimarer Republik 1918–1933. Teil 1. Saur, Frankfurt am Main 2007, S. 441–462, hier S. 442/443, S. 445.
217. ↑  Thomas Keiderling: Der Lexikonverlag. In: Geschichte des deutschen Buchhandels im 19. und 20. Jahrhundert. Band 2: Die Weimarer Republik 1918–1933. Teil 1. Saur, Frankfurt am Main 2007, S. 461.
218. ↑  Thomas Keiderling: F. A. Brockhaus 1905–2005. Brockhaus in der Wissensmedia. Leipzig/Mannheim 2005, S. 246/247.
219. ↑  Ulrike Spree: Das Streben nach Wissen. Eine vergleichende Gattungsgeschichte der populären Enzyklopädie in Deutschland und Großbritannien im 19. Jahrhundert. Niemeyer, Tübingen 2000, S. 42.
220. ↑  Robert L. Collison, Warren E. Preece: Encyclopaedias and Dictionaries. In: Encyclopaedia Britannica. Band 18. 15. Auflage, 1998, S. 257–280, hier S. 271.
221. ↑  Thomas Keiderling: F. A. Brockhaus 1905–2005. Brockhaus in der Wissensmedia. Leipzig/Mannheim 2005, S. 252.
222. ↑  Jürgen Mittelstraß: Vom Nutzen der Enzyklopädie. In: Meyers Enzyklopädisches Lexikon. Band 1. Bibliographisches Institut. Mannheim / Wien / Zürich 1971, S. IX–XIX, hier S. XVI.
223. ↑  Zitiert nach Werner Lenz: Kleine Geschichte großer Lexika. Bertelsmann Lexikon-Verlag, Gütersloh 1974, S. 9.
224. ↑  Jeff Loveland: An Alternative encyclopedia? Dennis de Coetlogon’s Universal history of arts and sciences (1745). Voltaire Foundation, Oxford 2010, S. 119.
225. ↑  Anja zum Hingst: Die Geschichte des Großen Brockhaus. Vom Conversationslexikon zur Enzyklopädie. Harrassowitz Verlag, Wiesbaden 1995, S. 155–157.
226. ↑  Ulrike Spree: Das Streben nach Wissen. Eine vergleichende Gattungsgeschichte der populären Enzyklopädie in Deutschland und Großbritannien im 19. Jahrhundert. Niemeyer, Tübingen 2000, S. 311.
227. ↑  Jeff Loveland: An Alternative encyclopedia? Dennis de Coetlogon’s Universal history of arts and sciences (1745). Voltaire Foundation, Oxford 2010, S. 183.
228. ↑  Harvey Einbinder: The Myth of the Britannica. MacGibbon & Kee, Nachdruck: Johnson Reprint Corporation, New York, London 1972, S. 73 (englisch, Originaltitel: The Myth of the Britannica. London 1964.).
229. ↑  Harvey Einbinder: The Myth of the Britannica. MacGibbon & Kee, Nachdruck: Johnson Reprint Corporation, New York, London 1972, S. 7, 10 (englisch, Originaltitel: The Myth of the Britannica. London 1964.).
230. ↑  Harvey Einbinder: The Myth of the Britannica. MacGibbon & Kee, Nachdruck: Johnson Reprint Corporation, New York, London 1972, S. 8, 281 (englisch, Originaltitel: The Myth of the Britannica. London 1964.).
231. ↑  Harvey Einbinder: The Myth of the Britannica. MacGibbon & Kee, Nachdruck: Johnson Reprint Corporation, New York, London 1972, S. 70–71 (englisch, Originaltitel: The Myth of the Britannica. London 1964.).
232. ↑  Harvey Einbinder: The Myth of the Britannica. MacGibbon & Kee, Nachdruck: Johnson Reprint Corporation, New York, London 1972, S. 72 (englisch, Originaltitel: The Myth of the Britannica. London 1964.).
233. ↑  Robert L. Collison, Warren E. Preece: Encyclopaedias and Dictionaries. In: Encyclopaedia Britannica. Band 18. 15. Auflage, 1998, S. 257–280, hier S. 263.
234. ↑  Edgar C. Bailey Jr.: Acquisition and Use of General Encyclopedias in Small Academic Libraries. In: RQ. Bd. 25, Nr. 2 (Winter 1985), S. 218–222, hier S. 220/221.
235. ↑  Monika Schmitz-Emans: Enzyklopädische Phantasien. Wissensvermittelnde Darstellungsformen in der Literatur – Fallstudien und Poetiken (= Monika Schmitz-Emans [Hrsg.]: Literatur – Wissen  – Poetik. Band 8). Georg Olms Verlag, Hildesheim / Zürich / New York 2019, ISBN 978-3-487-15640-8, O – Orbis-Pictus: Illustrierte Wissenskompendien und Visuelle Literatur, S. 302 (eingeschränkte Vorschau in der Google-Buchsuche).
236. ↑  Harvey Einbinder: The Myth of the Britannica. MacGibbon & Kee, Nachdruck: Johnson Reprint Corporation, New York, London 1972, S. 151–152, 245, 249 (englisch, Originaltitel: The Myth of the Britannica. London 1964.).
237. 1 2 3  Robert Collison: Encyclopaedias. Their history throughout the ages. A bibliographical guide with extensive historical notes to the general encyclopaedias issued throughout the world from 350 B. C. to the present day. 2. Auflage, Hafner, New York 1966, S. 9.
238. ↑  Harvey Einbinder: The Myth of the Britannica. MacGibbon & Kee, Nachdruck: Johnson Reprint Corporation, New York, London 1972, S. 319–322 (englisch, Originaltitel: The Myth of the Britannica. London 1964.).
239. ↑  Shane Greenstein, Michelle Devereux: The Crisis at Encyclopaedia Britannica. Kellogg School of Management, S. 3 (PDF; 462 kB. (Memento vom 13. März 2013 im Internet Archive) [abgerufen am 20. Juni 2011]).
240. 1 2  Anja zum Hingst: Die Geschichte des Großen Brockhaus. Vom Conversationslexikon zur Enzyklopädie. Harrassowitz Verlag, Wiesbaden 1995, S. 172.